# Cascine di Garbagna Novarese
Data la natura prettamente rurale del piccolo centro di Garbagna Novarese fino alla prima metà del XX secolo, il suo territorio è disseminato di cascine, centri nevralgici dell'economia sorti lungo tutto il corso della sua storia. Tale caratteristica è ravvisabile nell'intera area della Bassa Novarese.
Le cascine poste all'esterno dell'abitato, considerate in passato vere e proprie frazioni del comune,  mentre oggi (2024) vengono indicate come semplici agglomerati dallo statuto comunale, sono Marijna, Belvedere, Brusattina, Moncucco, Buzzoletto Nuovo, Buzzoletto Vecchio, Cascinetta. L'unica cascina compresa invece nel centro abitato è Borghetto.
Lo studioso novarese Angelo Luigi Stoppa, trattando la storia della Bassa Novarese, riconosce alle cascine la medesima rilevanza storica e artistica dei ricetti, delle chiese e degli oratori devozionali, sia in caso di architettura spontanea che studiata. È inoltre convinto che le cascine più antiche, sviluppatesi attorno a una corte, siano l'evoluzione di più antiche ville rustiche romane. Da un punto di vista artistico, infine, afferma che gli edifici centrali di alcune cascine (tra cui Moncucco, Buzzoletto Vecchio e Buzzoletto Nuovo) esprimono una tale nobiltà architettonica da essere paragonabili alle ben più celebri ville venete, rendendone doverosa la preservazione al pari di queste ultime.

## Storia

### Fino all'XI secolo
Fino all'XI secolo il Novarese si presentava coperto di vegetazione boschiva, come gran parte della Pianura Padana, e segnato da innumerevoli corsi d'acqua e stagni  alimentati dai fontanili. Le poche aree coltivate erano raccolte attorno ai villaggi e organizzate fin dall'età carolingia in mansi, poderi di pochi ettari coltivati da singole famiglie di piccoli proprietari (liberi allodieri) secondo una logica di mera sussistenza. Le principali colture erano cereali e vite, assieme a prato asciutto e bosco.
In quel periodo Garbagna era situata presso Santa Maria, oratorio eretto in quegli anni che ne fungeva da chiesa parrocchiale; presso l'Arbogna e la chiesa di San Michele era invece il villaggio minore di Garbaniola, più recente. Una parte consistente delle terre apparteneva alle autorità religiose di Novara, a seguito delle numerose donazioni effettuate sia da governanti franchi che da locali proprietari nei secoli precedenti.

### XII secolo
In anticipo rispetto al resto della Pianura Padana, la situazione novarese cambiò nel XII secolo. Con lo scavo di rogge a scopo irriguo e l'introduzione delle marcite, la produzione foraggera aumentò esponenzialmente, innescando a sua volta un radicale mutamento dell'economia: le piccole attività basate sui mansi non ressero e scomparvero, soppiantate dalle cascine, vaste proprietà di molte decine di ettari nelle mani di pochi ricchi possidenti che davano lavoro a numerose famiglie di salariati, coltivate estensivamente a cereali ma soprattutto foraggio per l'allevamento. Quest'ultimo, non più basato sulla transumanza per la disponibilità di foraggio tutto l'anno (grazie alle marcite) e dunque più remunerativo, ne divenne l'attività principale, trainato a sua volta dalle attività artigiane di lavorazione delle pelli, per le quali Novara era rinomata.
Già nella prima metà del XII secolo Garbagna fu protagonista di questi cambiamenti: si ha notizia di casine (o cassine) nel suo territorio, le cui marcite (prati bagnati) erano irrigate da rogge di recente costruzione, a loro volta alimentate da fontanili. Un'idea più precisa delle dimensioni di queste nuove unità produttive è fornita da un documento del 1181, ove è riportata una casina appartenente all'Ospedale della Carità con terre che si estendevano dal borgo di Sant'Agabio fino a Olengo e Garbagna, terre non a caso ricche di rogge e risorgive.
Contemporaneamente alla predetta evoluzione del quadro economico, la nascita del Comune di Novara provocò cambiamenti nella gestione politica delle terre attorno alla città: il Comune estese la propria influenza nelle campagne, mediante la riappropriazione dei feudi episcopali. In tale contesto si colloca l'infeudazione di Garbagna alle famiglie aristocratiche novaresi Da Muro, Cavallazzi e Del Placido, che per proteggere il territorio dalle ingerenze dei canonici del Duomo di Novara promossero lo sviluppo del villaggio di Garbaniola, che crebbe e prosperò nei pressi del castello e acquisì infine il nome Garbagna, a scapito dell'insediamento originale presso l'oratorio di Santa Maria che fu col tempo abbandonato.

### XIV secolo
All'inizio del XIV secolo un terzo attore si aggiunse a Comune ed episcopato di Novara nella corsa alla possessione di Garbagna: tra 1317 e 1321 il canonico della Cattedrale Eleuterio Cattaneo donò 5000 pertiche di terre in Garbagna (tra le altre) all'Ospedale della Carità di Novara, rendendo l'istituto di fatto autonomo e primo per importanza fra tutti gli ospedali cittadini. La presenza dell'Ospedale ha contribuito in modo decisivo agli studi storici ed artistici su Garbagna, essendo il suo archivio ricco di dettagli sulla popolazione di fittavoli e lavoranti delle sue terre, comprese le cascine.
L'evoluzione economica col tempo trasformò alcune cascine in insediamenti rilevanti: nel 1347 Buzzoletto e Moncucco erano amministrate da un dominus (signore).

### XV secolo
Nella seconda metà XV secolo, durante il periodo di stabilità e conseguente prosperità sotto il dominio sforzesco del Ducato di Milano, l'arte devozionale ebbe un grande sviluppo nel Novarese. In tale contesto Buzzoletto e Moncucco parteciparono alla decorazione dell'Oratorio di Santa Maria, maggiore centro religioso del luogo. I dettagli dei committenti presenti sulle opere fanno luce su vita e società nelle cascine a quel tempo: le decorazioni furono commissionate dai fittavoli stessi, appartenenti a famiglie non nobili sia locali sia oriunde, che avevano fatto fortuna con l'allevamento e l'agricoltura. La loro disponibilità economica è testimoniata dalla scelta della bottega di Tommaso Cagnola, in quegli anni tra le più rinomate e richieste.

### XVI secolo
La modifica dei terreni a fini agricoli subì una forte accelerazione nel XVI secolo: avendo gli Sforza introdotto la coltura del riso nel Vigevanasco sul finire del XV secolo, realizzando all'uopo vaste opere idrauliche, nei decenni successivi la pratica si estese alle limitrofe terre del Ducato di Milano, tra cui il Basso Novarese, ove si crearono vasti terrazzamenti e canali artificiali. L'impresa fu possibile grazie alla presenza della grande proprietà, la sola in grado di sostenere l'investimento necessario per la nuova coltura.

### XX secolo
All'inizio del XX secolo una parte consistente del modesto tessuto industriale di Garbagna risiedeva nelle cascine, dove i proprietari eseguivano la brillatura del loro stesso riso: Brustia a Moncucco, Ferraris alla Marijna, Pollini e Soldani a Buzzoletto.
Dalla metà del Novecento si è visto un generale spopolamento delle cascine, avendo il progresso tecnologico ridotto la richiesta di manodopera (in primis braccianti e mondine) e la necessità per gli stessi agricoltori di risiedervi, risultando in consistenti trasferimenti verso i centri abitati.
Nel 1981, tuttavia, lo studioso novarese Angelo Luigi Stoppa notò come l'avanzamento tecnologico stesse al contempo producendo effetti opposti: il collegamento alle reti elettrica e telefonica stava rendendo le cascine, anche le più isolate, assai meno disagevoli rispetto al passato, dunque più appetibili come residenze. Stoppa ne osservava il lento ripopolamento, in alcuni casi anche solo come residenze di campagna.

### XXI secolo
Nonostante le considerazioni di Stoppa del 1981, le differenze di abitabilità tra le cascine di Garbagna e il centro abitato si sono mantenute ancora per decenni: al 2013 le cascine poste all'esterno del paese non erano ancora raggiunte dalla rete di distribuzione del metano, imponendo all'amministrazione comunale di supplire alla mancanza mediante l'offerta ai residenti di condizioni agevolate di utilizzo di combustibili alternativi quali gasolio e GPL.

## Cascine antiche
Le due cascine più antiche, Buzzoletto Vecchio e Moncucco, sono anche le maggiori e costituirono per secoli comuni autonomi, prima di essere aggregate come frazioni a Garbagna.

### Buzzoletto Vecchio

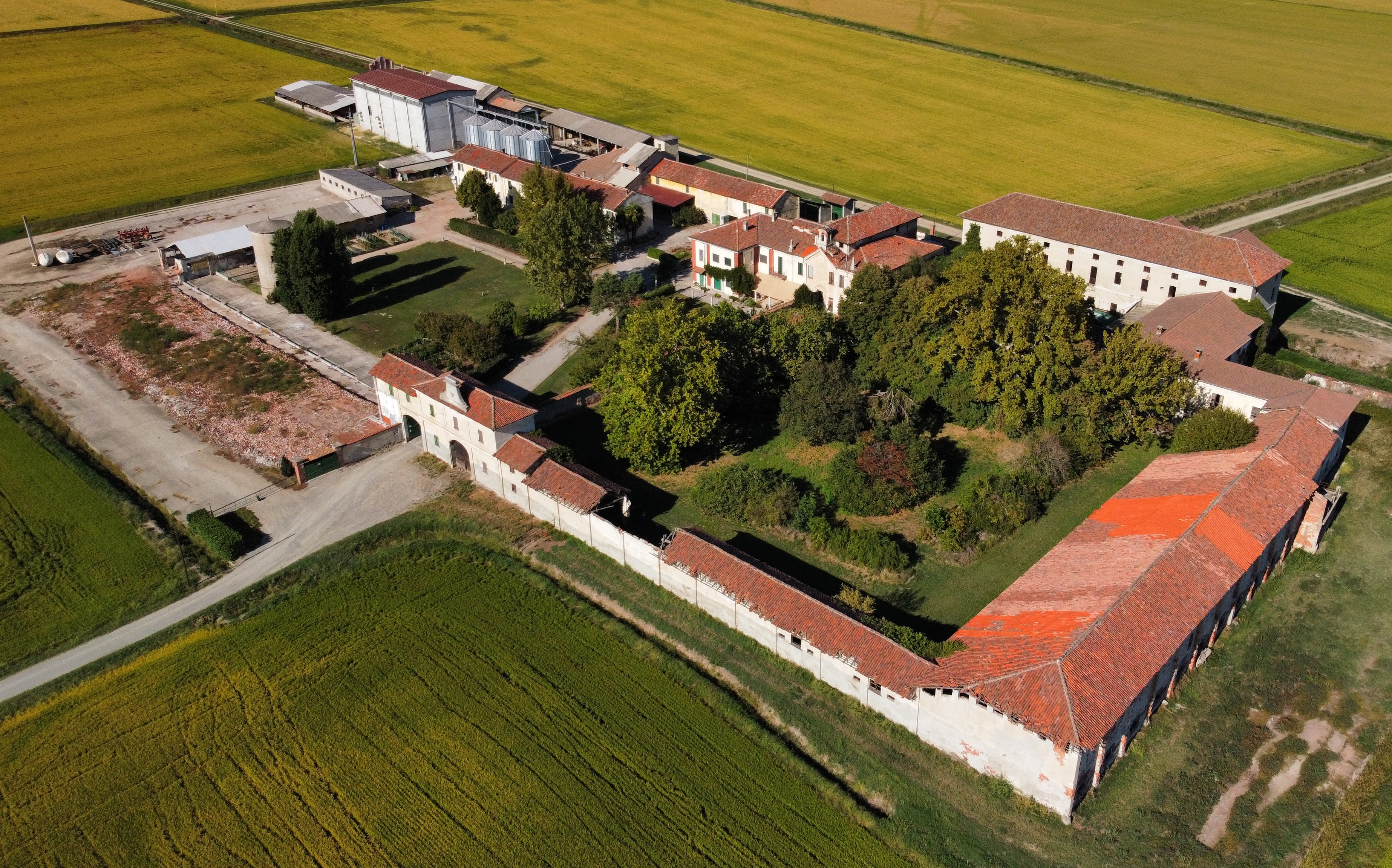
Buzzoletto Vecchio visto da sud-ovest (2022)

La cascina si raggiunge percorrendo la strada che collega Olengo a Terdobbiate ed è lambita posteriormente dall'omonimo fontanone di Buzzoletto. Ad alcune decine di metri sono il diramatore Quintino Sella a ovest, la fontana Gambalotta a est e la cascina Buzzoletto Nuovo a nord.
Grafie alternative del nome sono Bozzoletto, Buzzoleto, Bussoletto e Bussoleto.

#### Storia

##### Medioevo
Le Consignationes del 1347 contengono diversi riferimenti a una zona denominata Bozoletum o Bozola in territorio di Olengo, ripartita tra diversi proprietari. In essa i benefici delle istituzioni ecclesiastiche novaresi contavano otto pezze di terra, per una superficie totale di 15 ettari: tre pezze del monastero di San Domenico (divenuto in seguito monastero di Sant'Agnese, oggi sede locale della Procura della Repubblica), due della chiesa di Ognissanti, una della chiesa di San Silvestro, due delle chiese di San Nazzaro e San Martino di Novara e di Sant'Andrea di Olengo.
Nell'arco di un secolo divenne un insediamento notevole, risultando affidato a un dominus (signore).

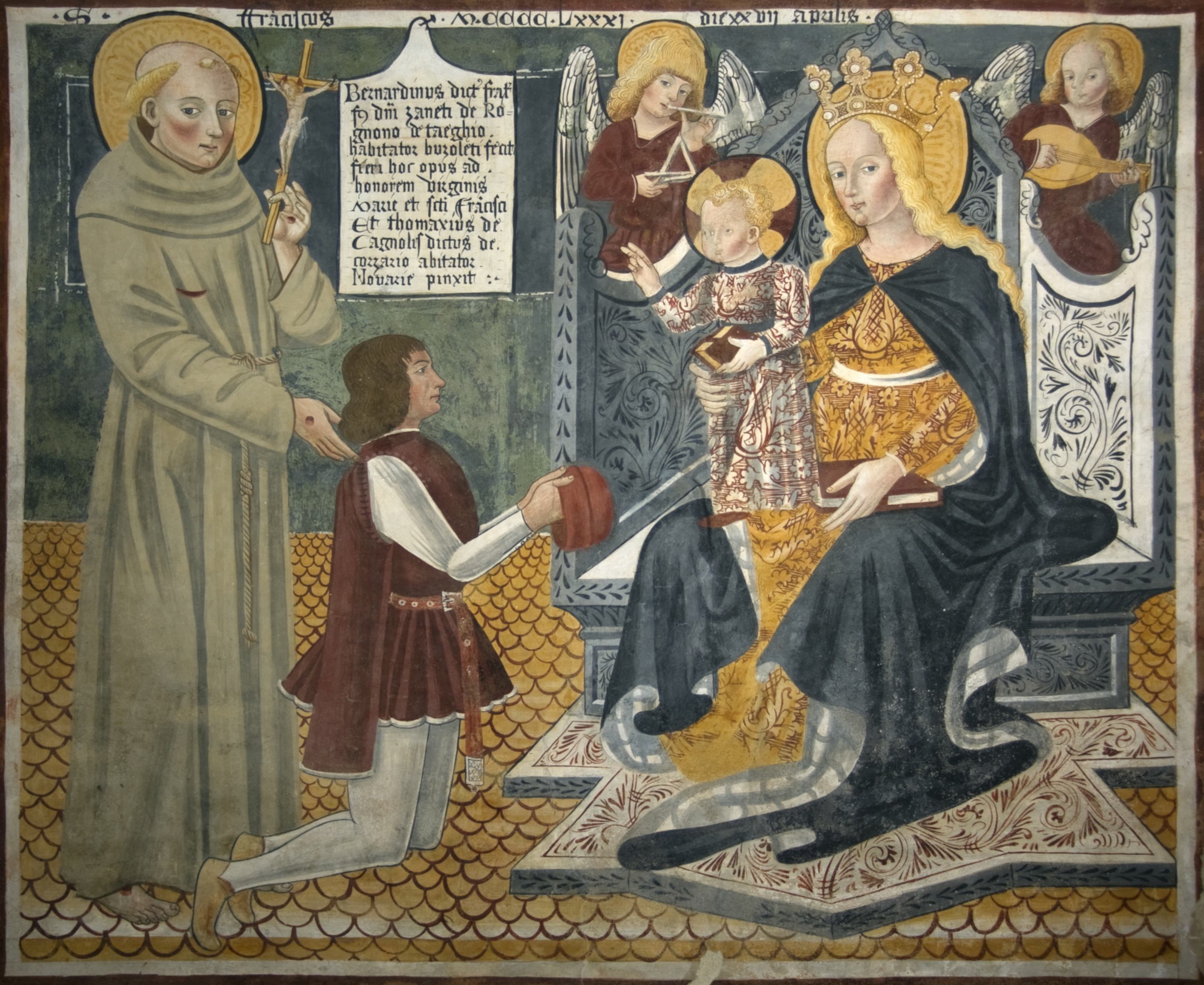
Madonna con Bambino, due angeli e San Francesco che presenta il committente, affresco dell'Oratorio di Santa Maria commissionato da Bernardino Rognoni di Buzzoletto (1481)

Nella seconda metà XV secolo, durante il periodo di stabilità e conseguente prosperità sotto il dominio sforzesco del Ducato di Milano, l'arte pittorica ebbe un grande sviluppo, specialmente l'affresco. In tale contesto Buzzoletto, assieme a Moncucco e diversi altri possidenti locali, partecipò alla decorazione dell'Oratorio di Santa Maria, maggiore centro devozionale del luogo: Bernardinus [...] de Rognono de taeghio habitator buzoleti commissionò al pittore Tommaso Cagnola l'affresco della Madonna con Bambino, due angeli e San Francesco che presenta il committente nell'abside della piccola chiesa. La famiglia Rognoni proveniva dalla Val Taleggio, nel bergamasco, ed era con tutta probabilità giunta nella Bassa Novarese in cerca di nuovi pascoli. La studiosa Franca Franzosi, indagando il fondo archivistico dell'Ospedale Maggiore di Novara, ha scoperto che i Rognoni a quel tempo erano affittuari di terre dell'ospedale appartenenti alla tenuta di Buzzoletto. Dalla commissione dell'affresco si deduce che i Rognoni erano una famiglia di allevatori molto abbienti, non nobili. Del committente Bernardino Rognoni, in particolare, la scelta di rappresentare San Francesco consente di dedurre l'appartenenza a una congregazione religiosa, con tutta probabilità era un terziario francescano. Diversi elementi, inoltre, confermano la disponibilità economica di Bernardino, figlio del dominus Zaneto: la presenza del suo ritratto e del cartiglio che lo identifica chiaramente, l'abbigliamento ricercato, la commissione dell'affresco a Tommaso Cagnola in persona, la posizione centrale dell'opera nell'abside dell'oratorio. Oltre ai preziosi dettagli sul committente, l'opera è importantissima perché la precisa datazione (27 aprile 1481) e la firma dell'autore hanno consentito agli studiosi di collocare temporalmente le molte opere dell'artista e di comprenderne l'evoluzione stilistica.
La nobile famiglia Cacciapiatti, che dall'inizio del XV secolo stava espandendo i propri possedimenti nel Basso Novarese e nel 1441 aveva ottenuto la decima di Garbagna, nel 1497 aggiunse i diritti sui dazi di Buzzoletto, assieme a quelli sulla macina del grano e sull'entrata delle porte di Novara.

##### Età moderna
Nel 1548, dal catasto di Carlo V (noto anche come Catasto Bergamino) risulta che la tenuta si estendeva per circa 156 ettari (510 moggia, di cui 300 di aratorio, 10 di vigna, 100 di prato, 50 di prato asciutto e 50 di bosco) ed era abitata da un solo gruppo famigliare (fuoco), che aveva a disposizione una cascina e un mulino. Proprietari risultavano gli eredi di Pietro Francesco Cacciapiatti.

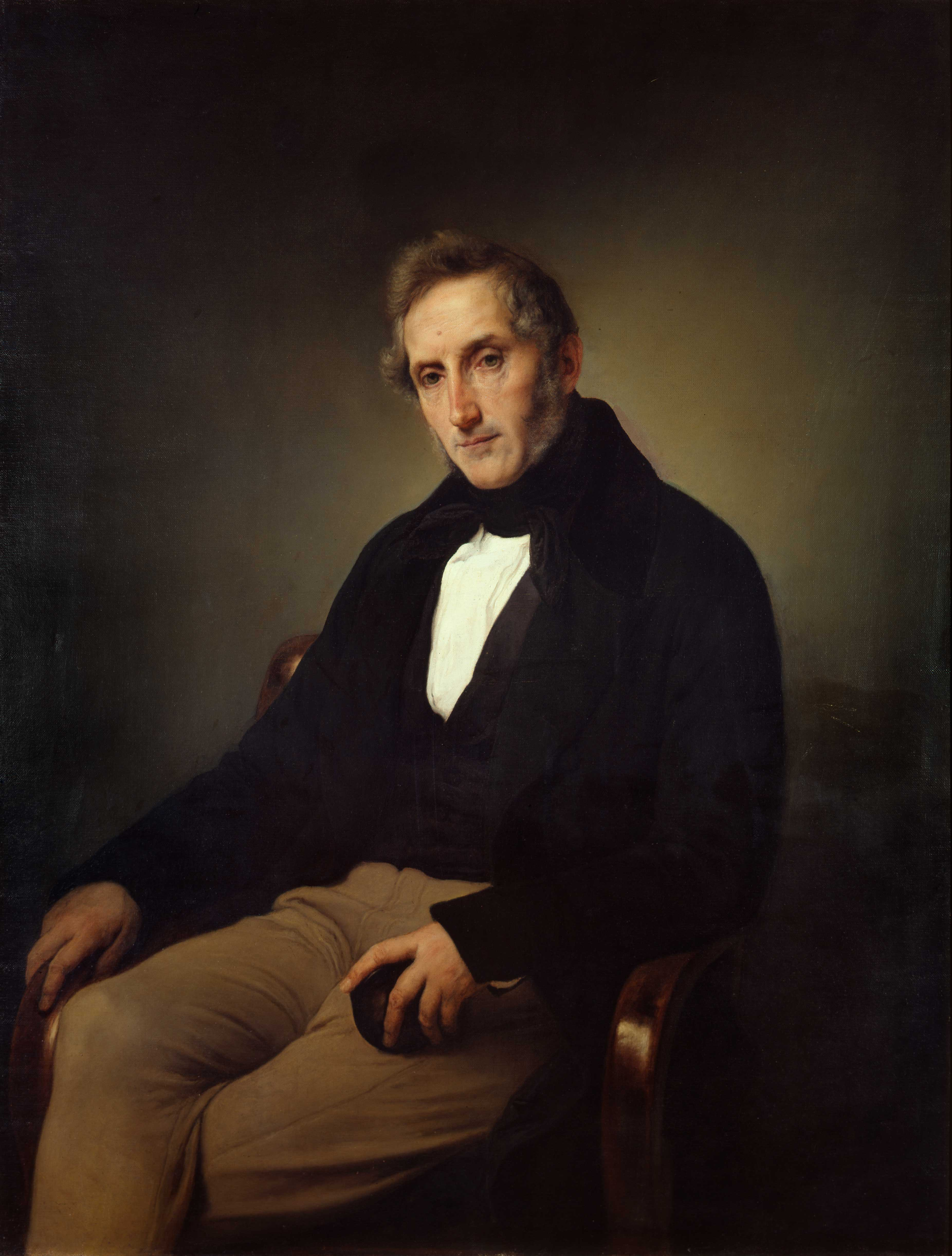
La nobiltà di Alessandro Manzoni consisteva nel titolo di Signore di Moncucco di Mirasole

Nel XVII secolo era un comune autonomo, facente capo a Vespolate. Più nello specifico, la documentazione delle entrate camerali dello Stato di Milano nel 1626 riporta Buzzoletto (al pari della vicina Calzavacca) non infeudato e circondato da terre che invece lo erano: Garbagna al conte Geronimo Della Porta, Terdobbiate al conte Cicogna, Olengo ai Castaldo e Cerano ai Gallarati.
Attorno al 1723, con la riorganizzazione amministrativa conseguente il catasto teresiano, la comunità della vicina cascina Calzavacca non fu ritenuta sufficiente a mantenere lo status di comune e fu aggregata a Buzzoletto Vecchio. Nella seconda parte del secolo (1767 e 1778) è riportato appartenere alla famiglia Caroelli.

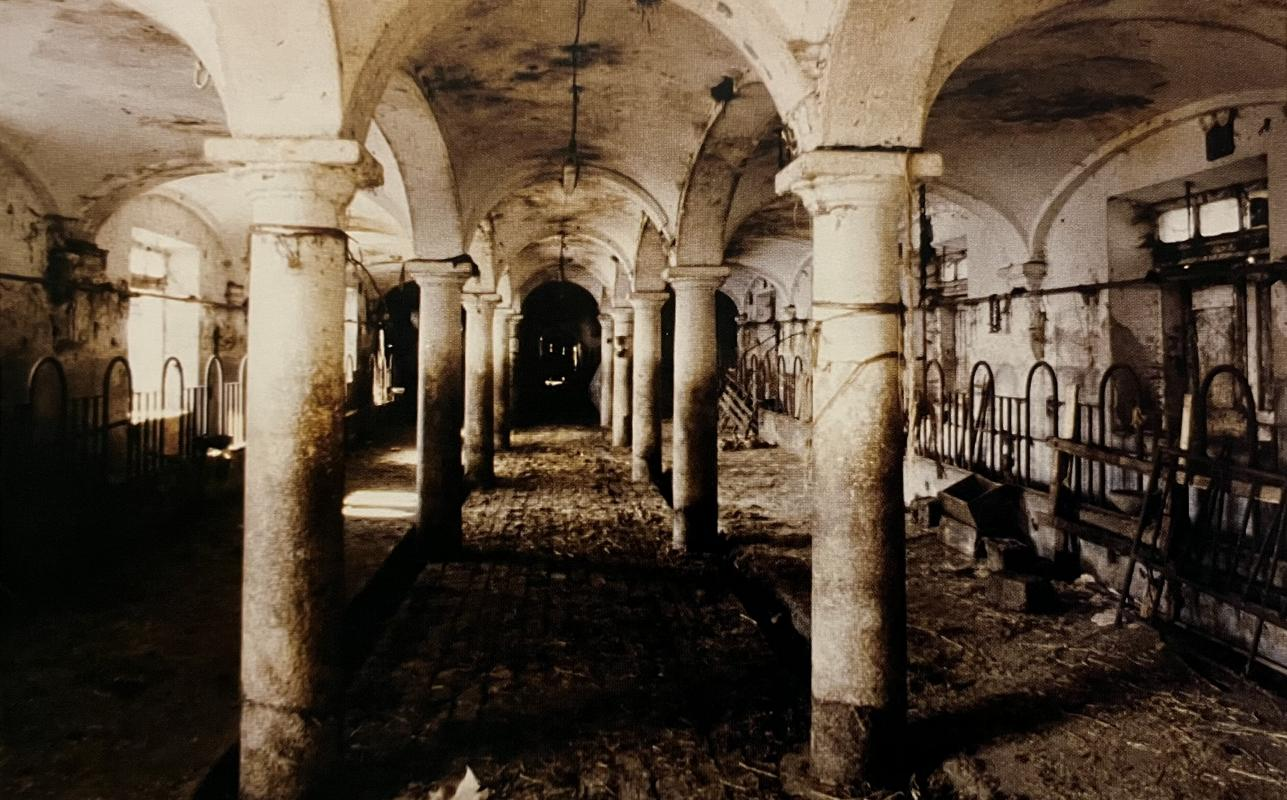
Antiche stalle, risalenti al XVI secolo

Nel 1802, in occasione dell'ulteriore riorganizzazione amministrativa voluta dalla Francia napoleonica, all'interno del Dipartimento dell'Agogna (Distretto I) fu aggregato a Olengo assieme a Moncucco (Olengo con Moncucco, e Buzzoletto).

##### Età contemporanea
Al pari di Moncucco, tra XVIII e XIX secolo Buzzoletto perse progressivamente la propria indipendenza amministrativa, divenendo frazione di Garbagna (vedi sez. Aggregazione a Garbagna).
Gli archivi comunali di Garbagna documentano che nel 1821 proprietari erano ancora i Cacciapiatti (nello specifico il marchese Luigi Gaudenzio, domiciliato a Torino), il cui agente era il sacerdote Francesco Boggiani, incaricato di trattare col comune di Garbagna stesso.
Il 6 agosto 1822 un'eccezionale precipitazione di grandine causò la totale perdita del raccolto. Il relativo computo dei danni consente di delineare la capacità produttiva della tenuta in quegli anni: 73 650 lire per 5900 sacchi di risone, 30 sacchi di fagioli, 150 sacchi di meliga e 150 brente di uva. Per gli stessi quattro prodotti i danni stimati nel territorio di Garbagna ammontavano invece a meno di 12 000 lire.
Nel 1822 Buzzoletto con Calzavacca contavano ben 198 residenti, saliti a 220 nel 1840 e 277 nel 1879.
Il complesso fu diviso in due parti da un muro intorno agli anni '30 del Novecento, isolando la parte più antica (quella a sud) dal resto dei fabbricati. Di conseguenza anche l'ingresso principale fu sdoppiato.
A Buzzoletto Vecchio ebbe luogo l'antefatto dell'unica tragedia che coinvolse direttamente il comune di Garbagna durante la seconda guerra mondiale. All'alba del 24 agosto 1944, reparti della questura e delle brigate nere prelevarono con la forza tredici giovani renitenti alla leva nascostisi e impiegati presso Buzzoletto, imprigionandoli nelle celle del Castello di Novara. Come rappresaglia per alcune azioni di sabotaggio compiute in quei giorni dalla brigata volante Loss (furono fatti saltare i ponti stradale e ferroviario sul canale Cavour), la mattina del 26, su ordine del questore Emilio Pasqualy e del prefetto Enrico Vezzalini, i tredici prigionieri furono condotti dalla squadra del comandante Vincenzo Martino al ponte ferroviario di Vignale ed ivi trucidati con l'inganno a raffiche di mitragliatrice, sotto gli occhi sgomenti della popolazione. L'anno successivo, il 26 agosto 1945, durante la cerimonia di commemorazione, una lapide fu posta all'ingresso della cascina Buzzoletto, in ricordo di ciò che è conosciuto come l'eccidio di Vignale. Sulla lapide si legge: Ai martiri di Vignale vittime innocenti dell'odio tiranno perché il loro nome insanguinato risuoni dove vissero eco d'amore (seguono i tredici nomi e le rispettive età al momento della morte).
Nel 1948 proprietari della tenuta erano le famiglie Tornielli e Pollini.
Nei secoli diverse famiglie di agricoltori e allevatori operanti a Buzzoletto Vecchio si distinsero per i livelli produttivi raggiunti, vincendo vari premi in ambito sia locale che nazionale: Caresana, Colli, Gallina, Gambaro, Giarda e gli stessi marchesi Tornielli. Negli anni del boom economico la conduzione risultava divisa tra le famiglie Caresana e Colli, le cui aziende erano classificate rispettivamente come grande e media, entrambe rinomate sia per i citati livelli produttivi che per i risultati della sperimentazione sulle sementi di riso (a titolo di esempio, nel 1950 il campo di orientamento per le nuove varietà di riso in provincia di Novara fu tenuto sui campi di Attilio Colli). La famiglia Caresana, inoltre, si impegnò nella politica e nell'organizzazione del settore primario, sia in ambito locale che interprovinciale e perfino interregionale.
Il numero di abitanti secondo i censimenti del dopoguerra: 117 nel 1951, 127 nel 1961 e 40 nel 1971.

#### Descrizione

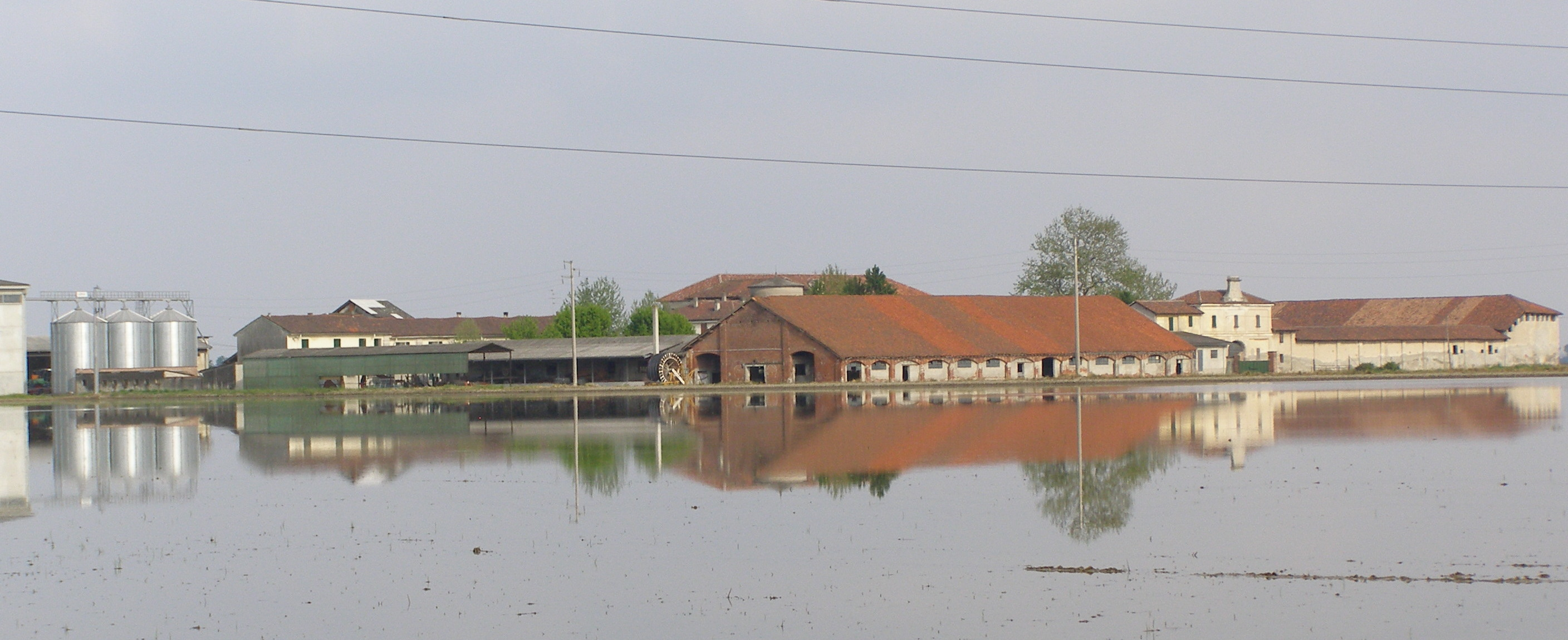
Veduta dalla risaia

La struttura attuale è composta da edifici di epoche differenti.
L'ingresso, posto a ovest, è doppio, a seguito dell'erezione del muro divisorio negli anni '30 del '900, che separò la parte più antica (quella a sud) dal resto del complesso. All'altro capo del muro divisorio è posto l'oratorio della Presentazione di Maria Vergine al Tempio, dietro cui è un edificio minore di uso residenziale.
La parte sud consta di un cortile quadrato su cui affaccia un fabbricato abbandonato. A est di quest'ultimo sorge un edificio di tre piani che funge da magazzino e riparo per i mezzi agricoli.
Nella parte nord sono tre edifici principali: una stalla, un'abitazione (anni '40 del '900) e un cassero/magazzino per il ricovero di materiali e macchinari. Edifici minori più recenti sono sorti sul lato esterno a nord, tutti dipendenti dalla stalla, assieme ad alcuni silos, di cui uno antico.
Al 2003 la parte antica del complesso sud è abbandonata, mentre il magazzino è in buono stato, al pari dei fabbricati a settentrione. Anche l'oratorio si presenta in buone condizioni.

#### Oratorio
La cascina comprende un oratorio dedicato alla Presentazione di Maria Vergine al Tempio, situato presso il muro divisorio.

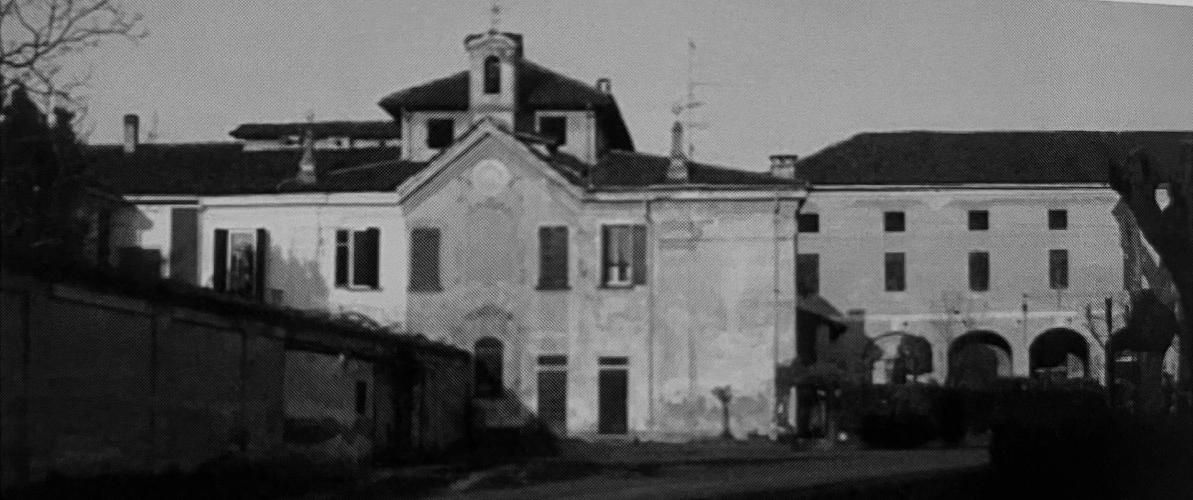
Oratorio di Buzzoletto Vecchio, visto dal cortile

L'oratorio fu visitato nel 1762 dal vescovo Marco Aurelio Balbis Bertone, che ne fornì una descrizione: facciata rivolta a nord, con una sola porta, una finestra sopra l'altare, dotato di un piccolo campanile, il tutto in stile chiaramente barocco; internamente era pavimentato e coperto da volte, con altare in legno dipinto, sovrastato dall'ancona costituita da una tavola pendente raffigurante la Presentazione di Maria Vergine al Tempio, ai lati un armadio a muro e un lavello. Le buone condizioni dell'oratorio e la prescritta dotazione di suppellettili consentivano di celebrare messa. L'oratorio era mantenuto dalle famiglie della cascina e aveva un proprio cappellano.
Nel 1823, in occasione della visita pastorale del vescovo Giuseppe Morozzo, fu riportato nella relazione un ricco corredo di suppellettili: cinque pianete, un calice d'argento, un calice di ottone dorato con coppa d'argento, sei candelieri di rame argentati con croce, sei candelieri di legno argentati e due messali.
Quando il complesso fu suddiviso in due parti da un muro intorno agli anni '30 del Novecento, fu intaccata anche la facciata dell'oratorio.
Nella seconda metà del secolo Ernesto Colli riportò come il quadro della Presentazione fosse alquanto deteriorato. L'oratorio era inoltre decorato da alcuni altri dipinti di certo valore artistico e dai due stemmi delle famiglie Cacciapiatti e Tornielli, antichi proprietari. A quel tempo, ogni domenica il parroco di Garbagna si recava all'oratorio per celebrare messa.

#### Galleria d'immagini

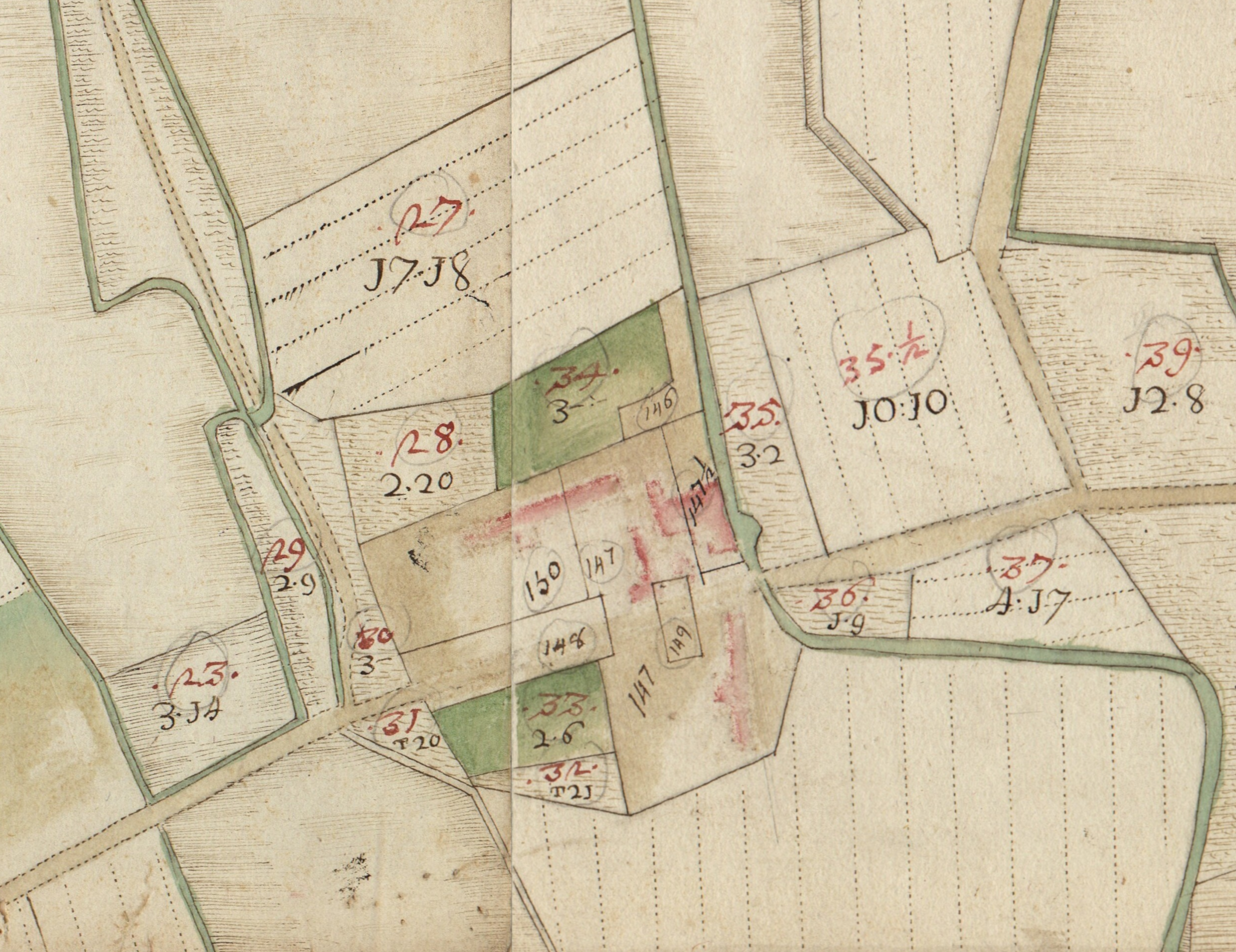
Pianta nel Catasto Teresiano (1723)
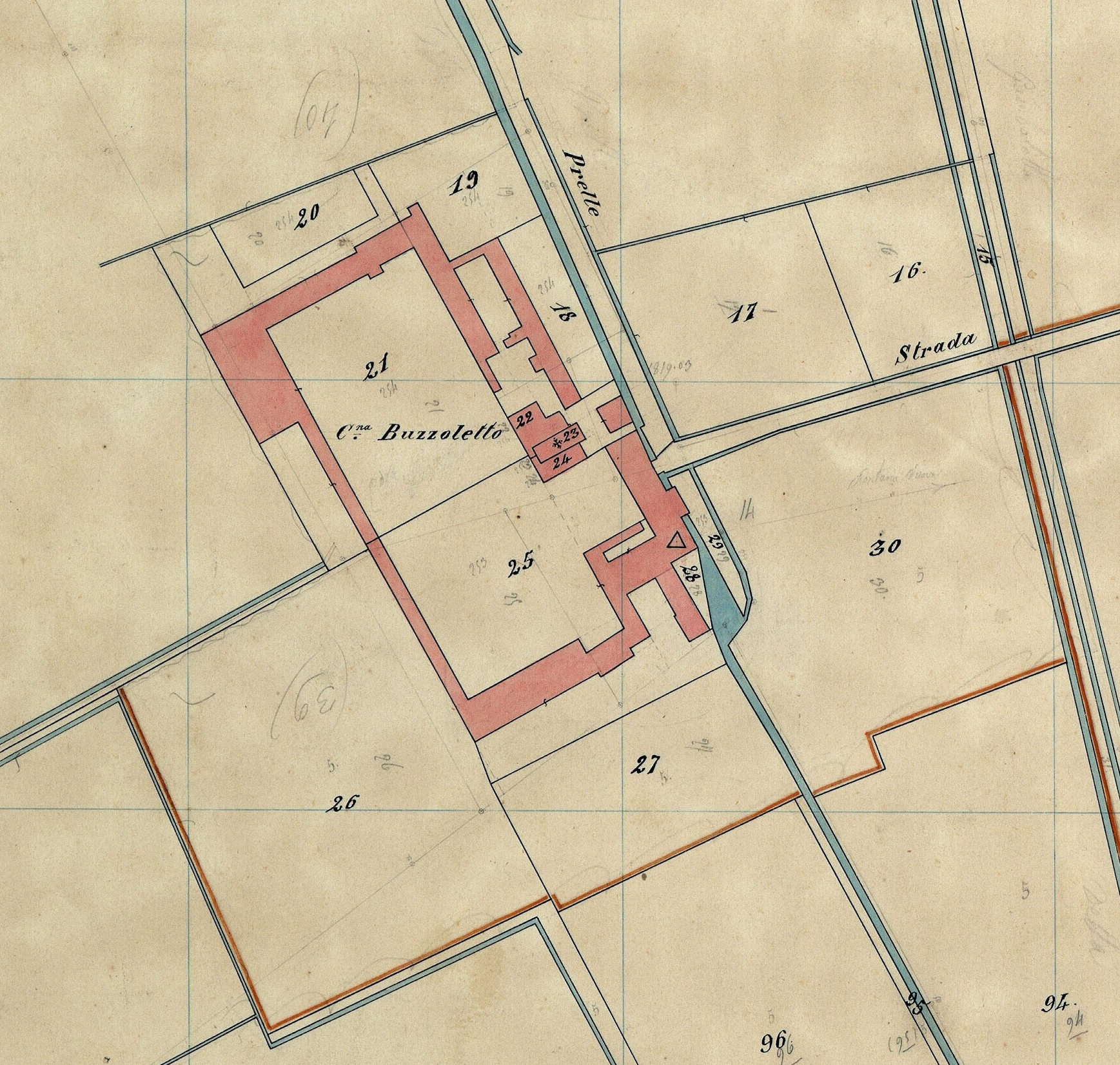
Pianta nel Catasto Rabbini (1867)
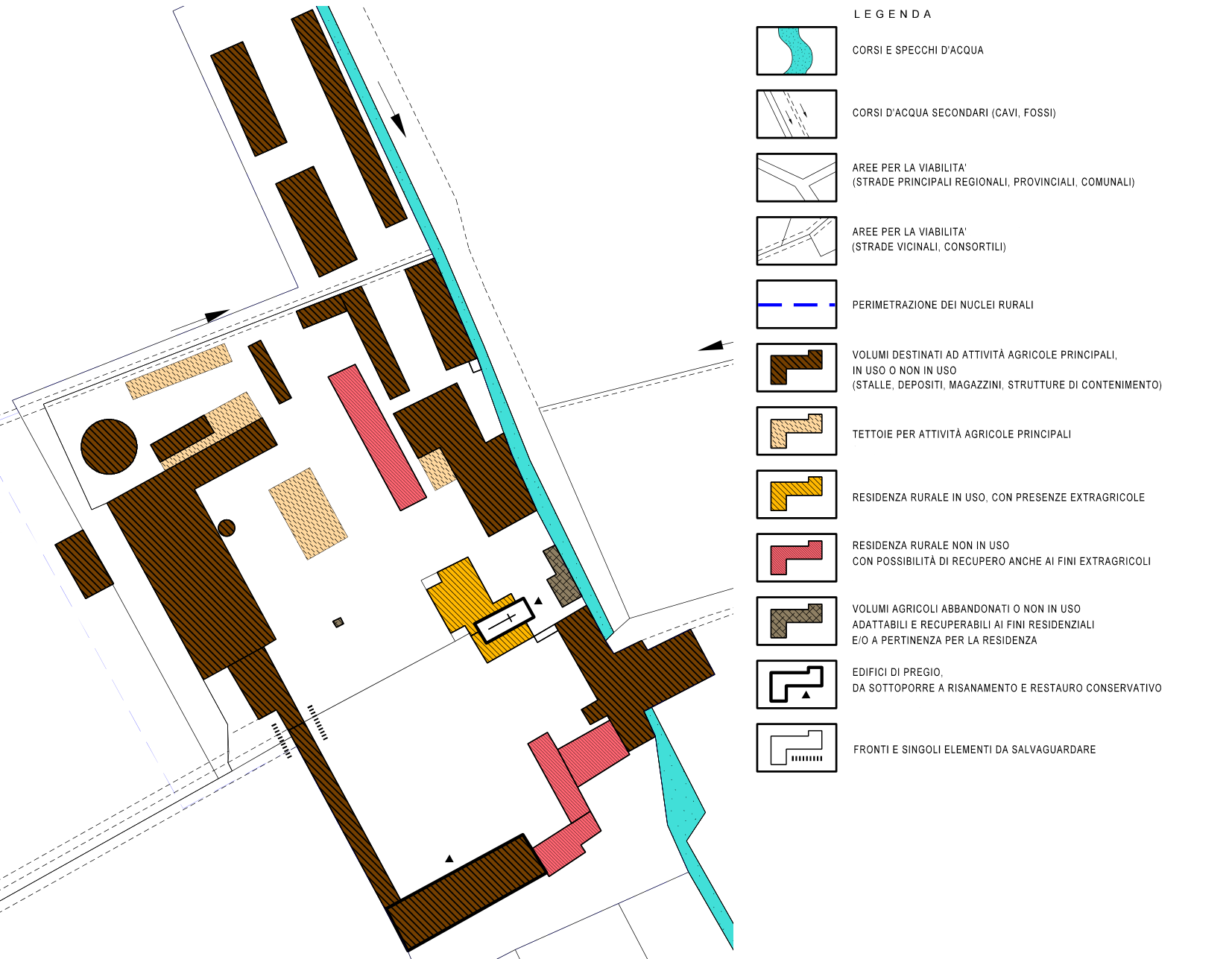
Pianta nel P.R.G.C. (2003)

### Moncucco

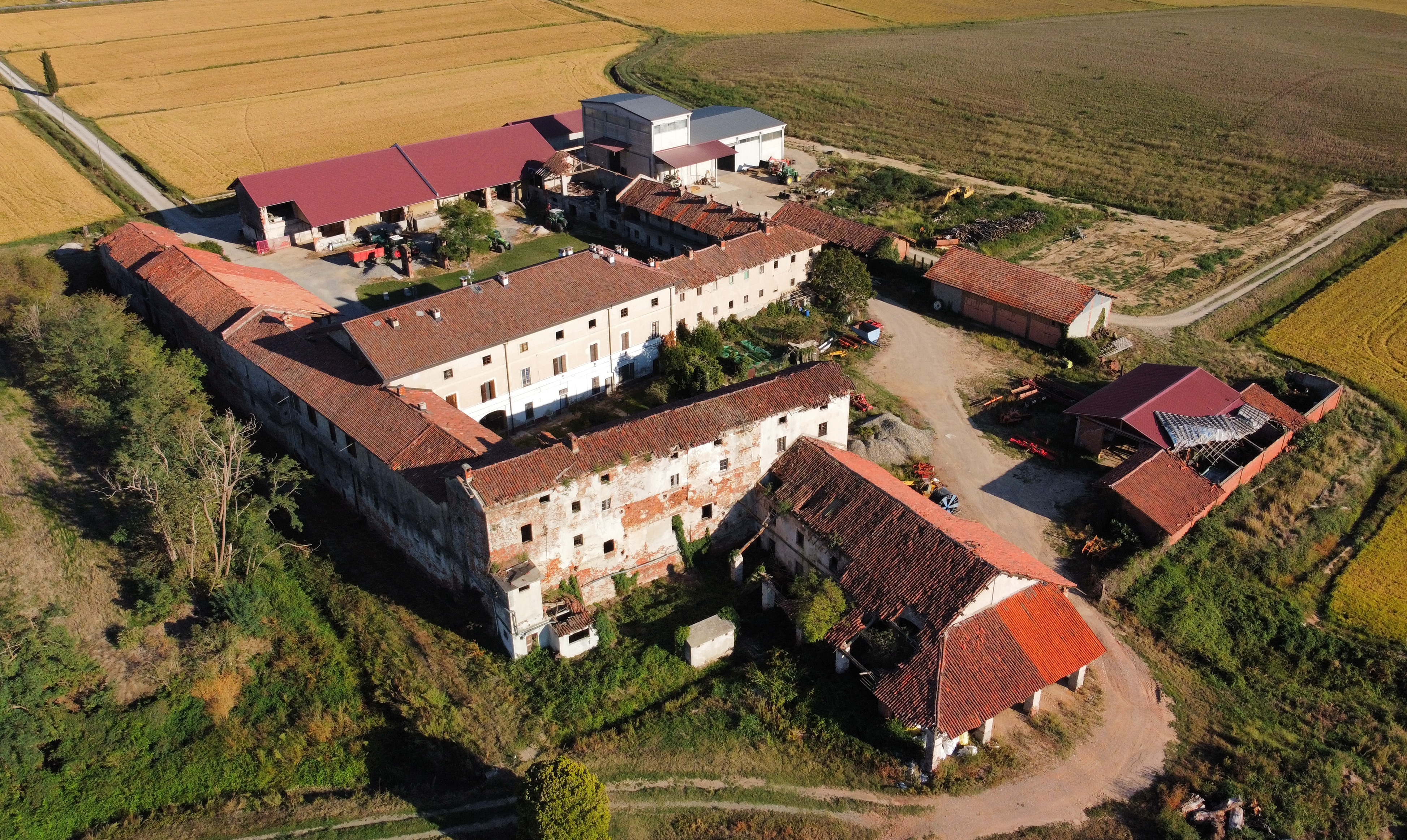
Moncucco visto da nord-ovest (2022)

Si tratta della più antica cascina di Garbagna. Il nome, che Angelo Luigi Stoppa ritiene indicativo della specifica condizione ambientale, ricorre nei documenti anche nelle grafie alternative Moncuco e Montecucco.

#### Storia

##### Medioevo
Un documento dell'Archivio Capitolare di Santa Maria di Novara, risalente alla prima metà del XII secolo, menziona il luogo in questione: tra i diversi campi e prati appartenenti ai figli di Robaldo e Olrico di Carisio in territorio di Garbagna, una pezza di terra è posta in località Monte Cuco, confinante a est con una proprietà del monastero di San Lorenzo, a nord di Ugo De Muro (il signore di Garbagna) e a ovest con terre della famiglia Brusati (nobili novaresi). In quegli anni, dunque, il toponimo non identificava ancora un insediamento, o quanto meno non un insediamento di una certa rilevanza.
Nei successivi due secoli divenne un insediamento notevole, al punto da essere affidato ad un dominus (signore): dalle Consignationes del 1347 risultano proprietari Bozus de Montechuco e il dominus Gregorius de Montechucho.
Nella seconda metà XV secolo, durante il periodo di stabilità e conseguente prosperità sotto il dominio sforzesco del Ducato di Milano, l'arte pittorica ebbe un grande sviluppo, specialmente l'affresco. In tale contesto Moncucco, assieme a Buzzoletto e diversi altri possidenti locali, partecipò alla decorazione dell'Oratorio di Santa Maria, maggiore centro devozionale del luogo: Baptista de Comolo de Montecucho commissionò alla bottega di Tommaso Cagnola l'affresco di San Bovo nell'abside della piccola chiesa. Dalla scelta del soggetto si desume che Battista Comoli era un allevatore o contadino agiato, tra i maggiori possidenti del luogo, che del santo cercava il favore: San Bovo era sovente scelto dalle classi abbienti per la leggendaria appartenenza alla nobiltà, che ad essa anelavano. La disponibilità economica del committente è inoltre confermata dall'ingaggio della bottega Cagnola, in quegli anni tra le più rinomate e richieste.
Nel medesimo periodo di dominazione milanese, il 15 aprile 1483 Moncucco fu venduto ed infeudato da Gian Galeazzo Sforza al suo segretario Luigi Terzago. Dal contratto di vendita si evince che sin da allora Moncucco era tra le ville forzate a pagare un dazio sul pane, sulle carni, sul vino e sul foraggio.

##### Età moderna
Secondo il catasto di Carlo V del 1548 (catasto Bergamino), la tenuta consisteva di 145 ettari (475 moggia e 4 staia), di cui 116 di terreno aratorio, 6 di vigna e 23 di prato. Era abitata da tre gruppi famigliari (fuochi) e tra i proprietari figurava Gio Filippo Cazza da Proh.
Nel 1592, alla morte del proprietario Amico Canobio, la tenuta aveva un'estensione di 206 ettari (3 160 pertiche), devolute da disposizione testamentaria al Monte di Pietà di Novara, fondato dallo stesso Canobio. Tuttavia solo 45 ettari (700 pertiche) giunsero effettivamente all'istituto nel 1594, una volta superati gli ostacoli burocratici che la Chiesa novarese aveva posto per contrastare quell'uomo che non vedeva di buon occhio.
Nel XVII secolo era un comune autonomo, che il 23 febbraio 1691 Pietro Antonio Manzoni, bisnonno di Alessandro, acquistò come feudo (creato in quell'occasione e dipendente da Mirasole, cascina-castello presso Caltignaga), assicurando il titolo nobiliare alla propria famiglia. Attorno al 1723, con la riorganizzazione amministrativa conseguente il catasto teresiano, la sua comunità non fu ritenuta sufficiente a mantenere lo status di comune (al pari di altre 18 comunità del Basso Novarese) e divenne frazione di Garbagna. Nel 1753 il feudo passò al figlio Alessandro Valeriano e nel 1773 al secondogenito di quest'ultimo, Pietro (padre presunto del celebre Alessandro).
Nel 1764 si contavano 83 abitanti.
Nel 1802, in occasione della riorganizzazione amministrativa voluta dalla Francia napoleonica, all'interno del Dipartimento dell'Agogna (Distretto I) fu aggregato a Olengo assieme a Buzzoletto (Olengo con Moncucco, e Buzzoletto).

##### Età contemporanea
Al pari di Buzzoletto, tra XVIII e XIX secolo Moncucco perse progressivamente la propria indipendenza amministrativa, divenendo frazione di Garbagna (vedi sez. Aggregazione a Garbagna).
Nel 1800 la tenuta aveva più che raddoppiato l'estensione lasciata dal Canobio, raggiungendo le 1534 pertiche. A quel tempo il diritto di sfruttamento era assegnato mediante incanto; nello specifico, nel 1833 assegnataria era la nobildonna Francesca Morbio (vedova Bollini ed ultima rappresentante del ramo primogenito della famiglia Morbio), che possedeva alcune proprietà confinanti e a sua volta appaltò edifici e terreni di Moncucco mediante una procedura di subasta, ufficializzata con pubblicazione sulla Gazzetta Piemontese. La pubblicazione del suddetto incanto non ne specificò la durata, tuttavia il dettaglio è reperibile nelle pubblicazioni di incanti successivi: dodici anni nel 1888 e nove nel 1936. Grazie all'amministrazione del Monte di Pietà, in seguito furono aggregate altre terre, incluse cascine di Olengo e della Bicocca, giungendo nel 1870 alle 3200 pertiche riscontrate dal Lino Cassani ancora nel 1948.

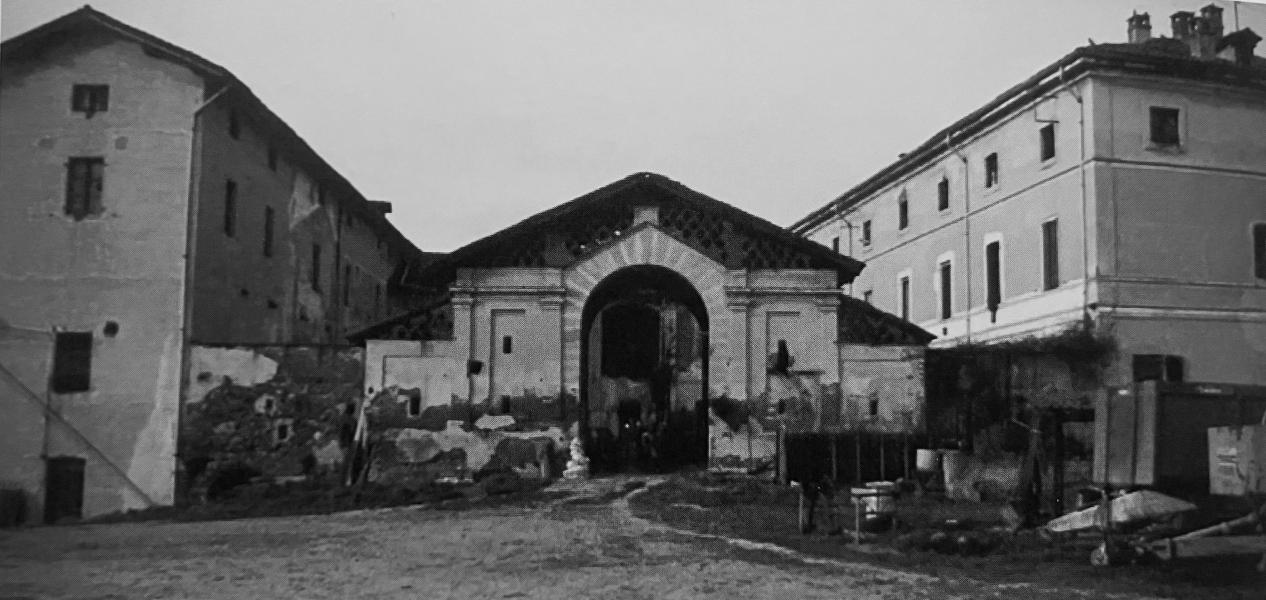
Antica entrata di Moncucco

Nella prima metà del Novecento Moncucco fu affittato ai Brustia, rinomata famiglia di agricoltori novaresi, la cui gestione portò a notevoli progressi riconosciuti dalla vittoria di diversi premi. Verso la metà del Novecento la gestione passò alla famiglia Tosi, anch'essa premiata per i risultati ottenuti. Nel fermento dell'avanzamento tecnologico che caratterizzava l'Italia del boom economico e delle attività che lo promuovevano, nel 1964 i fratelli Tosi vi presero parte ospitando a Moncucco l'annuale gara provinciale di motoaratura, organizzata dal Comitato provinciale per lo sviluppo della meccanizzazione agricola e valida per l'ammissione ai campionati nazionali.
Tra gli anni '50 e '70 diversi terreni della tenuta posti lungo la strada provinciale furono ceduti all'azienda manifatturiera S.I.D.A. (confezione di abiti maschili) e all'imprenditore Oscar Comazzi, che vi avrebbe edificato la sede della Metro-Com e l'adiacente villetta.
Gli abitanti nel 1822 ammontavano a 60, come anche nel 1840. Dai censimenti del dopoguerra emergono le seguenti cifre: 68 sia nel 1951 che nel 1961, 46 nel 1971.
Ripercorrendone alcuni passi della storia, nel 1948 Ernesto Colli affermò che Moncucco fu nei secoli assai svantaggiato dall'asperità del territorio (buona parte a dossi) e dalle vallette soggette alle frequenti piene dell'Arbogna. Senza tali condizioni sfavorevoli, sarebbe stato un insediamento ben più ricco e potente.

#### Descrizione

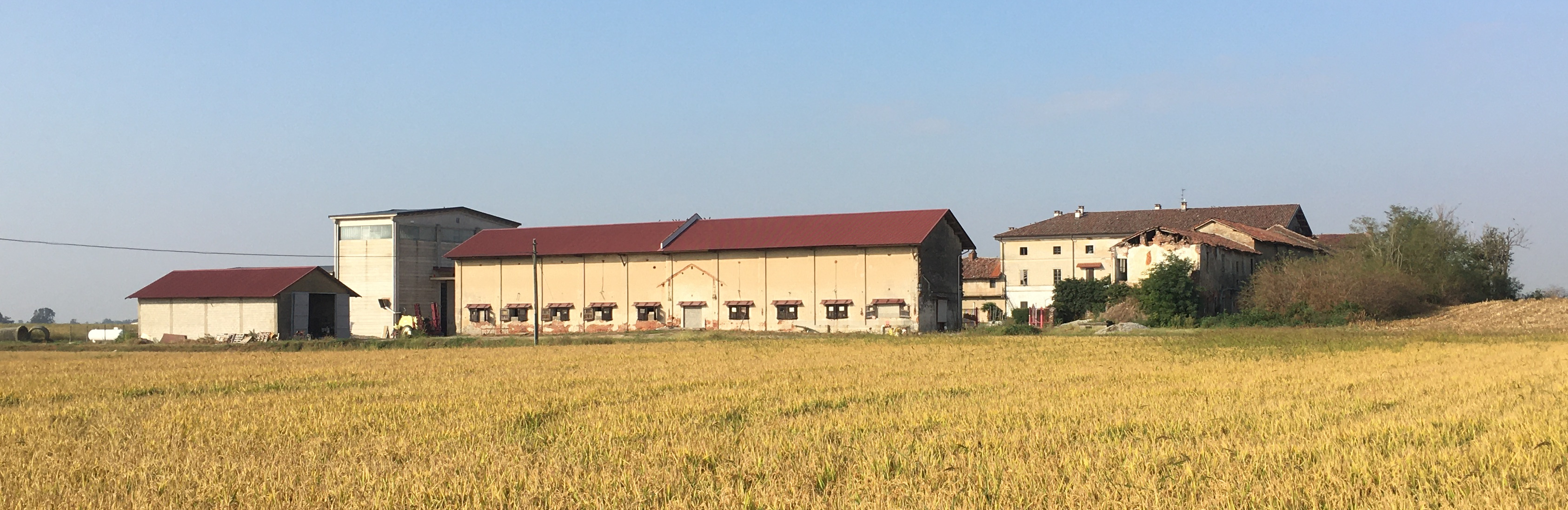
Veduta dalla strada statale 211

Il complesso si articola attorno a due cortili su cui si affacciano sia gli edifici residenziali che quelli ad uso agricolo. Il cortile principale è delimitato a nord da un fabbricato adibito al ricovero di materiale agricolo, ad est e a sud da due edifici ad uso magazzino/fienile. Il cortile minore, ove si ritiene esservi stata in passato l'antica entrata alla villa, è situato a ovest del principale ed è delimitato a ovest dalla vecchia abitazione a tre piani, a nord da un edificio a due ordini avente al secondo un loggiato e ad est dall'attuale abitazione.
Al 2009 lo stato delle strutture residenziali e agricole è discreto. La parte antica dell'edificio, sebbene abbandonata, appare piuttosto curata.

#### Oratorio
In passato la cascina era dotata di un oratorio, dedicato a Santa Maria della Vittoria e situato a est degli edifici, a fianco della strada che conduce alla tenuta.
È menzionato a metà del XVII secolo, quando monsignor Odescalchi proibì di celebrarvi messa, non provvedendo nessuno alle necessarie suppellettili.
Il secolo successivo, nel 1723 l'oratorio fu riportato nel catasto teresiano e nel 1794 muri e altare risultavano in buono stato, pur perdurando la proibizione di celebrarvi messa per mancanza di suppellettili.
Nel 1823, in occasione della visita pastorale del vescovo Giuseppe Morozzo, fu descritto completamente abbandonato, stante la predetta proibizione. Dalla relazione di visita emerge che la facciata era rivolta a nord, con una finestrella a forma di croce sovrastante la porta di ingresso.
Nel 1948 Ernesto Colli lo riportava ormai distrutto.

#### Galleria d'immagini

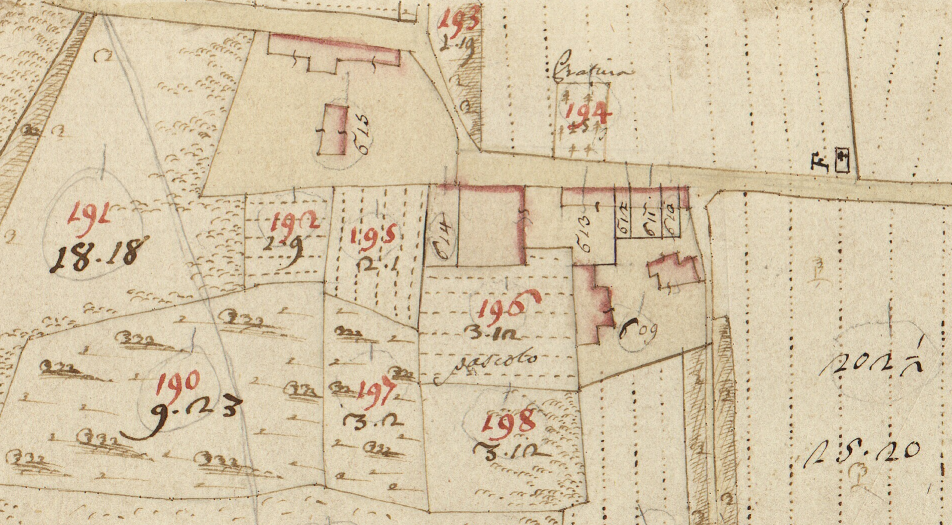
Pianta nel Catasto Teresiano (1723)
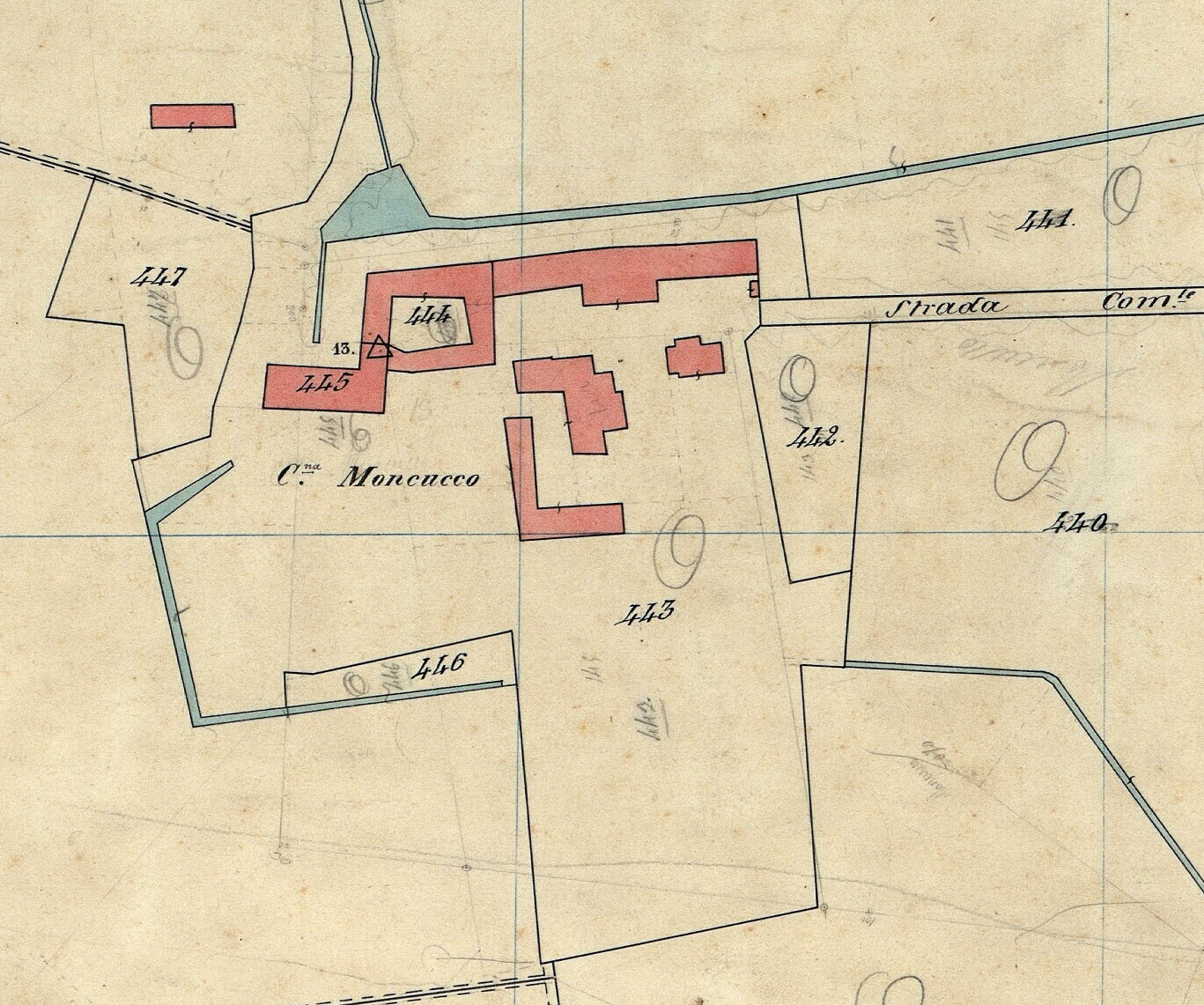
Pianta nel Catasto Rabbini (1867)
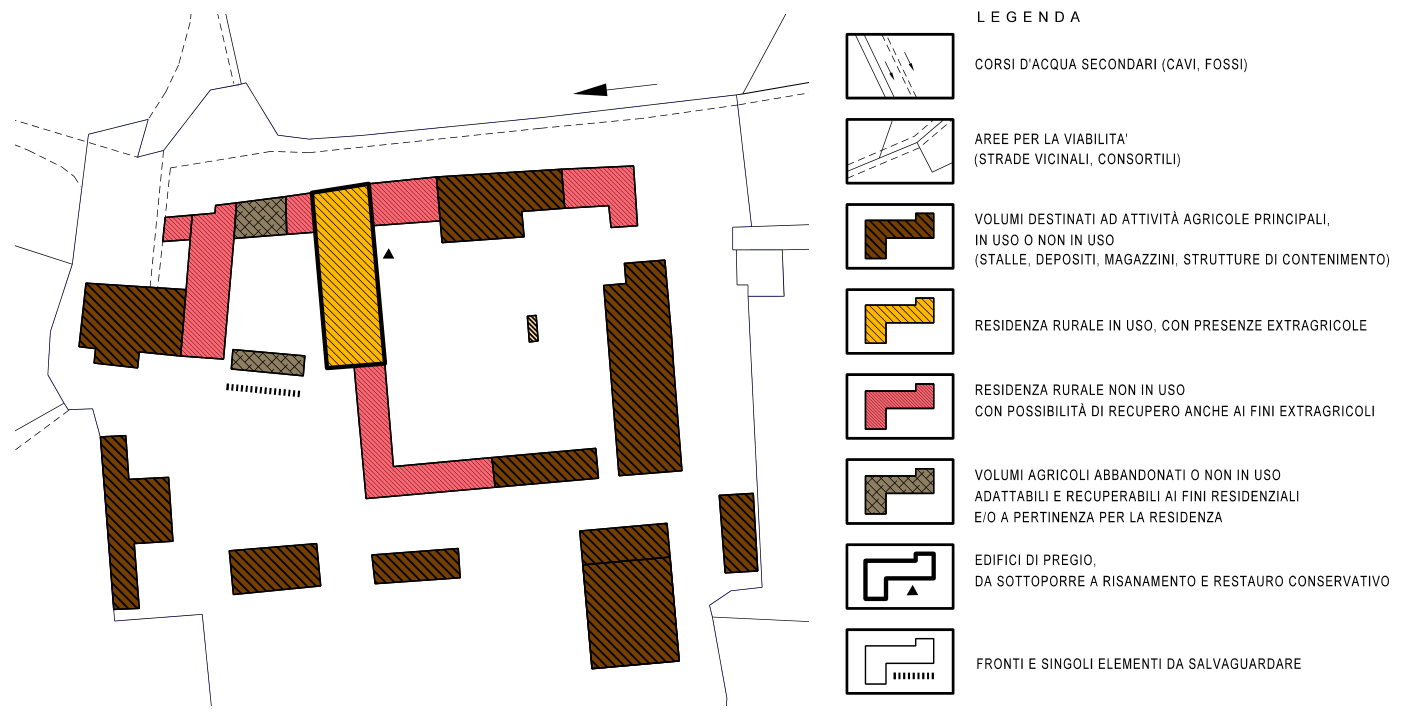
Pianta nel P.R.G.C. (2003)

### Aggregazione a Garbagna
Nel XVII secolo Buzzoletto e Moncucco erano piccoli insediamenti indipendenti, inquadrati nel Contado di Novara.
Entrambi videro ridotta la propria autonomia amministrativa a partire dal XVIII secolo, prima del 1775: dapprima Moncucco e in seguito Buzzoletto.
Dal 1775, anno dell'abolizione del Contado e della promulgazione del Regolamento per le amministrazioni de' pubblici nelle città, borghi, e luoghi de' regi stati di terra ferma e di qua da' monti da parte del re Vittorio Amedeo III di Savoia, ricaddero nella gestione del Consiglio Ordinario di Garbagna. Le due comunità aggregate partecipavano all'amministrazione comunale solo per questioni particolarmente importanti: in tali occasioni i rappresentanti delle due comunità (cioè i proprietari delle terre) si univano ai consiglieri ordinari, previa autorizzazione dell'Intendente generale, in qualità di consiglieri aggiunti (e il Consiglio era definito Raddoppiato).
Per vari decenni i due insediamenti mantennero una parziale indipendenza, vedendo riconosciuti individualità, interessi e patrimoni propri, seppur inquadrati come frazioni aggregate. Ciò non impedì che nel 1837 Cesare Morbio, proprietario di Moncucco, fosse nominato sindaco di Garbagna.
La totale perdita di indipendenza fu sancita da un decreto del 14 settembre 1840 (esecutivo dal 1841), frutto delle delibere del Consiglio Raddoppiato con cui i rappresentanti di Buzzoletto e Moncucco acconsentirono alla concentrazione delle attività e delle passività (cioè redditi e spese pubbliche) in un unico registro. I soli aspetti che le due comunità seguitavano a gestire autonomamente erano i diritti di utilizzo di boschi, brughiere e pascoli, secondo le rispettive antiche consuetudini.

## Altre cascine

### Brusattina

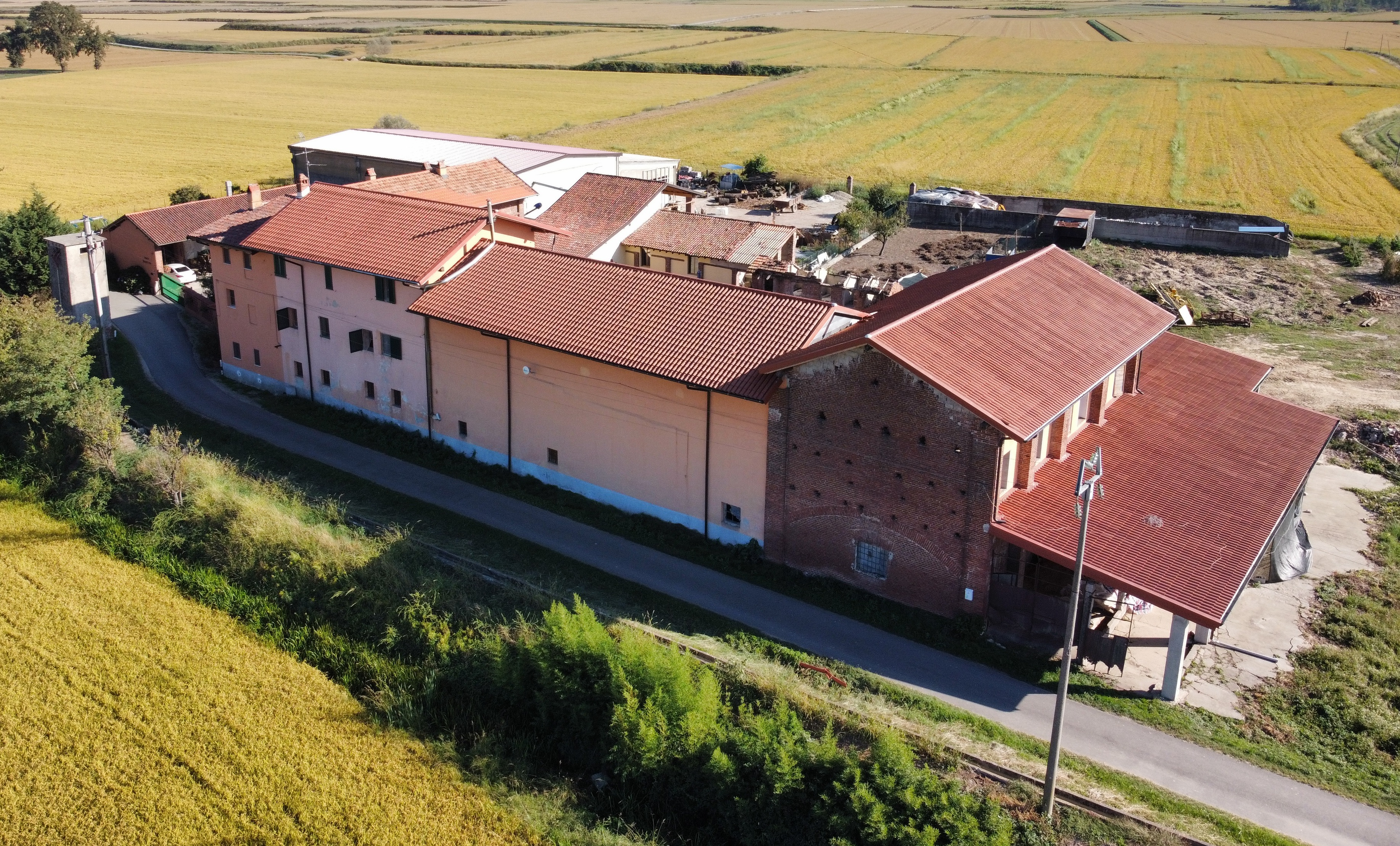
Brusattina vista da nord-ovest (2022)

La tenuta è situata a ovest dell'abitato, poche decine di metri dopo la cascina Belvedere, sull'omonima via Brusattina (o strada della Brusattina), strada comunale che congiunge la via alla Chiesa di Garbagna con la S.P. 97 Mercadante. Nei suoi pressi scorre il cavo della Brusattina.
Il nome, che Angelo Luigi Stoppa reputa motivato da una caratteristica descrittiva o funzionale della tenuta, è talvolta riportato con la grafia alternativa di Brusatina.
È una tappa dell'itinerario Cascina Baraggiolo, parte del tema Vie Verdi del Riso.

#### Storia
L'antico edificio della cascina è rappresentato sulla carta del Catasto Teresiano del 1723 relativa a Garbagna e Moncucco. Da tale documento, tra i vari dettagli, si nota che a quel tempo la strada proveniente da Garbagna terminava proprio presso la tenuta.
La costruzione di buona parte dei restanti edifici più antichi è stimata al XIX secolo.
Negli anni '40 del Novecento, il fabbricato ad uso abitativo posto a nord-est fu innalzato da due a tre piani.
Al 1961 risultavano 13 residenti.
Il 7 luglio 2021 la tenuta, proprietà di Mario Simeoni e del figlio Marco, fu colpita con particolare violenza dal nubifragio abbattutosi sulla Pianura Padana occidentale.

#### Descrizione
Il complesso si articola attorno a un cortile. Il corpo a nord-ovest è da sempre adibito a fienile, mentre la parte nord-orientale è adibita ad uso civile e disposta su tre piani. Il corpo a sud, anch'esso a tre piani, è adibito ad uso civile solo al piano terra. Ad ovest è situato un piccolo edificio adibito a stalla. Altri due edifici prefabbricati per il ricovero degli attrezzi e del materiale agricolo sono ad est e all'esterno della corte principale, costruiti di recente.
Al 2009 l'edificio è utilizzato per fini residenziali ed agricoli. Lo stato della struttura è discreto per la parte residenziale, mentre il resto appare decisamente peggio conservato.

#### Galleria d'immagini

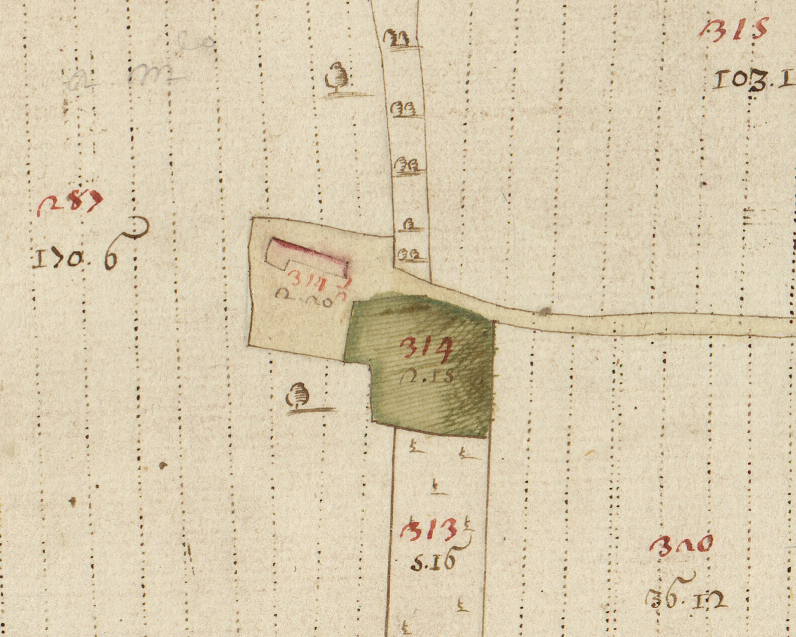
Pianta nel Catasto Teresiano (1723)
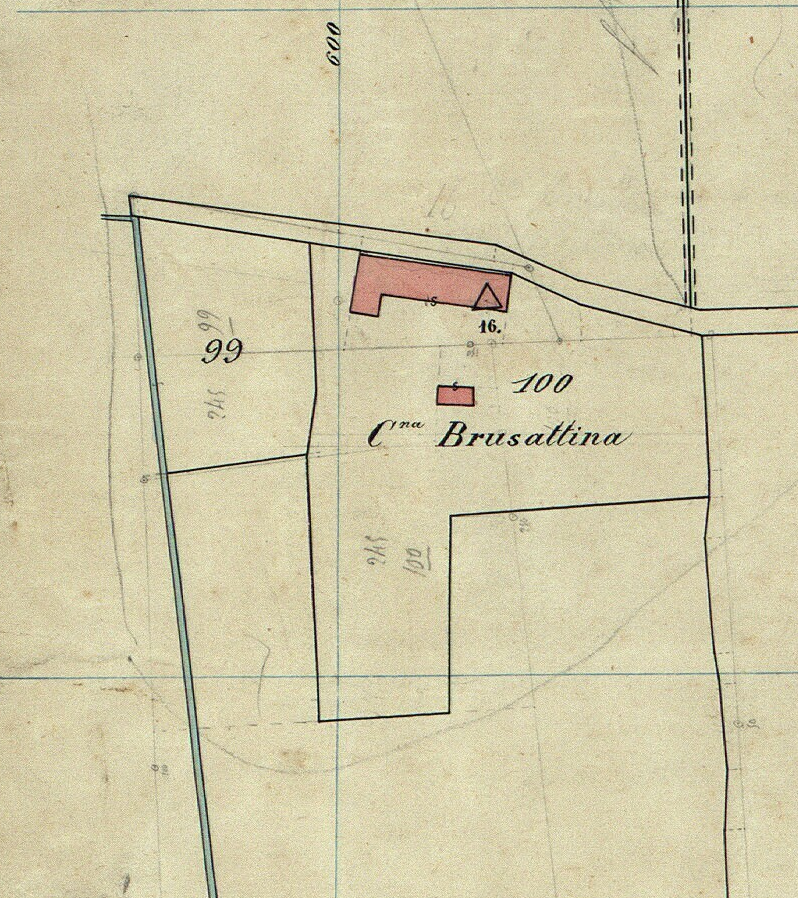
Pianta nel Catasto Rabbini (1867)
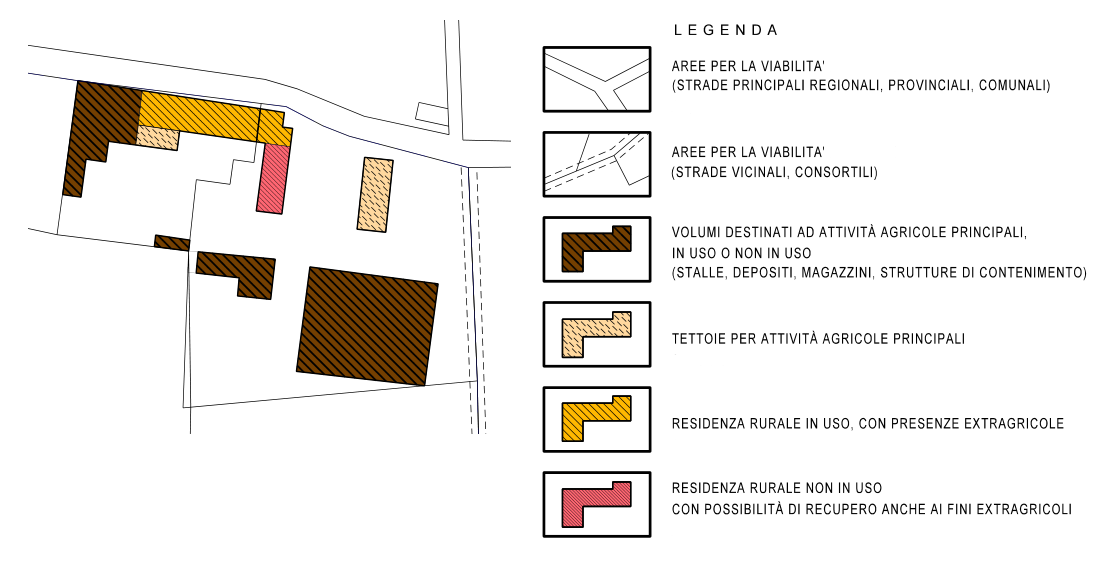
Pianta nel P.R.G.C. (2003)

### Cascinetta

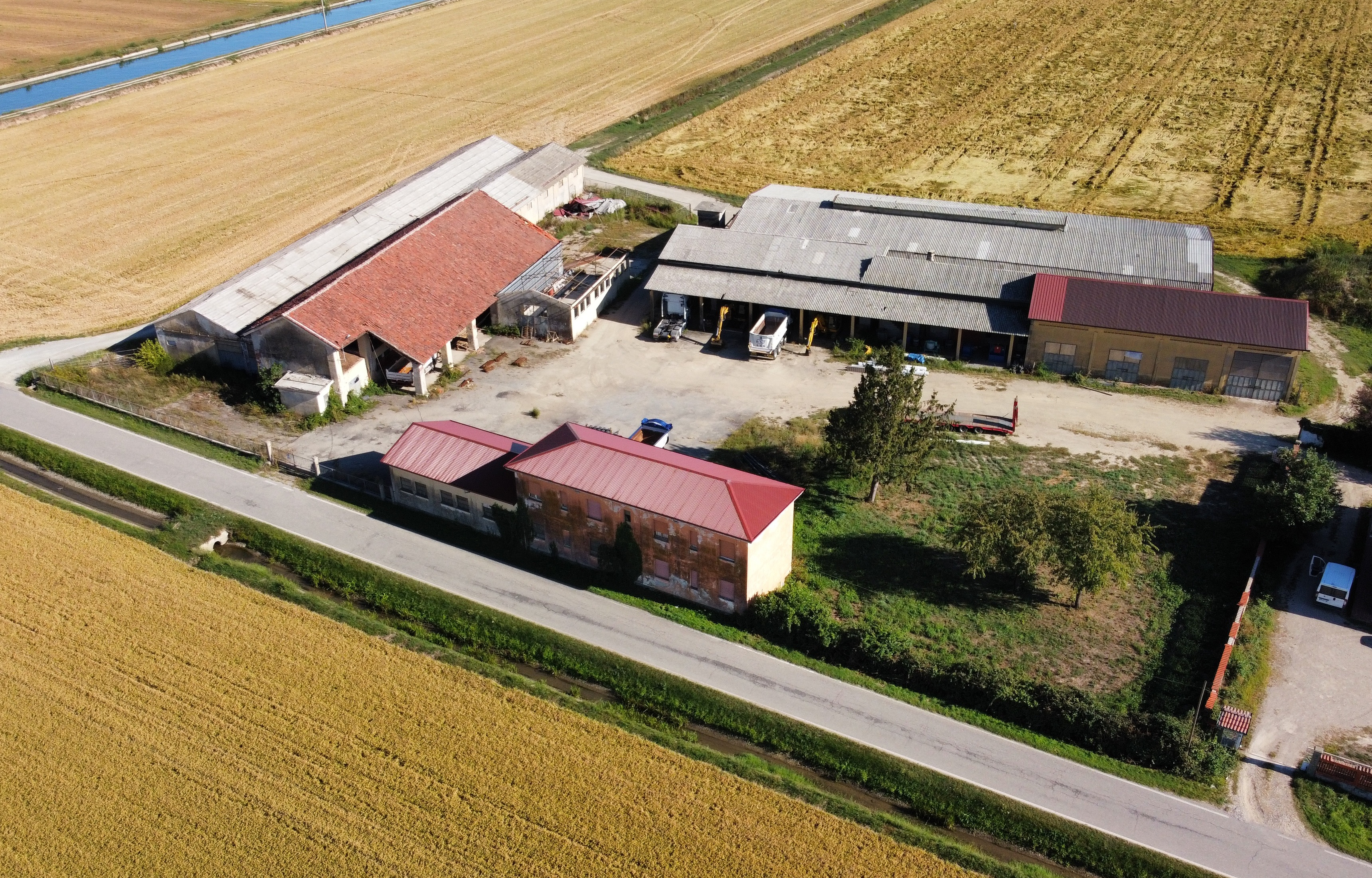
Cascinetta vista da nord-ovest (2022)

Si trova sulla strada provinciale che collega Garbagna a Terdobbiate, a pochi metri dal canale Quintino Sella.
Una grafia alternativa del nome è Cassinetta.
Non deve essere confusa con le omonime cascine del circondario: una presso Borgolavezzaro, quattro in comune di Novara.

#### Storia
Si ha notizia della Cascinetta tra la fine del XV secolo e i primi decenni del successivo, nel turbolento periodo che vide la caduta degli Sforza, l'occupazione del Novarese da parte di francesi, svizzeri e spagnoli e infine l'istituzione del marchesato dei Farnese. In quegli anni la tenuta fu al centro di una disputa legale che coinvolse più generazioni di contendenti. Nel 1497 Alessandro da Cremona (cortigiano e uomo di fiducia di Ludovico il Moro, nonché camerario ducale, ufficiale delle cacce ducali, podestà e commissario ducale di Vigevano) prese in affitto per nove anni dalla famiglia Cacciapiatti un prato e un campo arabile, per un totale di 26 moggia, nel luogo di Buzoletto territorio di Garbagna, ove si dice alla Cassinetta, al canone di 916 lire annue, impegnandosi ad effettuare lavori il cui valore sarebbe stato detratto dal canone stesso. Conclusi i lavori, tuttavia, fu costretto a lasciare il Ducato di Milano, in esilio. I Cacciapiatti riaffittarono immediatamente le proprietà ad altri, al che i fratelli Da Cremona, eredi di Alessandro, fecero loro causa per rientrare nelle proprietà o essere risarciti. La questione si risolse nel 1522, quando i Cacciapiatti accettarono di cedere le proprietà ai Da Cremona, riservandosi la possibilità di riscattarle per 1300 lire imperiali entro sei anni. I Da Cremona riaffittarono loro subito le proprietà, al canone di 65 lire annue, col vincolo che, in caso di mancato pagamento per un anno, i Cacciapiatti ne sarebbero stati allontanati. Alcuni anni dopo, nel 1526, le proprietà passarono ad Antonia, sorella dei Da Cremona, come parte della dote. I Cacciapiatti dovettero tuttavia attendere altri due decenni per liberarsi dal vincolo: nel 1545 Antonia, ormai vedova, rivendette prato e campo della Cascinetta a Giovanni Battista Cacciapiatti, al prezzo di 1300 lire.
L'antico edificio è rappresentato sulla carta del Catasto Teresiano del 1723 relativa a Buzzoletto e Calzavacca, nello specifico come dipendenza del primo.
Un riferimento è contenuto nel Dizionario geografico-postale del 1863.

#### Descrizione
Il complesso consiste di tre edifici eretti attorno a un ampio cortile: la stalla a est è stata convertita a magazzino sul finire del '900; la struttura a sud funge da riparo per attrezzi e mezzi agricoli; il fabbricato a nord, di due piani e risalente ai primi del '900, è adibito a uso civile.
Al 2003 lo stato di conservazione del fabbricato residenziale è buono, mentre la parte agricola risulta mediocre.

#### Galleria d'immagini

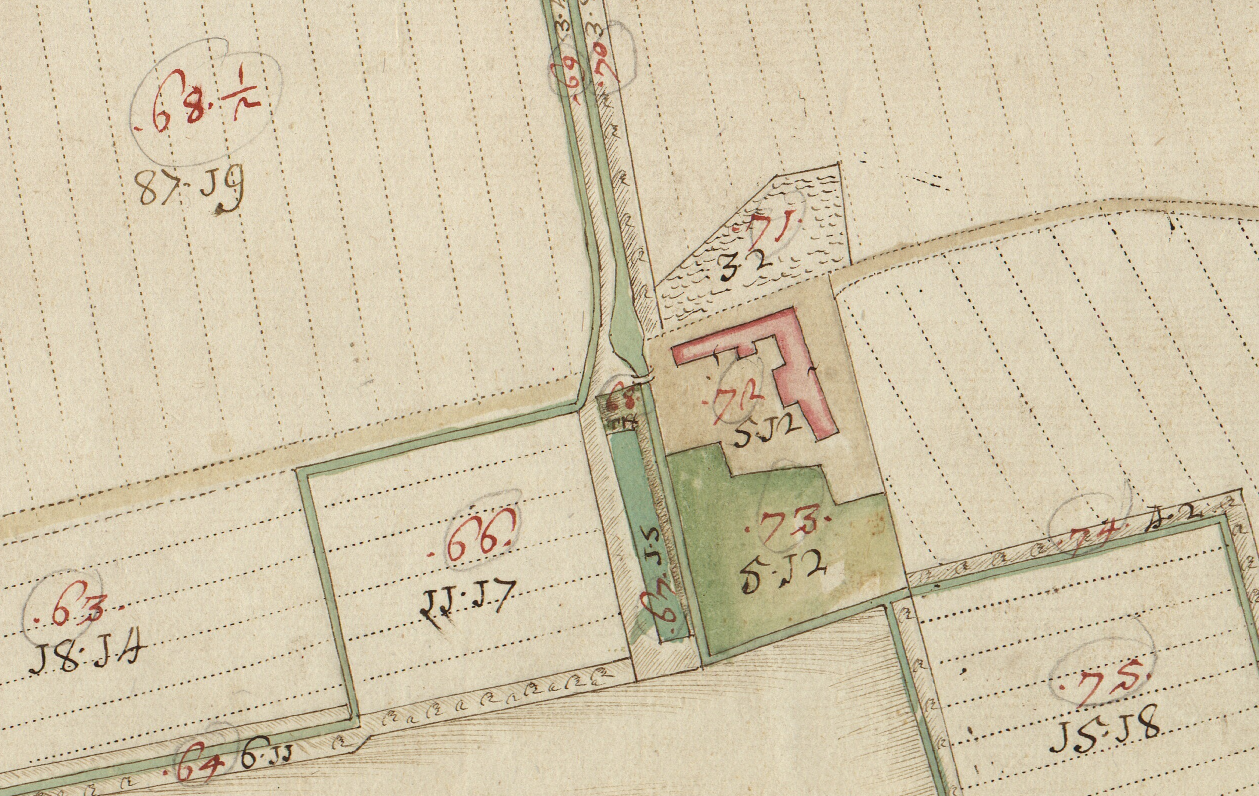
Pianta nel Catasto Teresiano (1723)
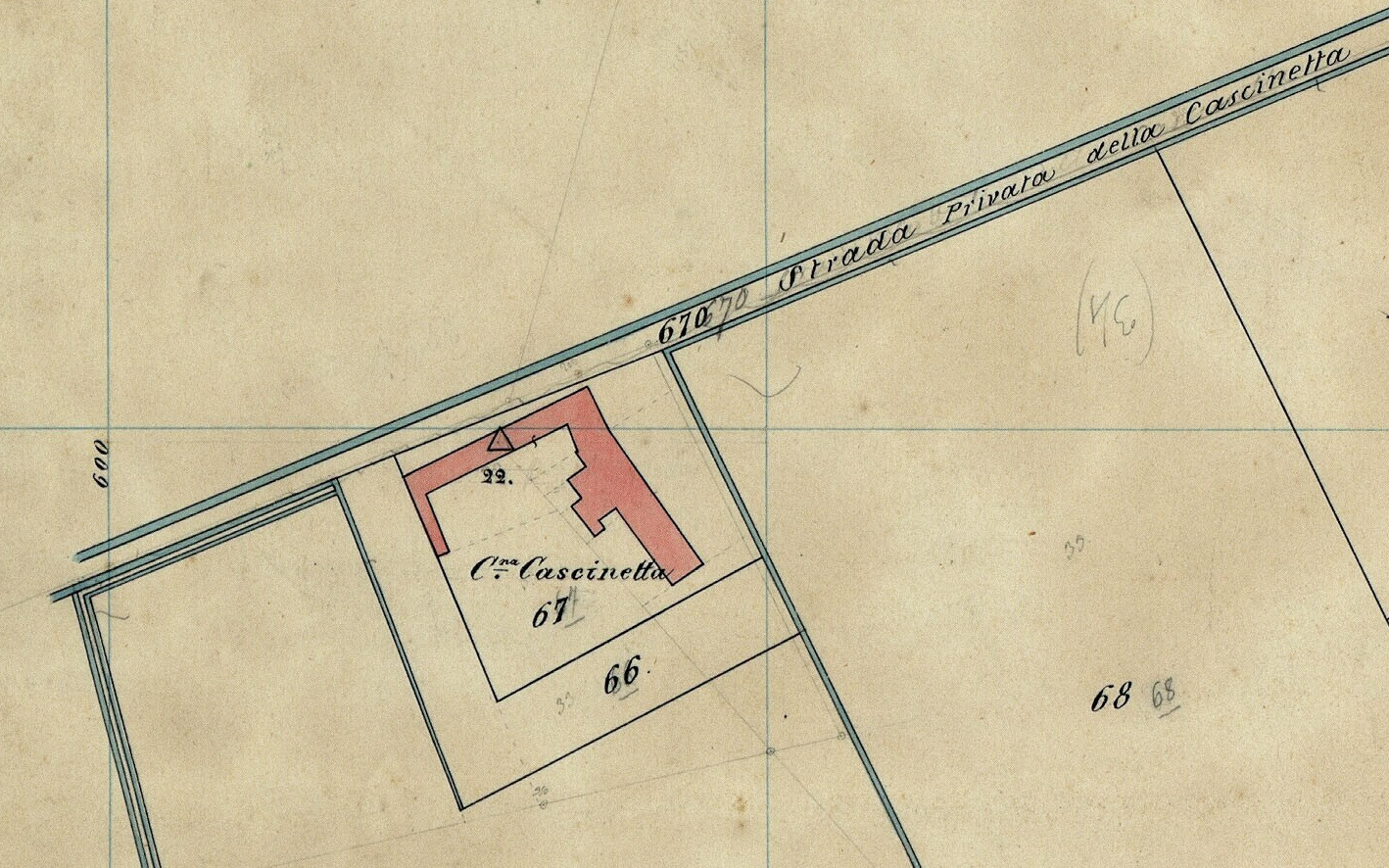
Pianta nel Catasto Rabbini (1867)
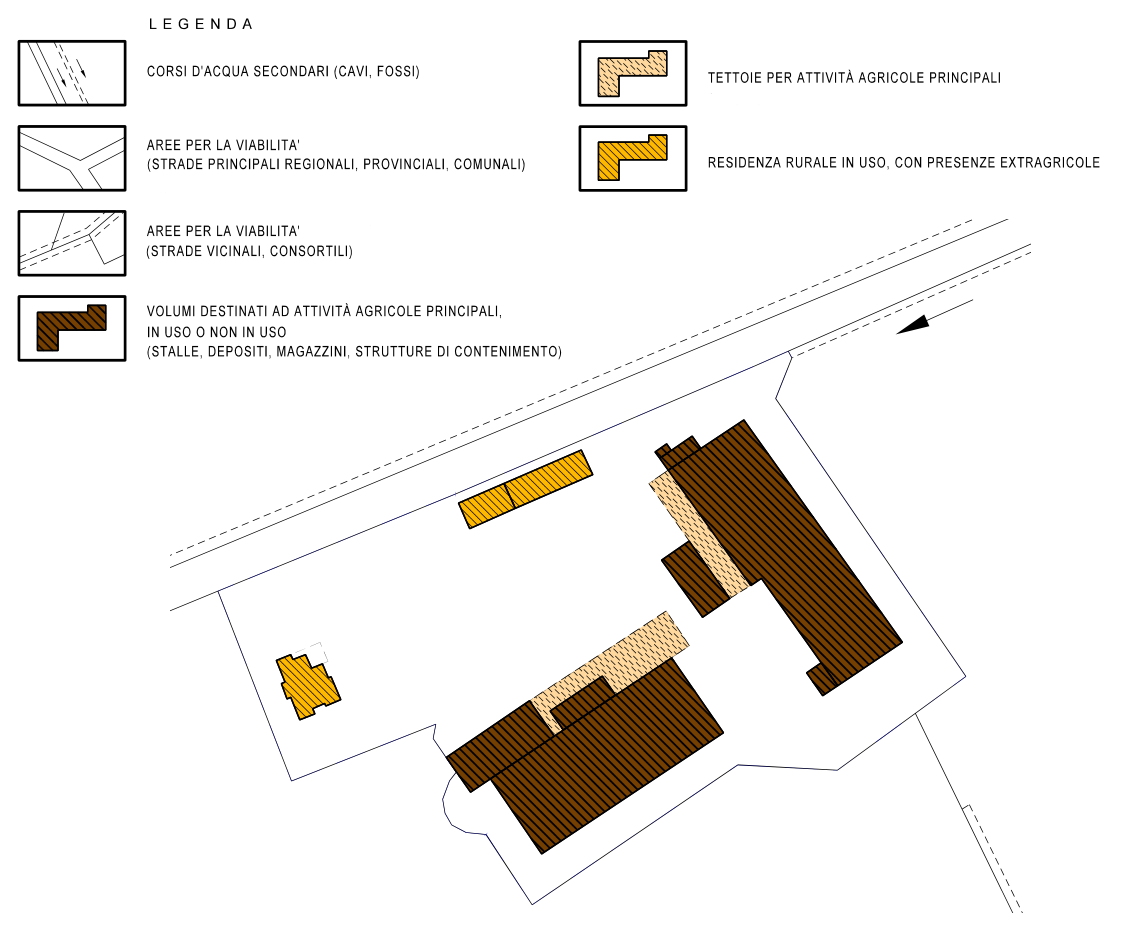
Pianta nel P.R.G.C. (2003)

### Marijna

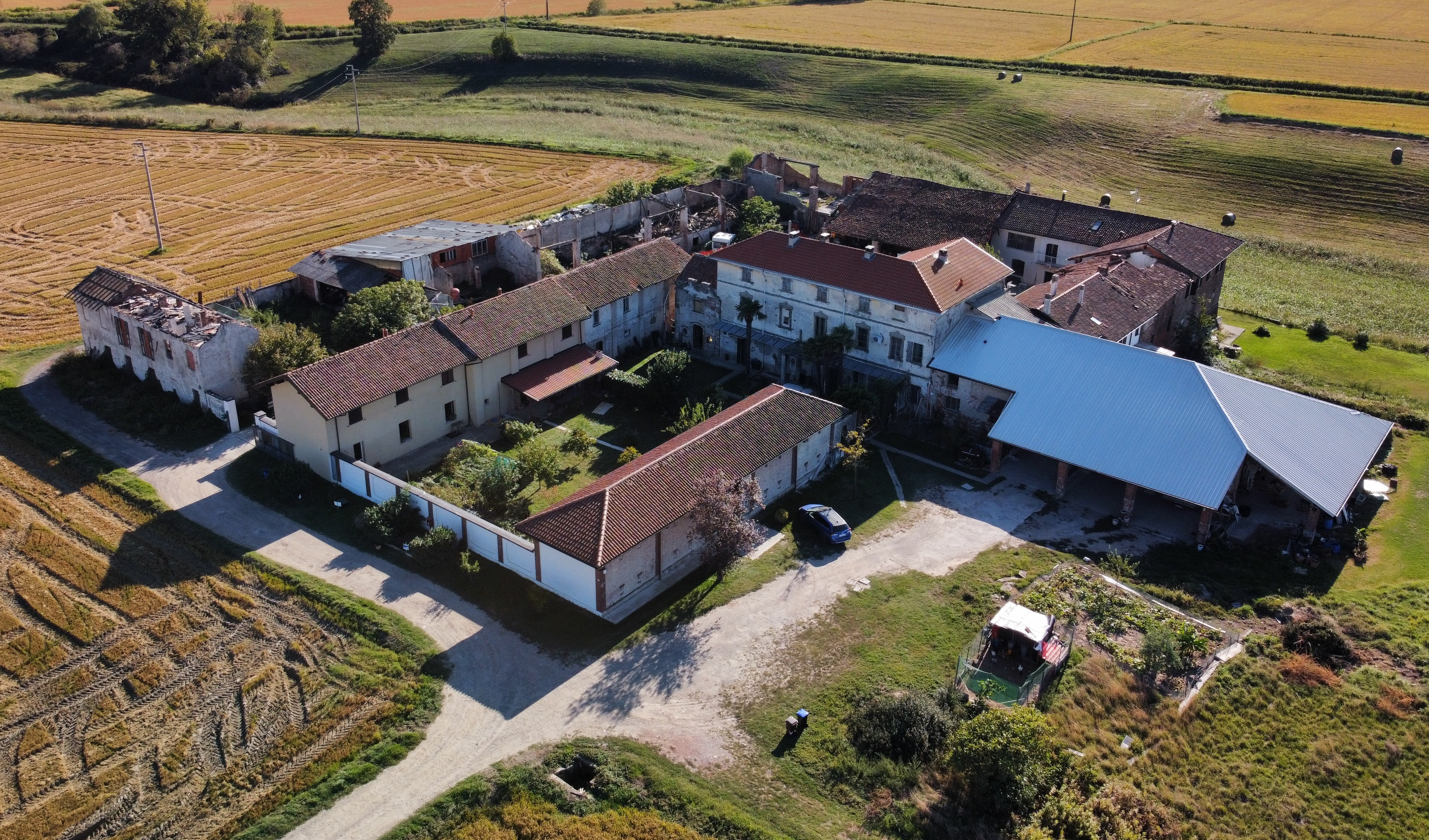
Marijna vista da nord-est (2022)

La tenuta è situata all'estremità ovest del territorio comunale, al centro del terrazzo Novara-Vespolate. Nei suoi pressi è la strada vicinale nota come via Marijna o strada della Marijna, tratto finale della via Brusattina, congiungente la via alla Chiesa di Garbagna con la S.P. 97 Mercadante. Nei suoi pressi scorrono il cavo Marijna e il torrente Rì. La tenuta si trova inoltre in cima al bordo della Valle dell'Arbogna e l'omonimo torrente vi scorre poco distante.
Il nome, che Angelo Luigi Stoppa ritiene derivare da un'antica casata di proprietari scomparsa e ormai dimenticata, compare anche nelle diverse grafie Mariina, Marina e Marajna.
Diverse attività di valorizzazione turistica del patrimonio paesaggistico la riguardano: è una tappa dell'itinerario Cascina Baraggiolo (parte del tema Vie Verdi del Riso) e il sentiero Tappa 00 sud del C.A.I. Novara percorre un tratto della strada Marijna.

#### Storia

##### Età moderna
Un accenno alla tenuta è contenuto nel catasto di Carlo V, nel documento relativo ai beni ecclesiastici datato 1588: un terreno di Olengo, appartenente alla chiesa di San Pietro di Novara e amministrato da un non meglio specificato prete della Marijna.
Al tempo della dominazione spagnola del Ducato di Milano, la tenuta risultava appartenere alla famiglia Caccia di Novara: in una grida dell'11 gennaio 1696 è dichiarata parte del Territorio di Garbagna e possesso di Donna Clara Conti Caxa e del figlio Marchese Don Sebastiano Caxa; in un editto di Carlo Emanuele III di Savoia datato 11 marzo 1739 apparteneva al marchese Giuseppe Caccia.
Risale dunque al periodo della proprietà Caccia la rappresentazione della tenuta sulla carta del Catasto Teresiano del 1723 relativa a Garbagna e Moncucco.
Si ipotizza che l'edificio attuale sia stato costruito nel XVIII secolo, stando all'iscrizione presente nella parte più antica, riportante la data 1779.
Alla fine del secolo la proprietà passò a due personalità novaresi emerse durante l'occupazione francese e il seguente Dipartimento dell'Agogna: Giovanni Battista Cavalli (sindaco di Novara nel 1790 e nel 1798) e il frate domenicano e notaio Giacinto Patrioli (cassiere provinciale e dipartimentale, sindaco a sua volta nel 1799). Un dettaglio lasciatoci da un decreto del Dipartimento dell'Agogna: nel 1801, dovendo l'amministrazione di Novara sostenere le spese di sussistenza militare, furono requisiti al Cavalli (tra gli altri possidenti e affittuari del circondario) 30 sacchi di riso, ripagatigli in seguito alla somma di 68 lire milanesi ciascuno dal Cassiere Dipartimentale.

##### Età contemporanea
Nei decenni successivi figurava proprietario Francesco Antonio Cavalli, ricordato per esser stato protagonista di una vertenza che ebbe vasta eco nei tribunali e fece scuola: avendo deliberatamente deviato il corso del torrente Ri, che scorreva sulle sue proprietà, privò dell'acqua di irrigazione le terre a valle del suo corso, tra cui quelle appartenenti al beneficio parrocchiale di Garbagna del curato Giovanni De Paoli. Il religioso, spalleggiato dall'intera comunità del paese, portò la questione in tribunale, che infine diede torto al Cavalli, non avendo questi alcun diritto di privare le terre a valle dell'acqua.

Gli eventi della seconda guerra mondiale coinvolsero anche la Marijna: vi risiedeva il partigiano Ladino Marangon, classe 1923, che fu comandante di battaglione nel Corpo volontari della libertà, cadendo in combattimento a Marano Ticino nel novembre 1944.
Presso la cascina era inoltre installata una stazione radio tedesca, all'estremo meridionale della linea telefonica di oltre sette chilometri che partiva da Cameri. La linea era sorvegliata da numerosi posti di guardia, con guardie civili dei territori attraversati precettate dagli occupanti tedeschi, e alle quali era corrisposta una diaria di 30 lire, come indennizzo per le giornate di lavoro perso. La linea fu oggetto di diverse azioni di sabotaggio delle forze partigiane.
Al 1951 contava 39 abitanti. I censimenti precedenti e successivi non forniscono invece alcun dettaglio.
Nella seconda metà del '900 un piccolo sarcofago in pietra (dimensioni 0,40 m x 1,25 m) fu trovato presso la cascina Marijna, durante i lavori di ristrutturazione del cassero. Il rinvenimento del sarcofago, ora conservato da privati, è un'importante testimonianza della presenza umana durante la tarda romanità.

#### Descrizione

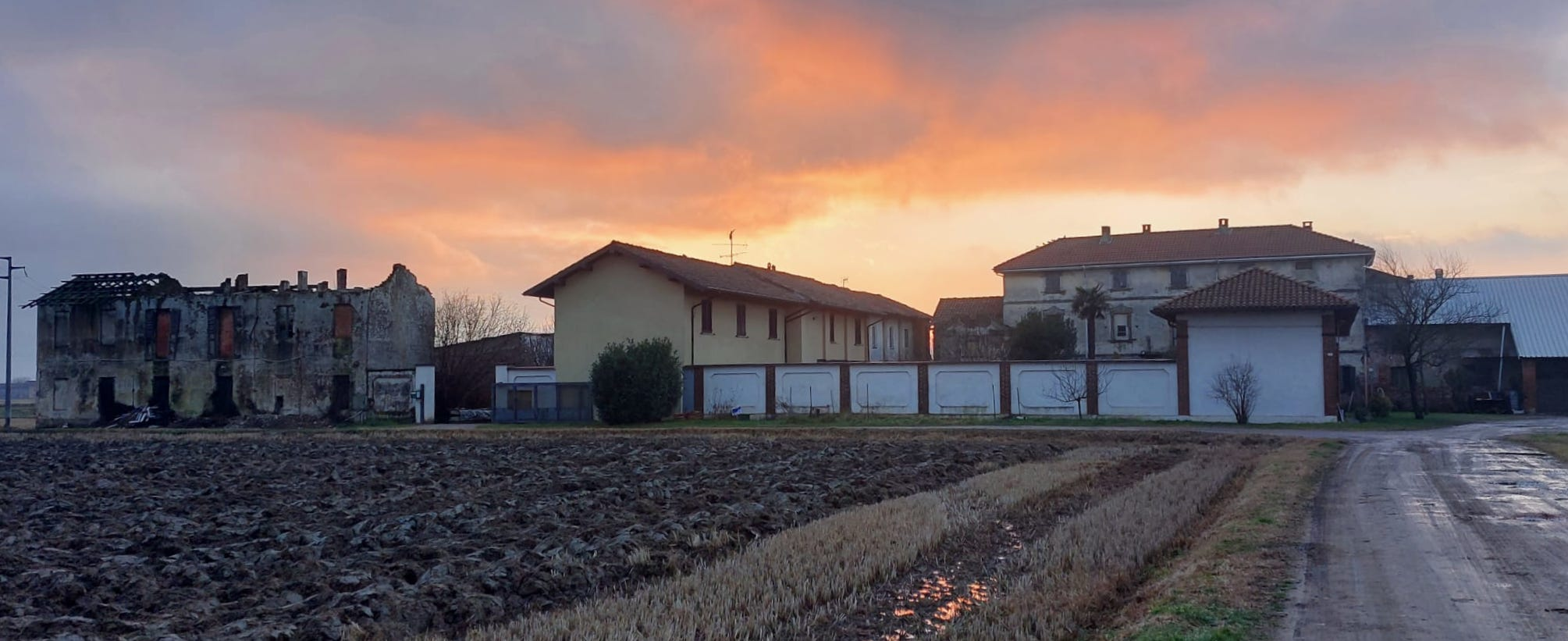
Veduta al tramonto, da est

Il blocco principale si sviluppa attorno ad un cortile rettangolare. Il corpo ad est, di due piani, è adibito ad uso civile ed è affiancato da un oratorio. I corpi ad ovest e a sud sono fungono da magazzino, ma risultano ad ora poco utilizzati. Il corpo a nord è parzialmente utilizzato come cantina e contiene un vecchio mulino in legno. Sempre a nord, ma esternamente, una grande tettoia con copertura in coppi funge da ricovero per attrezzi e macchinari agricoli.
Un altro edificio posto di fronte all'edificio residenziale è adibito a magazzino.
Al 2009 gli edifici più antichi risultano trascurati, mentre gli edifici residenziali sono in discreto stato. L'oratorio interno invece risulta curato e in buone condizioni.

#### Oratorio

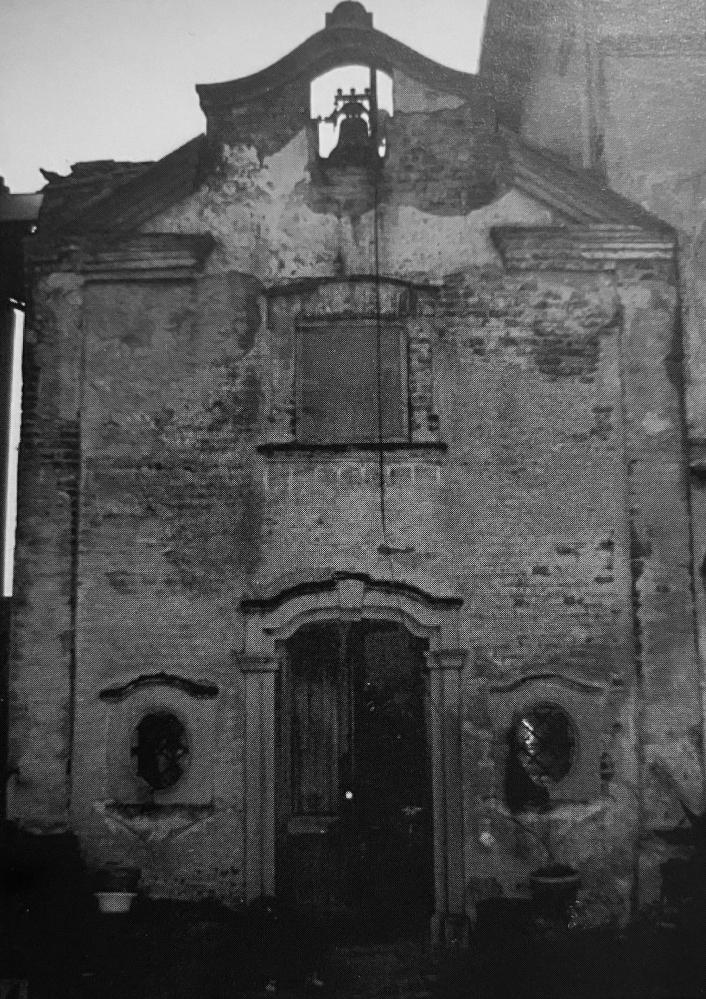
Facciata dell'oratorio

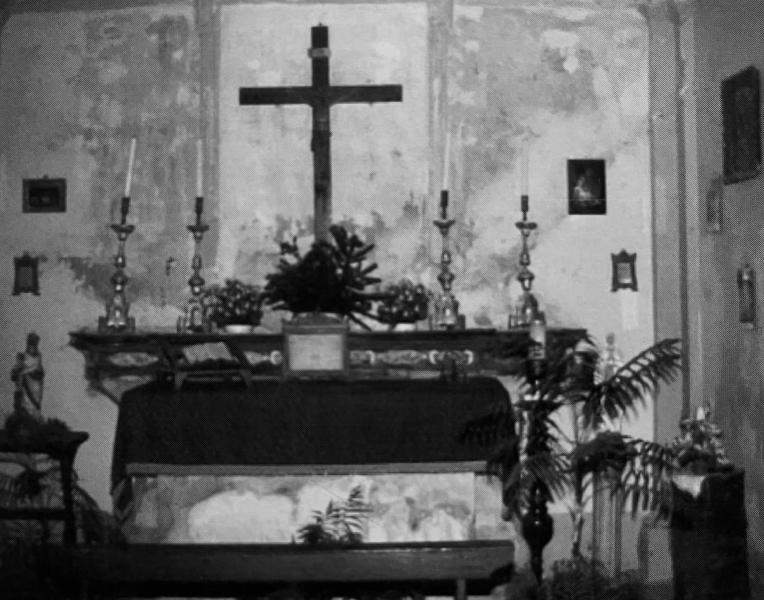
Altare dell'oratorio

Tra i fabbricati civili e agricoli è posto l'oratorio dedicato a San Giacomo Minore Apostolo e San Carlo, realizzato nel 1783 in buona forma e ben provvisto di suppellettili.
Nel 1823 vi si recò il vescovo Giuseppe Morozzo, in visita pastorale. Dal resoconto della visita se ne trae una descrizione dettagliata: aveva la facciata rivolta a est ed era dotato di tre finestre; all'interno era un solo altare, con gradino superiore e predella di marmo; ai lati dell'altare erano due ripostigli, utilizzati per riporre fiori e suppellettili. L'unico elemento negativo era il ripostiglio sul lato sud, utilizzato per riporre ogni cosa, come se fosse una sala o una cucina.
Nel 2008 il frontone con campanile a vela risultava crollato.

#### Galleria d'immagini

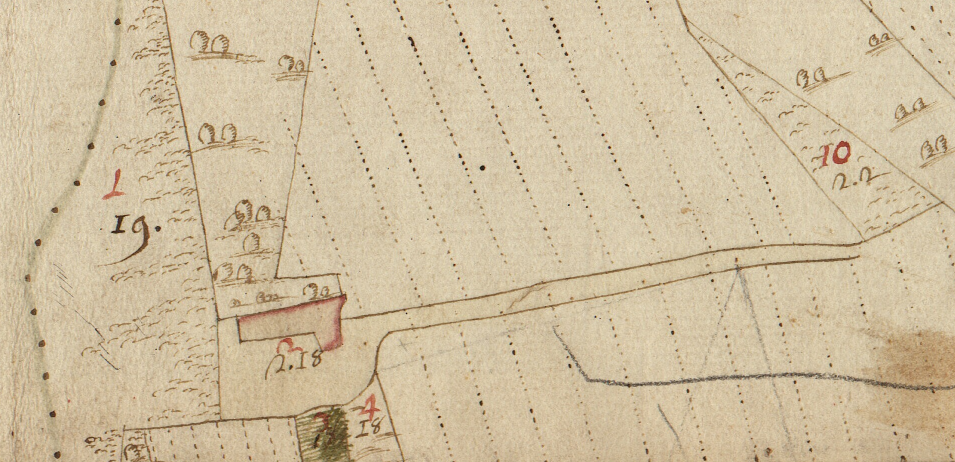
Pianta nel Catasto Teresiano (1723)
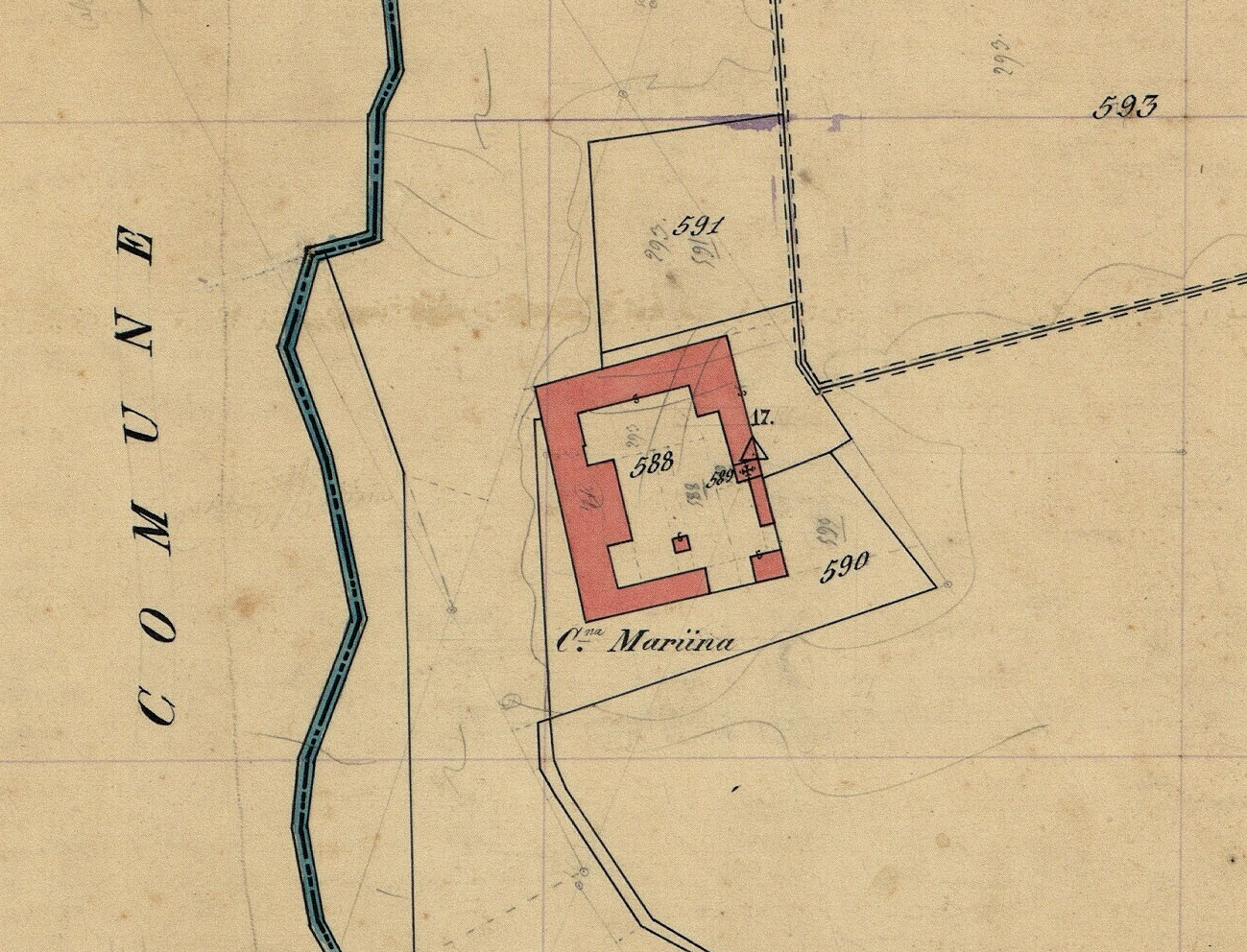
Pianta nel Catasto Rabbini (1867)
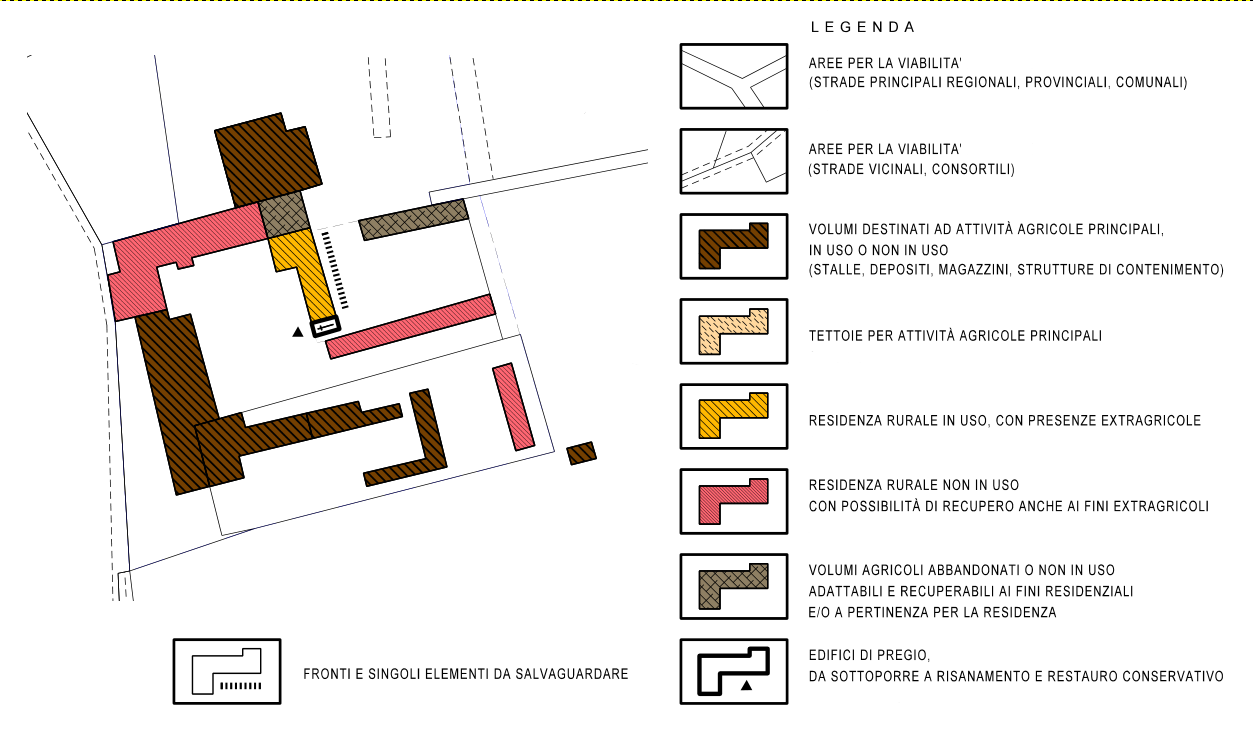
Pianta nel P.R.G.C. (2003)

### Borghetto

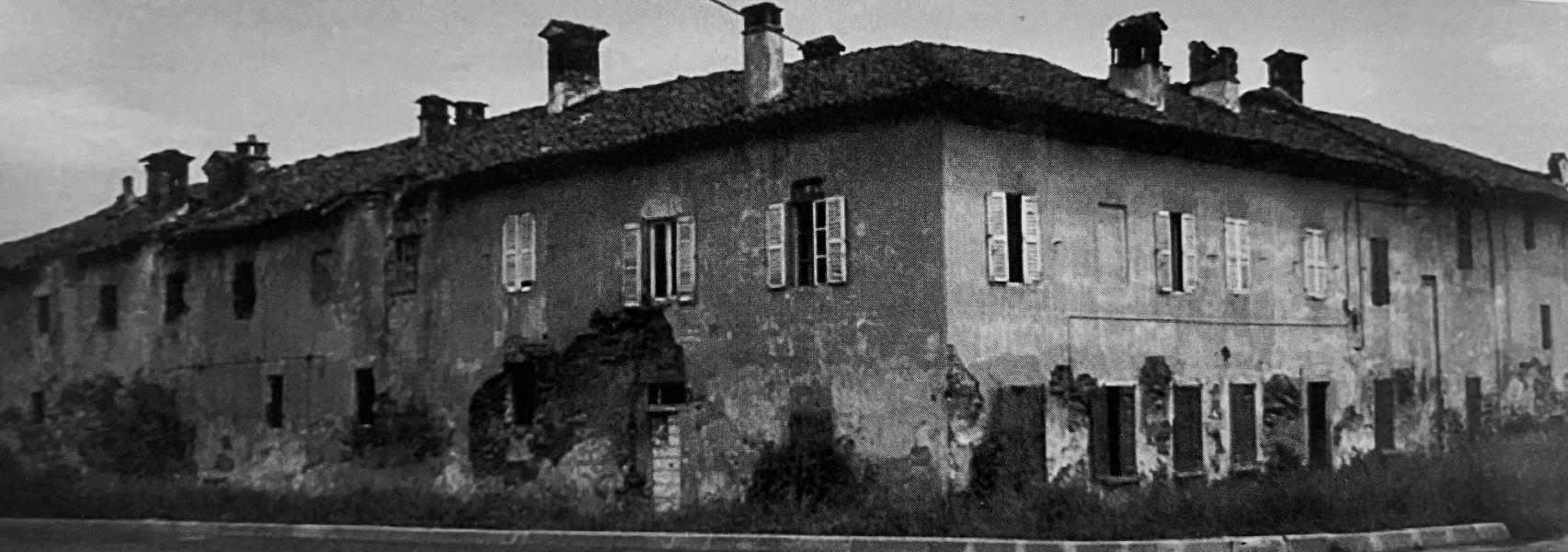
Antica cascina Borghetto

È situata sulla strada che dal paese porta alla fermata ferroviaria.
La lambiscono il fontanino del Borghetto a ovest (tombinato per l'intero tratto dell'abitato), il cavo del Comune di Vespolate a est e il cavo dell'Ospedale Maggiore di Novara.

#### Storia
Fu parte di una tenuta di oltre mille pertiche (quasi 70 ettari) appartenuta per secoli all'Ospedale Maggiore di Novara.
È presente sulla carta del Catasto Teresiano del 1723 relativa a Garbagna e Moncucco.

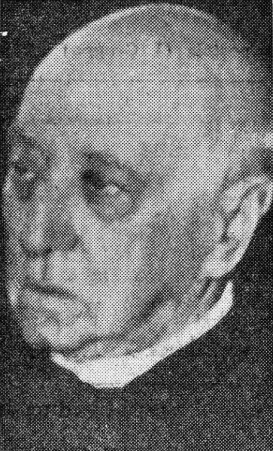
Lino Cassani, coautore della monografia su Garbagna, trascorse l'infanzia al Borghetto

Nel XIX secolo, in seguito alle guerre napoleoniche, il governo sardo impose all'Ospedale della Carità di Novara la vendita della tenuta, che fu suddivisa tra diversi privati, assieme ad altre proprietà.
Sempre durante XIX secolo vi era affittuaria la famiglia Cassani, che nel 1877 introdussero a Garbagna l'allevamento delle vacche di razza bergamina. Lino Cassani, coautore della monografia su Garbagna del 1948, trascorse proprio al Borghetto l'infanzia, raccontando che ancora durante la sua dimora erano visibili pregevoli dipinti settecenteschi, di probabile scuola valsesiana, vicino ad una finestra rivolta alla chiesa parrocchiale.
Dagli anni '50 del Novecento la famiglia Fregonara risulta conduttrice dell'azienda agricola del Borghetto, classificata come grande azienda. Eugenio e Giovanni Fregonara hanno negli anni ottenuto diversi riconoscimenti a livello sia provinciale che nazionale per l'alta produttività e la qualità delle sementi di riso ottenute.
Nelle attività di ammodernamento della tenuta durante gli anni Cinquanta, l'espansione dei fabbricati a est della strada comunale vide il coinvolgimento del rinomato studio associato di architettura Gregotti (Vittorio Gregotti, Lodovico Meneghetti e Giotto Stoppino). Nello specifico, tra le prime realizzazioni del giovane studio figurano la villa del conduttore agricolo (1953) e il nuovo capannone per i macchinari (1954).
Negli anni '70 la proprietaria Carmen Magni, figlia del podestà del paese Francesco Magni, donò al comune parte della tenuta per la costruzione di un centro sportivo: un'area di 13000 m2 su cui sorse il Centro sportivo Mario Costadone all'inizio degli anni '80.

#### Descrizione

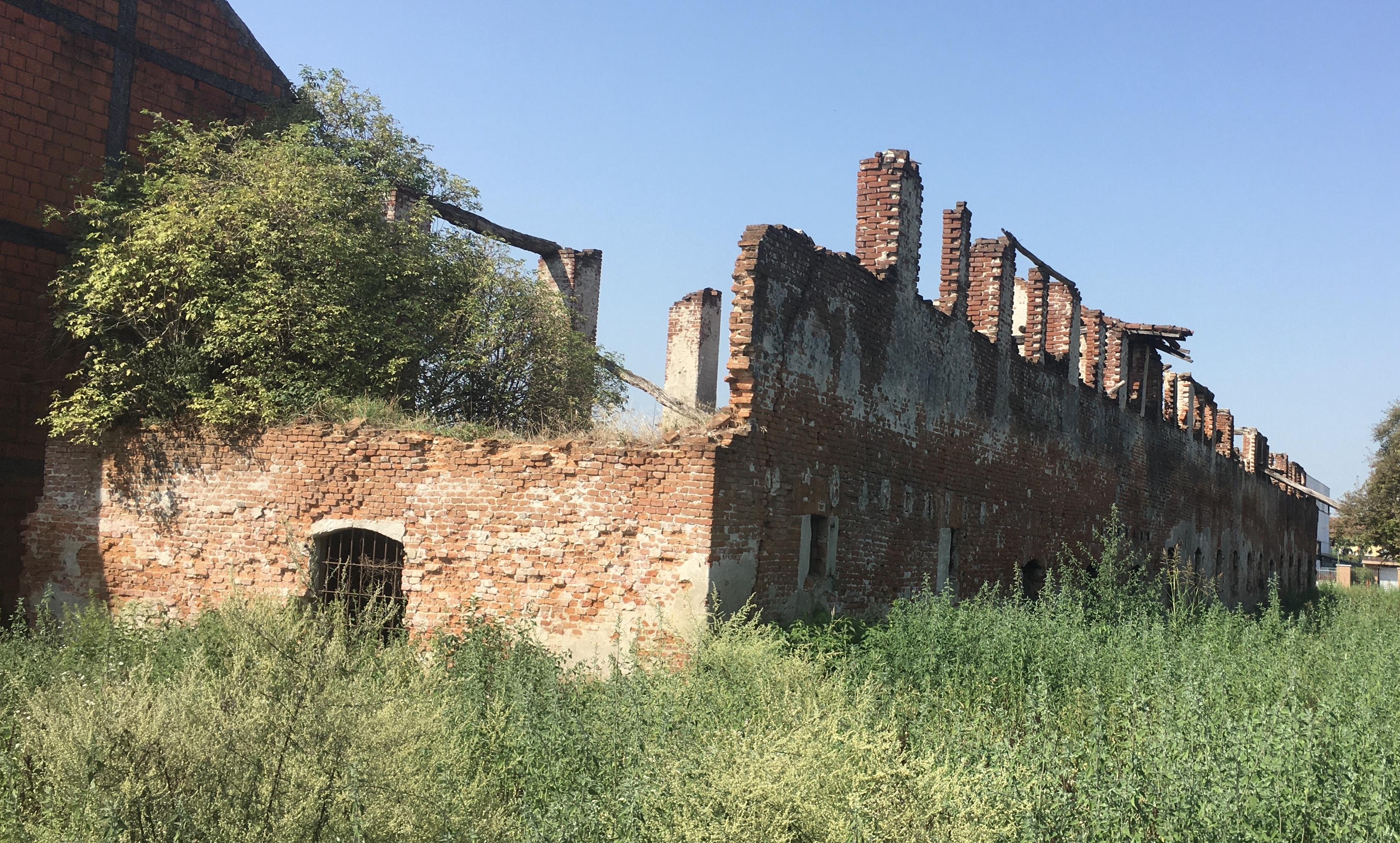
Rudere delle antiche stalle

Al 2021 il corpo principale della cascina antica è distrutto, rimane solo una parte diroccata e abbandonata, la cui stalla presenta colonne considerate di rilevante valore storico. Più volte si è cercato di avviare programmi di recupero, programmi che sono stati proposti anche durante le campagne elettorali per le elezioni comunali.

#### Galleria d'immagini

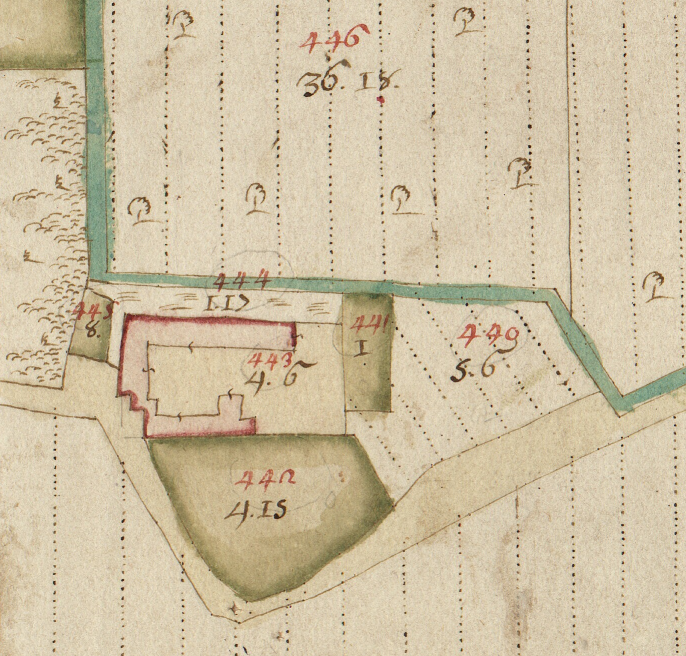
Pianta nel Catasto Teresiano (1723)
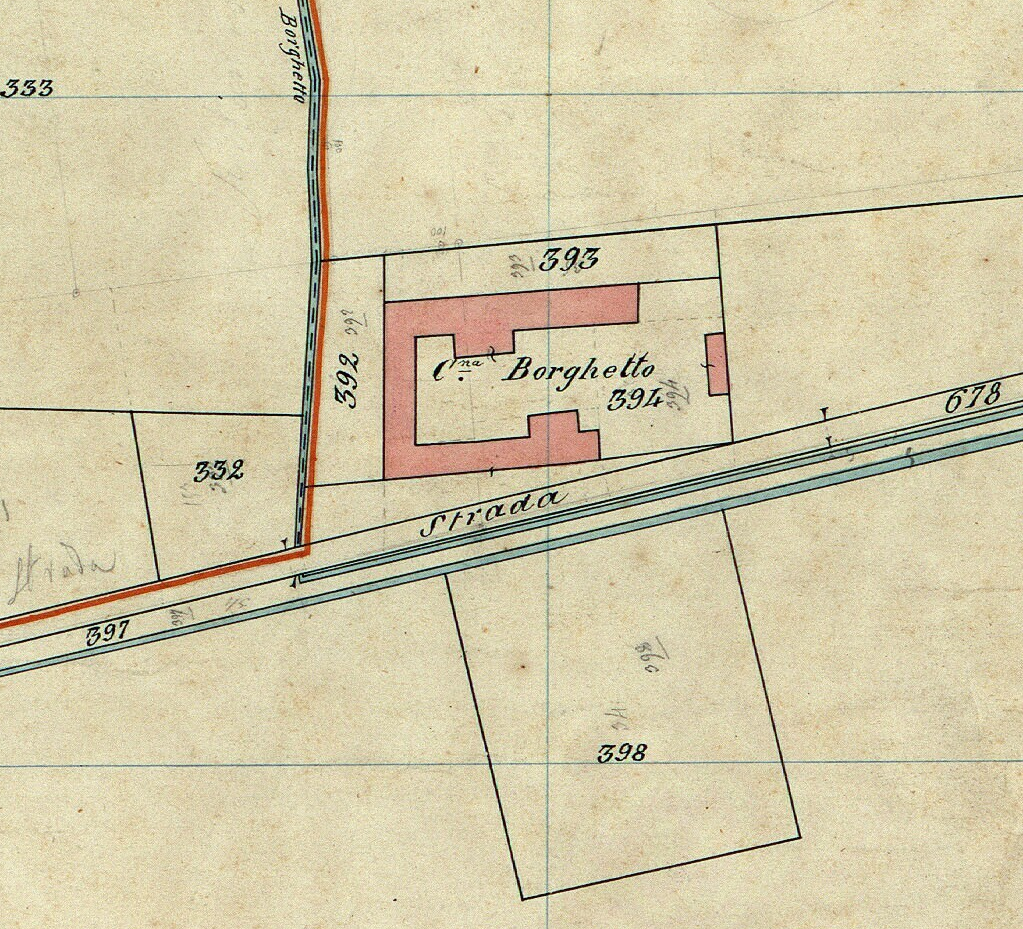
Pianta nel Catasto Rabbini (1867)
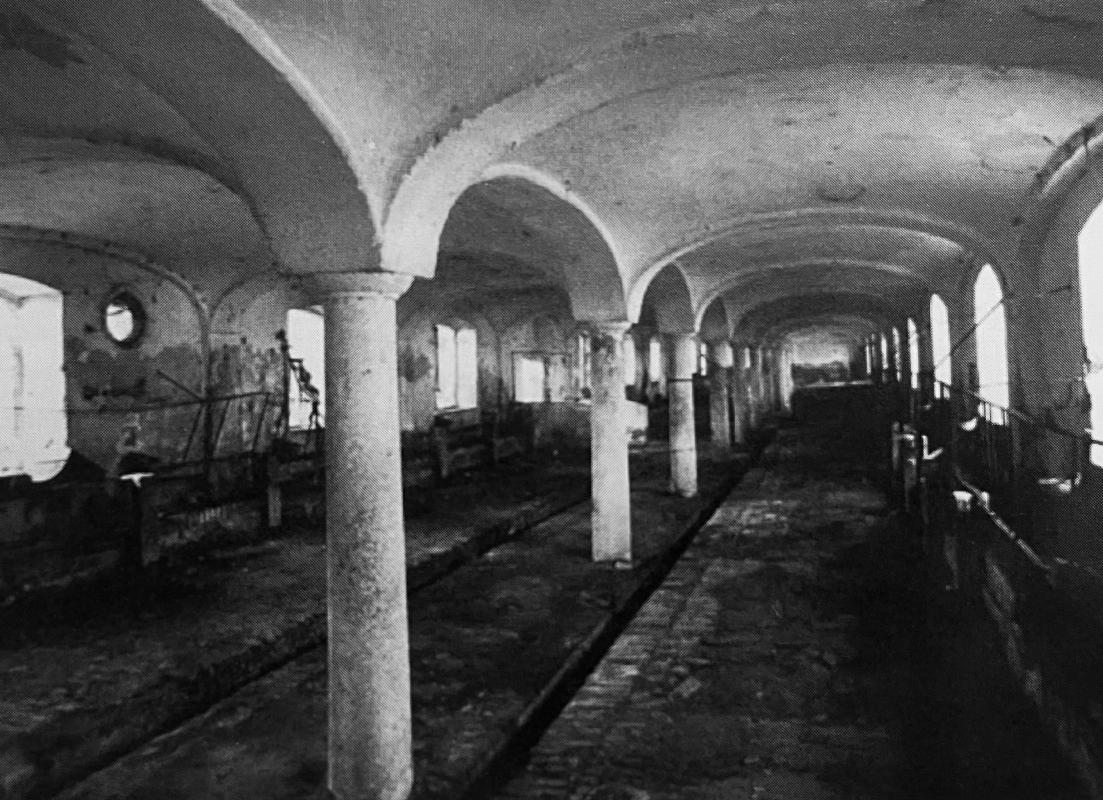
Interno delle antiche stalle

### Buzzoletto Nuovo

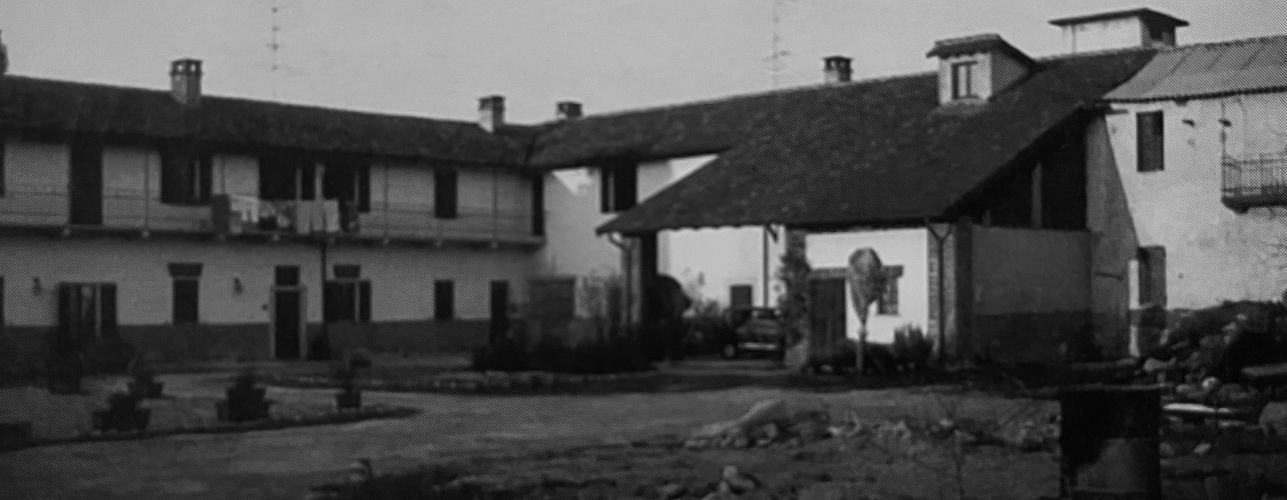
Veduta dal cortile di Buzzoletto Nuovo

La tenuta si trova sulla strada che collega Olengo e Terdobbiate ed è lambita posteriormente dall'omonimo fontanone di Buzzoletto. Ad alcune decine di metri sono il diramatore Quintino Sella a ovest, la fontana Gambalotta a est e la cascina Buzzoletto Vecchio a sud.

#### Storia
Gli antichi edifici sono rappresentati sulla carta del Catasto Teresiano del 1723 relativa a Buzzoletto e Calzavacca.
Un riferimento testuale che lo distingue da Buzzoletto Vecchio risale al 1850, quando gli amministratori dell'eredità Bellini pubblicarono l'annuncio di affitto per 12 anni della proprietà Buzzoletto dissopra, posta su terreni di Trecate, Garbagna, Olengo e Buzzoletto.
Al 1863 risale un riferimento mediante l'attuale dicitura Buzzoletto Nuovo, nel Dizionario geografico-postale d'Italia.
Dai censimenti si ottengono il numero di abitanti del secondo dopoguerra: 60 nel 1951, 50 nel 1961 e 34 nel 1971.

#### Descrizione

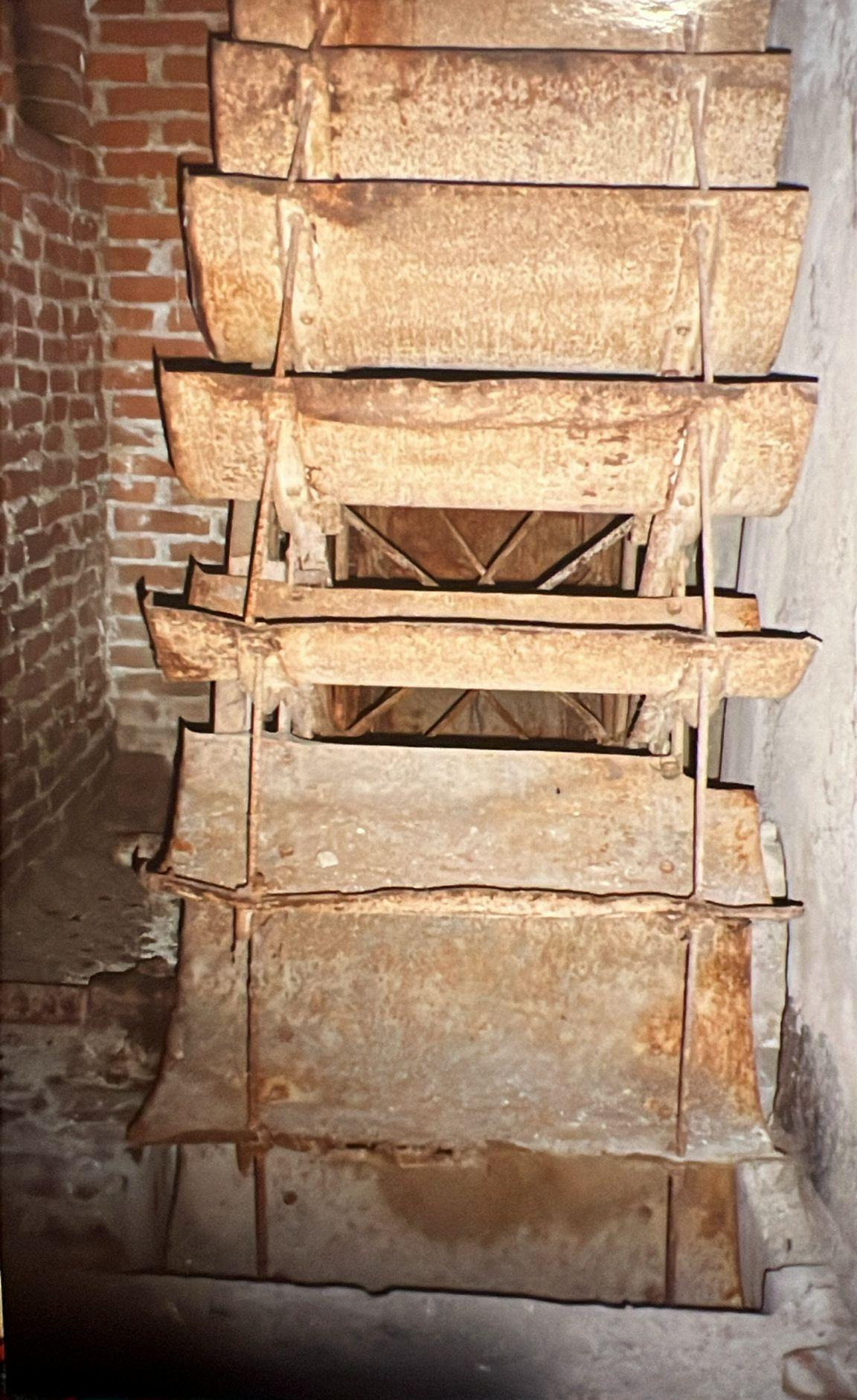
Ruota del mulino

Nel settore sud sono diversi edifici risalenti a inizio Novecento, utilizzati ora come ricovero per macchinari agricoli. Molti di questi, specialmente la tettoia sul lato ovest, sono pericolanti.
Il settore nord è invece costituito da fabbricati di uso civile, databili al XIX secolo, organizzati attorno a una corte divisa da un setto in muratura. Su quest'ultimo è posta una vecchia meridiana, sotto a uno spiovente, di rilevanza storica ma ormai distinguibile con difficoltà. I fabbricati a ovest ed est del divisorio sono stati ristrutturati verso gli anni Sessanta del Novecento; la parte est ancora negli anni Novanta.
Al 2003 il complesso, utilizzato sia a fini residenziali che agricoli, si presenta discretamente conservato nella parte nord, mentre il settore sud versa in pessime condizioni.

#### Galleria d'immagini

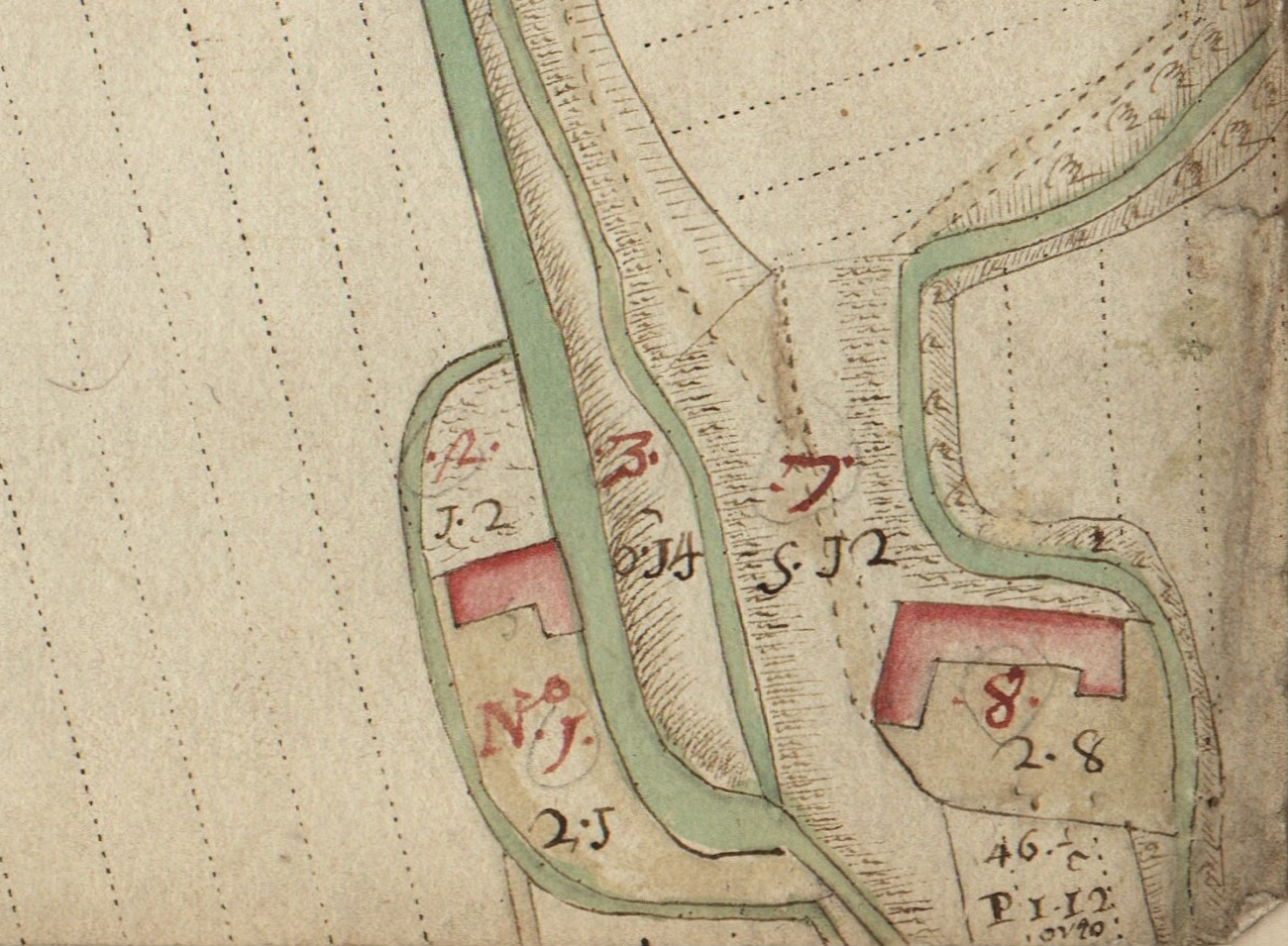
Pianta nel Catasto Teresiano (1723)
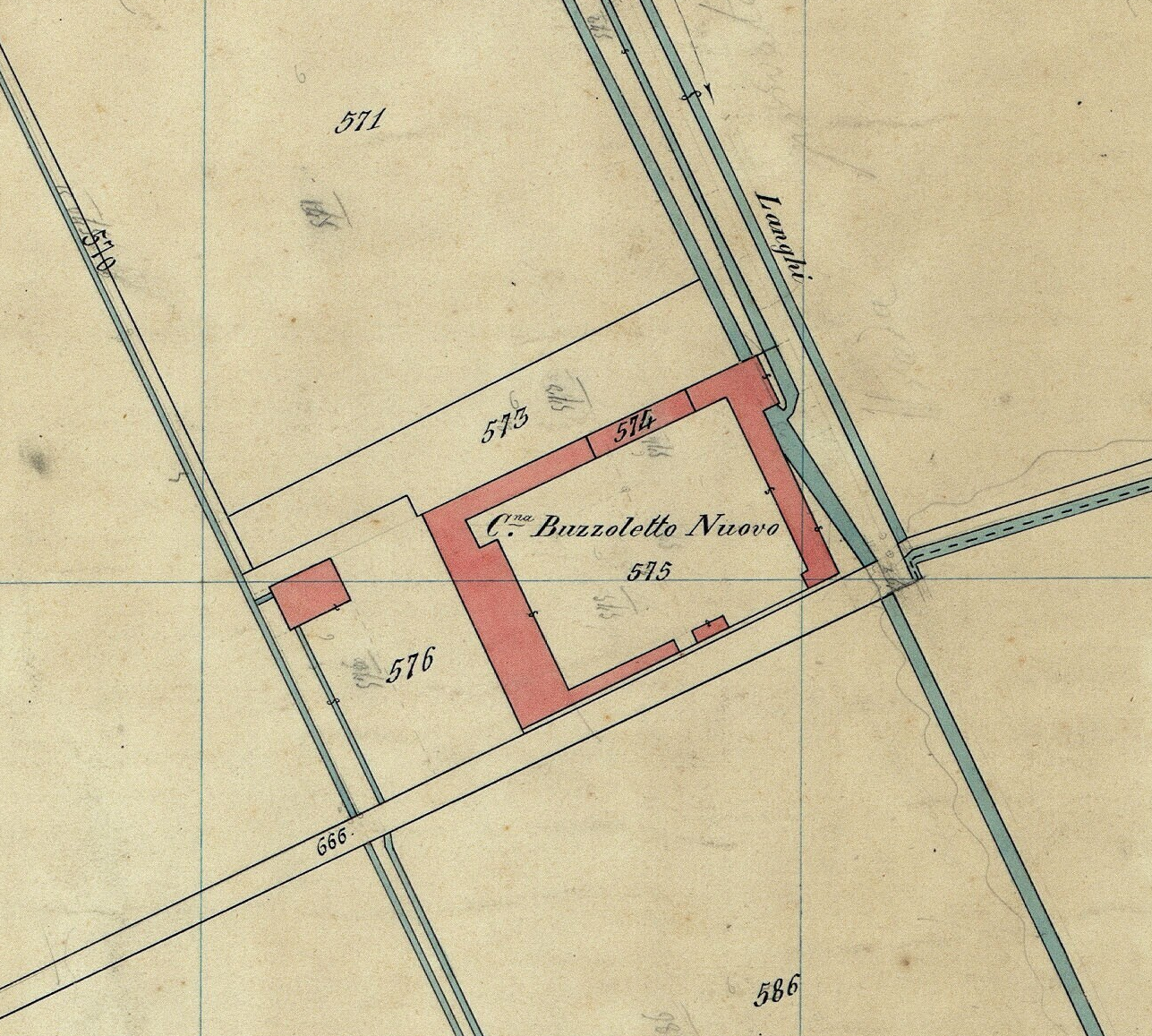
Pianta nel Catasto Rabbini (1867)
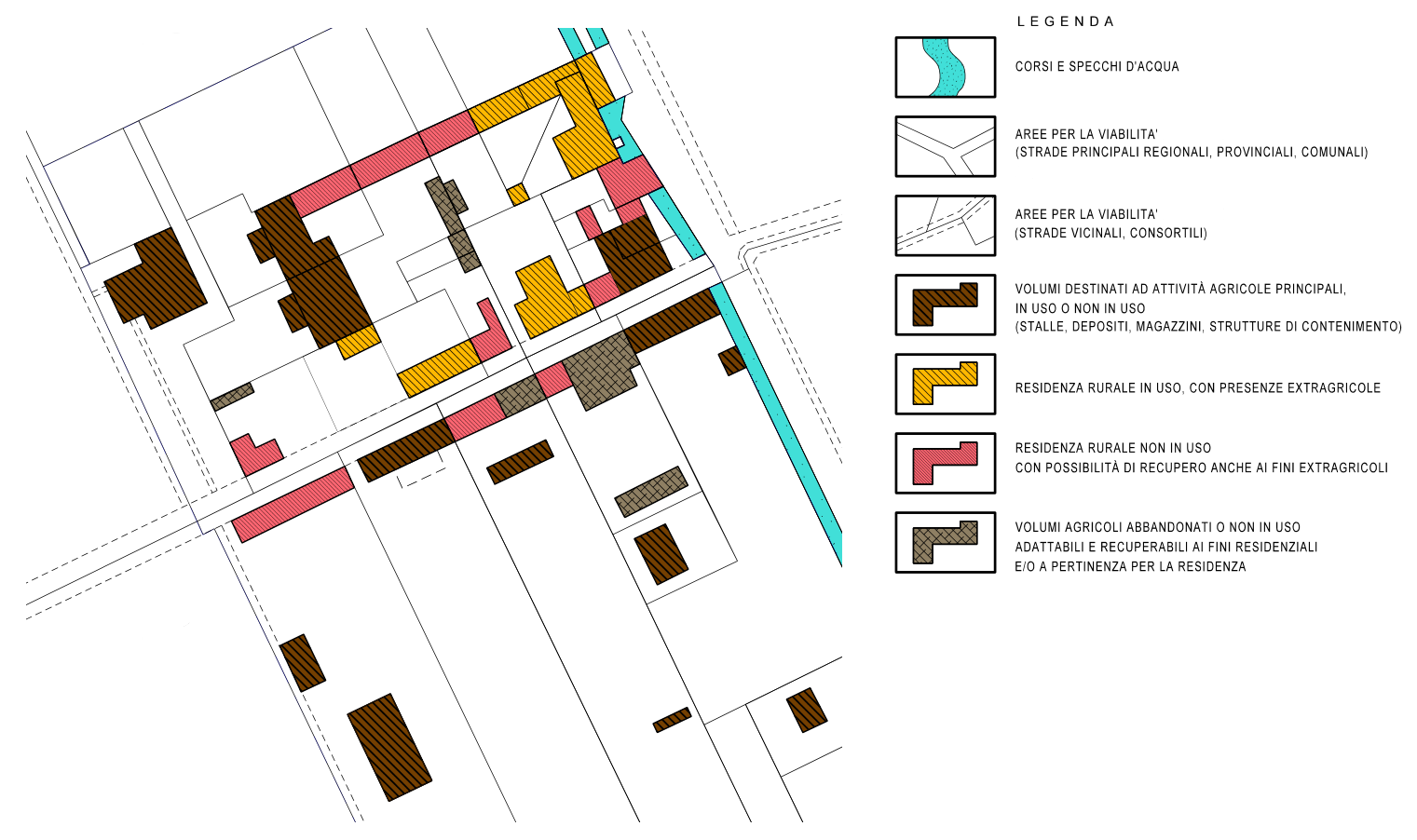
Pianta nel P.R.G.C. (2003)
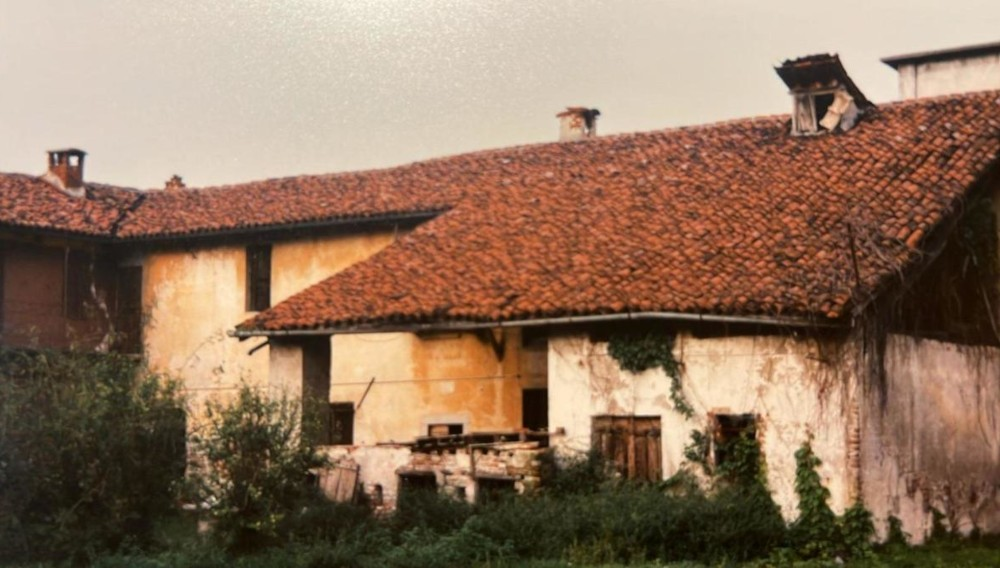
Veduta dell'aia (1994)
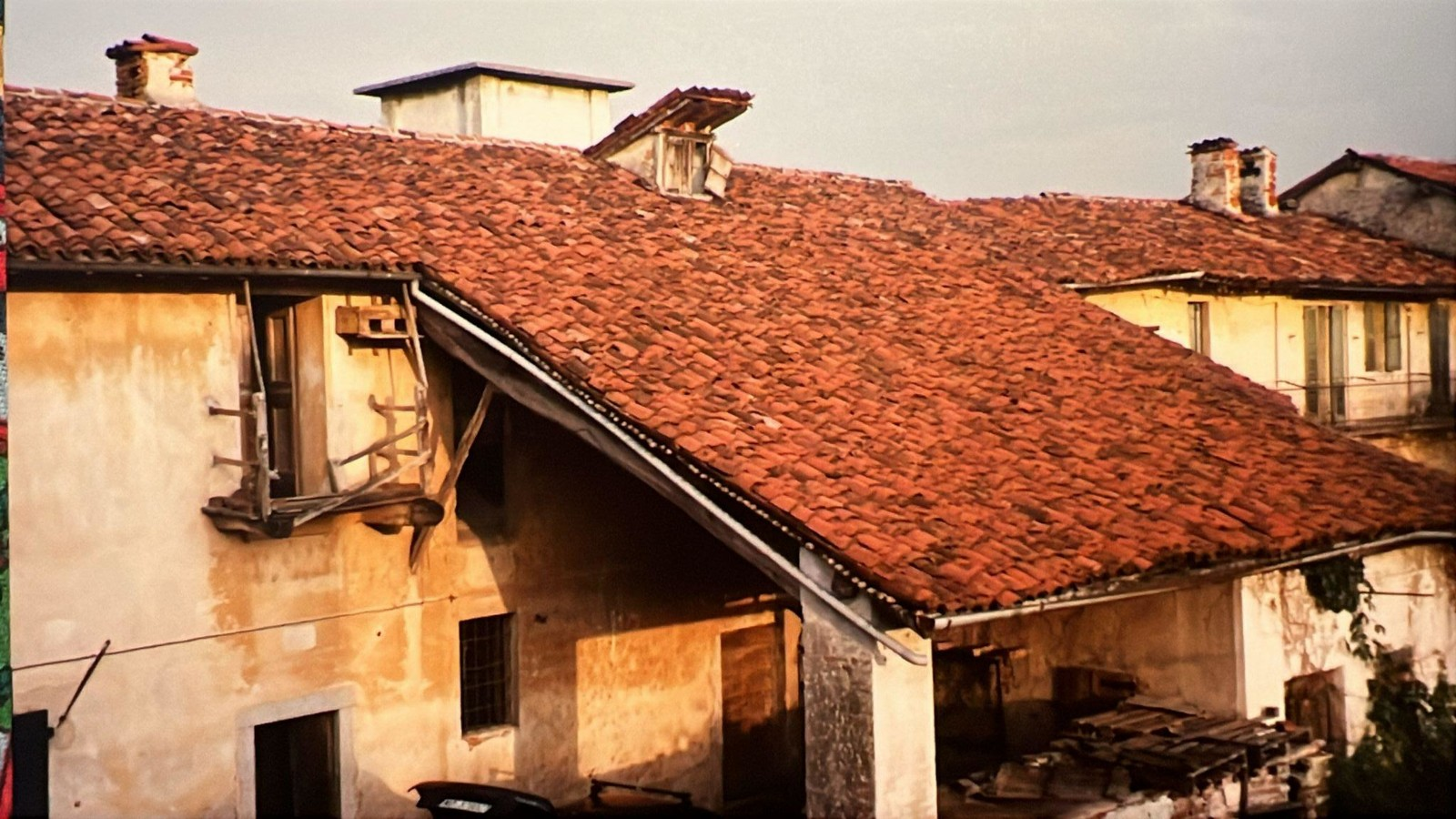
Veduta dell'aia (1994)

### Esplicative
1. ↑  Un dettaglio sul collegamento delle cascine alla rete telefonica: nel 1961, su interessamento di Oscar Luigi Scalfaro e Giulio Pastore, l'allora Ministro delle Poste e Telecomunicazioni Lorenzo Spallino approvò l'attivazione del servizio telefonico pubblico in varie zone del Novarese, tra cui Buzzoletto Vecchio e Nuovo, con spese a carico dello Stato; i lavori furono eseguiti l'anno seguente[36].
2. ↑  Nello specifico: 12 lire al sacco di risone, 12 lire al sacco di fagioli, 10 lire al sacco di meliga, 7 lire alla brenta di uva.
3. ↑  Il documento è genericamente datato al XII secolo. Tuttavia un documento dell'estate 1154 riporta Ugo De Muro ormai morto, si può dunque raffinare la datazione del primo documento alla prima metà del XII secolo[92].
4. ↑  Nel 1887 lo storico torinese Carlo Dionisotti interpretò l'espressione Mons Acutus come riferimento a Moncucco di Garbagna in un diploma dell'ottobre 1152, con cui l'imperatore Federico Barbarossa donò la tenuta a Guido il Grande conte di Biandrate, per i servigi offerti e il valore dimostrato in terra lombarda. La donazione comprendeva Garbagna e Olengo, assieme ad altre terre novaresi, vercellesi e astigiane. Il Dionisotti riportò Moncucco e Garbagna appartenere a quel tempo a Rodolfo di Moncucco, consuocero dello stesso Guido. A settembre 1209 la donazione fu confermata dall'imperatore Ottone IV[93].

Tale interpretazione, tuttavia, non fu mai confermata o ripresa da alcuno studio successivo. A titolo di esempio, nel 1952 lo storico Francesco Cognasso, nella monumentale monografia sulla storia di Novara, trattando lo stesso argomento si limitò a riportare Mons Acutus tal quale, a fianco di tutti gli altri toponimi tradotti nelle rispettive versioni moderne[94].

Seguono i documenti citati dai due studiosi:
  -  Enrico Bianchetti (a cura di), Doc. XXIV - 1152 Ottobre - Diploma di Federico imperatore, dato a Guidone conte di Biandrate, figlio di Alberto, con cui gli conferma varii possedimenti, fra cui Medolo e la contea d'Ossola, in L'Ossola Inferiore. Notizie storiche e documenti, vol. 2, Roma, Torino, Firenze, F.lli Bocca, 1878,  pp. 75-78. URL consultato il 19 gennaio 2025. Ospitato su Google Libri;
  -  Enrico Bianchetti (a cura di), Doc. XXX - 1196 Ottobre - Diploma di Enrico VI imperatore, col quale conferma ai conti di Biandrate i loro possedimenti, fra cui il contado di Ossola, in L'Ossola Inferiore. Notizie storiche e documenti, vol. 2, Roma, Torino, Firenze, F.lli Bocca, 1878,  pp. 94-97. URL consultato il 19 gennaio 2025;
  -  Doc. DCCXCI - Ottone IV re de' Romani concede ai figliuoli del fu conte Ranieri di Biandrate le ragioni dell'impero sulla città e sul vescovado d'Ivrea - 1209, 1 settembre, in Historiae Patriae Monumenta, Chartarum, vol. 1, Torino, 1836,  pp. 1162-1164. URL consultato il 19 gennaio 2025. Ospitato su Internet Archive.
5. ↑  La fonte non specifica se si tratti di Benedetto Odescalchi, vescovo dal 1650 al 1656, o di Giulio Maria Odescalchi, successore di Benedetto fino al 1666.
6. ↑  Il frate domenicano Giacinto Patrioli è dapprima conosciuto per l'attività di notaio e cassiere provinciale di Novara nell'ultimo decennio del Settecento, attività testimoniata da numerosi documenti conservati presso l'Archivio di Stato[137][138][139]. Nello stesso decennio fu tra i primi religiosi novaresi ad aderire alle idee illuministe e rivoluzionarie francesi, entrando nella prima amministrazione municipale nel 1798 e divenendone presidente (sindaco) l'anno seguente. La sua figura fu invisa a diverse personalità del tempo: il notaio Giuseppe Garone lo definì domenicano sfratatosi a quelle novità, mentre lo storico Carlo Francesco Frasconi lo etichettò vir sane irreligiosus (uomo assolutamente irreligioso)[140][136][141]. Mantenne inoltre l'incarico di cassiere durante il Dipartimento dell'Agogna, almeno nel biennio 1800-1801[142].
7. ↑  Ladino Marangon nacque a Contarina (Rovigo), figlio di Giovanni e Maria Pasqua Beretta[146][147].

Ad aprile 1944 entrò nelle file partigiane col nome di battaglia Barba, giungendo al comando della 10ª Brigata Rocco, nella 2ª Divisione Garibaldi Redi, e al tempo stesso coadiuvando Taras (Nello Sartoris) alla gestione del Battaglione Volante Azzurra. Dopo sette mesi di guerriglia, cadde in combattimento il 17 novembre 1944, al termine dell'operazione di sabotaggio di una colonna nemica proveniente da Arona, in quel momento adibita al trasporto di carburanti. Il giorno successivo alcuni partigiani ne prelevarono il corpo e lo portarono a Mezzomerico, poi se ne persero le tracce. Negli anni sono state effettuate diverse ricerche della sepoltura nei comuni limitrofi, esortando chiunque avesse informazioni a condividerle[146][147][148].

Nel 1957 gli fu conferita la medaglia di bronzo al valor militare alla memoria[147] e, a distanza di decenni, la sua figura è stata più volte ricordata durante le celebrazioni del 25 aprile a Marano Ticino[148][149][150].

Aveva un fratello maggiore, Arturo, nato nel 1920 a Contarina e anche lui residente a Garbagna. Arturo fu partigiano nella brigata Osella, dopo la cattura in combattimento nel febbraio 1945 non se ne ebbe più notizia[151].

Ernesto Colli, ricordando i caduti di Garbagna nelle due guerre mondiali, lo cita come Livino[152].
8. ↑  L'architetto Vittorio Gregotti era parente della proprietaria della tenuta Borghetto, Carmen Magni Gregotti, citata al paragrafo successivo. Tuttavia non sono ancora stati reperiti documenti che ne attestino il preciso grado di parentela.

### Bibliografiche
1. 1 2  Colli, 1978, p. 23.
2. 1 2  AA. VV., 1981, pp. 84-85.
3. 1 2   Anna Maria Ferrari, P.R.G.C. - Variante Strutturale - Elaborati geologici - Tavola 3: Carta della dinamica fluviale e del reticolato idrografico (PDF), su Comune di Garbagna Novarese, aprile 2005. URL consultato il 19 agosto 2021.
4. ↑   Amato Amati (a cura di), Dizionario corografico dell'Italia, col concorso dei sindaci, delle rappresentanze provinciali e di insigni geografi e storici, Volume 5 - ME-PE, Milano, Francesco Vallardi, tipografo-editore, 1868,  p. 239. URL consultato il 27 agosto 2021. Ospitato su Google Libri.
5. 1 2   Amato Amati (a cura di), Dizionario corografico dell'Italia, col concorso dei sindaci, delle rappresentanze provinciali e di insigni geografi e storici, Volume 1 - A-B, Milano, Francesco Vallardi, tipografo-editore, 1868,  p. 1062. URL consultato il 27 agosto 2021. Ospitato su Google Libri.
6. ↑   Amato Amati (a cura di), Dizionario corografico dell'Italia, col concorso dei sindaci, delle rappresentanze provinciali e di insigni geografi e storici, Volume 1 - A-B, Milano, Francesco Vallardi, tipografo-editore, 1868,  p. 1120. URL consultato il 27 agosto 2021. Ospitato su Google Libri.
7. ↑   Amato Amati (a cura di), Dizionario corografico dell'Italia, col concorso dei sindaci, delle rappresentanze provinciali e di insigni geografi e storici, Volume 4 - GA-MA, Milano, Francesco Vallardi, tipografo-editore, 1878,  p. 923. URL consultato il 27 agosto 2021. Ospitato su Google Libri.
8. ↑   Amato Amati (a cura di), Dizionario corografico dell'Italia, col concorso dei sindaci, delle rappresentanze provinciali e di insigni geografi e storici, Volume 2 - C-CI, Milano, Francesco Vallardi, tipografo-editore, 1868,  p. 175. URL consultato il 27 agosto 2021. Ospitato su Google Libri.
9. ↑   Titolo II - Caratteristiche costitutive - Art. 7 Territorio (DOC), in Statuto comunale, approvato con deliberazione Consiglio Comunale n. 25 del 27/04/2004. URL consultato il 12 settembre 2021. Ospitato su Comune di Garbagna Novarese.
10. 1 2  Cassani e Colli, 1948, p. 134.
11. ↑  AA. VV., 1981, p. 106.
12. ↑  AA. VV., 1981, p. 88.
13. 1 2 3  Mongiat, Porzio e Tuniz, 2003, p. 250.
14. 1 2 3 4   Giancarlo Andenna, Una terra d'acque tra due fiumi, un lago e montagne bianche di neve, in Mirella Montanari (a cura di), Una terra tra due fiumi, la provincia di Novara nella storia, vol. 1 (L'età medievale (secoli VI-XV)), Novara, Provincia di Novara, Assessorato alla Cultura, 2003  [2002],  pp. 26, 28.
15. ↑   Franca Franzosi, Santa Maria di Campagna e Garbagna, in Angela M. Malosso, Mario Perotti e Dorino Tuniz (a cura di), La pianura novarese dal Romanico al XV secolo. Percorsi di arte e architettura religiosa, Novara, Interlinea, 1996,  p. 122.
16. ↑   Aldo Angelo Settia, Assetto del popolamento rurale e coppie toponimiche nell'Italia padana (secoli IX-XIV), in Studi Storici - Rivista trimestrale dell'Istituto Gramsci, n. 1, Roma, Edizioni Dedalo, gennaio-marzo 1995,  pp. 243-266, ISSN 0039-3037 (WC · ACNP). URL consultato il 10 ottobre 2021.
17. ↑  Cassani e Colli, 1948, pp. 32-34.
18. ↑   Giancarlo Andenna, Honor et ornamentum civitatis, in Novara medievale - Cinquant'anni di studi sulla storia tra Ticino e Sesia, Novara, Interlinea, 2023,  p. 218, ISBN 978-88-6857-490-1.
19. ↑   Paolo Pedrazzoli, Capitolo I - Le origini del Comune, in Statuta Civitatis Novariæ - Commento e traduzione, traduzione di Chiara Barbè, Novara, EOS, 1993.
20. 1 2  Cassani e Colli, 1948, pp. 36-41.
21. ↑   Giancarlo Andenna, Castelli di Nibbiola, di Montarsello e di Garbagna, in Da Novara tutto intorno, Andar per castelli, Novara, Milvia, 1982,  pp. 217-218.
22. ↑  Cassani e Colli, 1948, pp. 65, 67.
23. ↑   Franca Franzosi, Un episodio della cultura figurativa novarese: S. Maria di Garbagna e i suoi affreschi quattrocenteschi (PDF), su Società Storica Novarese - Segnalazioni di tesi di laurea, 1986,  pp. 6-12. URL consultato l'8 maggio 2025.
24. 1 2 3 4 5 6 7  Bisogni e Calciolari, 2006, pp. 217-219.
25. 1 2 3  Consignationes, 1347, p. 83.
26. 1 2  Consignationes, 1347, p. 132.
27. 1 2 3  Bisogni e Calciolari, 2006, p. 85.
28. 1 2  Bisogni e Calciolari, 2006, p. 90.
29. 1 2  Bisogni e Calciolari, 2006, pp. 155-156.
30. ↑   Lucillo Richter, Guida Tecnica Industriale dei Circondari di Novara, Domodossola, Pallanza, Varallo (PDF), a cura di Sergio Monferrini, Parte 1, Novara, Tip. Gioachino Gaddi, 1905,  pp. 34-37, 62-64. URL consultato il 5 maggio 2025. Ospitato su Magazzeno Storico Verbanese.
31. ↑   Lucillo Richter, Guida Tecnica Industriale dei Circondari di Novara, Domodossola, Pallanza, Varallo (PDF), a cura di Sergio Monferrini, Parte 2, Novara, Tip. Gioachino Gaddi, 1905,  p. 19. URL consultato il 5 maggio 2025. Ospitato su Magazzeno Storico Verbanese.
32. ↑   Le pubblicazioni della Provincia di Novara: Le cascine un patrimonio da recuperare - Indagine sulle strutture agricole di Novara e dell'Ovest Ticino, su Provincia di Novara. URL consultato il 4 maggio 2025.
33. 1 2 3 4 5   Istituto centrale di statistica, Altitudine e popolazione residente dei comuni, delle frazioni geografiche e delle località abitate (PDF), in IX censimento generale della popolazione, 4 novembre 1951, Vol. 1: dati sommari per comune, fasc. 4: Provincia di Novara, Roma, Soc. A.B.E.T.E., 1956,  p. 25. URL consultato il 23 novembre 2024.
34. 1 2 3 4 5 6   Istituto centrale di statistica, Altitudine e popolazione residente dei comuni, delle frazioni geografiche e delle località abitate (PDF), in 10º censimento generale della popolazione, 15 ottobre 1961, Vol. 3: Dati sommari per comune, fasc. 3: Provincia di Novara, Roma, Soc. A.B.E.T.E., 1966,  p. 26. URL consultato l'11 novembre 2024.
35. 1 2 3 4   Istituto Centrale di Statistica, Provincia di Novara - Altitudine e popolazione residente dei comuni, delle frazioni geografiche e delle località abitate (PDF), in 11º censimento generale della popolazione, 24 ottobre 1971, Vol. 3: popolazione delle frazioni geografiche e delle località abitate dei Comuni, fasc. 1: Piemonte, Roma, Soc. A.B.E.T.E., 1975,  p. 76. URL consultato il 15 novembre 2024.
36. ↑   Collegamenti telefonici nel novarese, in Il Popolo dell'Ossola, n. 22, Domodossola, 2 giugno 1961,  p. 2. URL consultato il 5 maggio 2025.
37. 1 2 3 4  AA. VV., 1981, p. 95.
38. ↑   Individuazione delle zone non metanizzate del territorio comunale, su Comune di Garbagna Novarese, 18 aprile 2013. URL consultato il 20 dicembre 2024.
39. 1 2 3 4 5 6 7 8 9  Mongiat, Porzio e Tuniz, 2003, pp. 283-284.
40. 1 2   Alberto Ventura, Piano comunale di protezione civile - Inquadramento territoriale - Tav. 1: Carta di inquadramento territoriale, Comune di Garbagna Novarese, novembre 2020.
41. 1 2   OpenStreetMap, su OpenStreetMap. URL consultato il 2 marzo 2025.
42. ↑   Franco Brugnato, Nuovo Piano Regolatore Generale Comunale - Nuclei rurali esterni: destinazione ed uso delle aree; interventi previsti (Tav. PR 5), su Comune di Garbagna Novarese, aprile 2003. URL consultato il 2 marzo 2025.
43. ↑   Ambrosio Oppizzone, Cavallo di tasso del Contado della Città di Nouara, in Relatione Di tutte le Terre dello Stato di Milano, che sono Censite, distinte a provincia per provincia, Pavia, Andrea Magri, Stampatore della Città, 1638,  p. 59. URL consultato il 6 settembre 2021. Ospitato su Google Libri.
44. 1 2 3 4   Direzione Generale delle Poste, Dizionario geografico-postale d'Italia pubblicato dalla Direzione Generale delle Poste del Regno, Torino, Giulio Speirani e figli, 1863,  pp. 72-73, 132. URL consultato l'8 febbraio 2024. Ospitato su Google Libri.
45. ↑   Antonio Manno, Bibliografia storica degli stati della monarchia di Savoia, vol. 3, Torino, F.lli Bocca librai di S. M., 1891,  p. 316. URL consultato il 6 settembre 2021. Ospitato su Google Libri.
46. ↑   Ex monastero di Sant'Agnese ora Palazzo Tornielli-Bellini, su Comune di Novara. URL consultato il 2 gennaio 2025.
47. ↑  Consignationes, 1347, pp. 50-51.
48. ↑  Consignationes, 1347, p. 78.
49. ↑  Consignationes, 1347, p. 120.
50. ↑  Consignationes, 1347, pp. 212, 214.
51. ↑   Franca Franzosi, Santa Maria di Campagna a Garbagna, in La pianura novarese dal Romanico al XV secolo. Percorsi di arte e architettura religiosa, Novara, Interlinea, 1996,  p. 123, ISBN 88-8212-116-X.
52. 1 2  Cassani e Colli, 1948, p. 61.
53. ↑   Cacciapiatti - Famiglia, su Sistema Archivistico Nazionale. URL consultato il 3 dicembre 2024.
54. 1 2  AA. VV., 1981, pp. 310-311.
55. ↑   Società Storica Novarese, Agli albori della burocrazia fiscale - Il censimento di Carlo V nella provincia di Novara, in Bollettino storico per la provincia di Novara, Terza parte, n. 1, Novara, 1988,  p. 22, ISSN 0392-1107 (WC · ACNP). URL consultato il 16 settembre 2021.
56. 1 2 3   Giampietro Morreale, I mondi divisi di Città e Contado: ceti sociali e giochi economici nel territorio tra Rinascimento ed Illuminismo, in Sergio Monferrini (a cura di), L'età moderna (secoli XV-XVIII), Una terra tra due fiumi, la provincia di Novara nella storia, Novara, Provincia di Novara, 2003,  pp. 57, 58, 61, 73.
57. ↑   Alessandro Viglio, Nota dei feudatari delle terre del Contado Novarese desunta dal volume della descrizione delle entrate camerali di tutto lo stato di Milano del 1626, in Bollettino Storico per la Provincia di Novara, n. 4, Novara, Stab. Tip. E. Cattaneo, 1925,  pp. 354-355. URL consultato il 30 novembre 2024.
58. ↑   Antonio Manno, B, in Dizionario feudale degli antichi stati continentali della monarchia di Savoia, Firenze, Giuseppe Civelli, 1895,  p. 41. URL consultato il 2 ottobre 2021.
59. ↑   Giancarlo Andenna, Una terra d'acque tra due fiumi, un lago e montagne bianche di neve, in Mirella Montanari (a cura di), Una terra tra due fiumi, la provincia di Novara nella storia, vol. 1 (L'età medievale (secoli VI-XV)), Novara, Provincia di Novara, Assessorato alla Cultura, 2003  [2002],  p. 32.
60. 1 2   Raccolta delle leggi, ordini, provvidenze, ed avvisi pubblicati in Novara pel Dipartimento dell'Agogna dal 1.º Vendemmiale anno 9.º, epoca, in cui fu aggregato alla Repubblica Cisalpina, vol. 2, Novara, Giuseppe Rasario, 1802,  p. 378. URL consultato il 2 dicembre 2024. Ospitato su Google Libri.
61. 1 2 3 4  Cassani e Colli, 1948, p. 142.
62. 1 2   Goffredo Casalis, Dizionario geografico, storico, statistico, commerciale degli stati di S. M. il re di Sardegna, vol. 7, Torino, G. Maspero librajo, Cassone e Marzorati tipografi, 1840,  p. 217. URL consultato il 15 novembre 2024. Ospitato su Internet Archive.
63. ↑   Luigi Gnecco, Dizionario statistico dei comuni del Regno d'Italia e rispettive frazioni colla loro circoscrizione amministrativa, giudiziaria e diocesana e popolazione desunta dall'ultimo censimento con indicazione degli uffizi postali e telegrafici, stazioni ferroviarie, porti o scali marittimi e stazioni lacuali, Savona, Tipo-litografia di Andrea Ricci, 1879,  p. 62. URL consultato il 18 dicembre 2024. Ospitato su Google Libri.
64. 1 2   Emiliana Mongiat e Bruno Radice (a cura di), L'età barocca: il Seicento e il Settecento - I documenti artistici, in Il Basso Novarese, Percorsi - Storia e documenti artistici del Novarese, Novara, Provincia di Novara, 1993,  p. 30.
65. 1 2 3 4 5 6 7 8 9 10 11 12 13 14 15 16  Mongiat, Porzio e Tuniz, 2003, pp. 268-269.
66. ↑   Paolo Carrega, Luciana Ziruolo, Mario Renosio, Nicoletta Fasano, Michele Calandri, Antonella Braga, Pier Antonio Ragozza, Nicola Adduci, Barbara Berruti, Andrea D'Arrigo, Bruno Maida, Riccardo Marchis, Enrico Miletto, Daniela Muraca, Stefano Musso, Alberto Lovatto, Enrico Pagano e Corrado Borsa, Stragi ed eccidi (PDF), in Claudio Dellavalle (a cura di), Il Piemonte nella guerra e nella Resistenza: la società civile (1942-1945), Cura redazionale di Chiara Colombini, elaborato per conto del Consiglio regionale del Piemonte e del Comitato Resistenza e Costituzione, 2015,  p. 54. URL consultato il 18 gennaio 2025.
67. 1 2   Enrico Massara, Parte II: 1943-1945 - Crimini dei nazifascisti - La resistenza armata - Rappresaglia della Squadraccia, in Antologia dell'antifascismo e della resistenza novarese: uomini ed episodi della lotta di liberazione, presentazione di Angelo Del Boca, Novara, Grafica Novarese, 1984,  pp. 328-332, OCLC 491054840.
68. ↑   Silvia Giani, Dubitare, disobbedire, resistere, in La storia di Novara - Dalla preistoria ai giorni nostri, CommunityBook - La Storia d'Italia, Nº3/2021, Roma, Typimedia, 2021,  pp. 146-147, ISBN 978-88-3626-029-4, ISSN 2704-9744 (WC · ACNP). URL consultato il 4 settembre 2022. Ospitato su IDOCPUB.
69. ↑  Cassani e Colli, 1948, pp. 117-123.
70. 1 2  Cassani e Colli, 1948, p. 100.
71. 1 2  Colli, 1978, p. 19.
72. ↑   Prove di orientamento delle nuove varietà di riso, in Giornale di risicoltura, n. 38-39, 1950,  p. 175. URL consultato l'8 dicembre 2024.
73. ↑   Medaglia vermeille, in Giornale di risicoltura, n. 38-39, 1950. URL consultato l'8 dicembre 2024.
74. 1 2   Premiati i vincitori della provincia al concorso per l'aumento della produzione agricola, in L'Azione, n. 10, Novara, 5 marzo 1954,  p. 3. URL consultato il 23 novembre 2024.
75. ↑   Gli agricoltori premiati a Novara al mercato-concorso torelli dell'8 c.m., in L'Azione, n. 36, Novara, 16 settembre 1955,  p. 6. URL consultato il 14 dicembre 2024.
76. 1 2   Elenco dei premiati per selezione sementi di riso, in L'Eusebiano, n. 22, Vercelli, 17 marzo 1958,  p. 3. URL consultato il 13 dicembre 2024.
77. ↑   Dal 27 al 29 agosto a Bognanco - La Razza Frisona Italiana in evidenza, in Il Popolo dell'Ossola, n. 33, Domodossola, 2 settembre 1976,  p. 6. URL consultato il 22 novembre 2024.
78. ↑   W. N., Da una buona semente il migliore esito colturale, in L'Eusebiano, n. 24, Vercelli, 23 marzo 1981,  p. 1. URL consultato il 14 dicembre 2024.
79. 1 2   Walter Nasi, A venti vercellesi gli Oscar per le sementi doc delle risaie, in La Stampa - Vercelli-Biella, 30 agosto 1990,  p. 2. URL consultato il 23 dicembre 2024.
80. 1 2   S. M., «Oscar» del riso per 10 novaresi, in La Stampa, 6 settembre 1992,  p. 41. URL consultato il 30 novembre 2024.
81. ↑   Insediato presso la Camera di Commercio il "parlamentino" agricolo provinciale, in L'Azione, n. 12, Novara, 23 marzo 1956,  p. 1. URL consultato il 17 dicembre 2024.
82. ↑   Contratto collettivo integrativo 29 dicembre 1959, per i braccianti agricoli avventizi della Provincia di Novara, in Gazzetta Ufficiale - Supplemento ordinario, n. 202, Roma, Istituto Poligrafico dello Stato, 11 agosto 1962,  pp. 57-71. URL consultato il 24 dicembre 2024.
83. ↑   Contratto collettivo di lavoro del 25 maggio 1960 per le maestranze addette alla monda e trapianto del riso per la campagna 1960 nelle provincie di Alessandria, Mantova, Milano, Novara, Pavia e Vercelli, in Gazzetta Ufficiale della Repubblica Italiana - Supplemento ordinario, n. 56, Roma, 2 marzo 1962,  p. 4. URL consultato l'8 dicembre 2024.
84. ↑   Caresana nuovo presidente dell'Est Sesia, in L'Azione, n. 9, Novara, 7 marzo 1998,  p. 16. URL consultato il 23 novembre 2024.
85. ↑   Cascina Buzzoleto Vecchio - ATL Novara - Arte e Storia Scheda, su Agenzia turistica della provincia di Novara. URL consultato il 24 agosto 2021.
86. 1 2 3 4 5 6 7  Mongiat, Porzio e Tuniz, 2003, pp. 274-275.
87. ↑  Colli, 1978, p. 22.
88. ↑  Mongiat, Porzio e Tuniz, 2003, p. 270.
89. ↑   Raccolta de' proclami, avvisi, editti, ordini ec. sì civili che militari, Tomo IX, Torino, Francesco Pulini al Bocchetto, 1801,  p. 172. URL consultato il 6 settembre 2021. Ospitato su Google Libri.
90. ↑   Carlo Morbio, Storia di Novara dalla dominazione de' Farnesi sino all'età nostra contemporanea, Milano, Dottor Giulio Ferrario, 1834,  p. 154. URL consultato il 6 settembre 2021. Ospitato su Google Libri.
91. ↑   Oreste Scarzello, Giovan Battista Morandi e Andrea Leone (a cura di), Doc. DCLXXXVI - Elenco dei possessi dei figli di Robaldo e Olrico di Carisio in Garbagna (s.d. ma del sec. XII), in Le carte dell'Archivio Capitolare di Santa Maria di Novara - Vol. 3 (1172-1205), BSSS, vol. 80, Torino, Regia Deputazione Subalpina di Storia Patria, 1924,  p. 264. URL consultato il 20 gennaio 2025. Ospitato su BEIC.
92. ↑   Ferdinando Gabotto, Augusto Lizier, Andrea Leone, Giovan Battista Morandi e Oreste Scarzello (a cura di), Doc. CCCLXXVIII - Guidobono, Gregorio e Ruggero, figli del fu Ugo di Muro, Ottabona del fu Bruningo moglie di detto Guidobono, e Babilonia del fu Guiberto moglie di detto Gregorio, vendono ad Alberto del Placito quanto tengono dal Comune di Novara, insieme con Uberto, fratello dei predetti Guidobono, Gregorio e Ruggero, e loro consenziente, nel dongione di Garbagna, nonché una pezza di terreno ivi (22 giugno, luglio e 19 agosto 1154), in Le carte dell'Archivio Capitolare di Santa Maria di Novara - Vol. 2 (1034-1172), BSSS, vol. 79, Pinerolo, Regia Deputazione Subalpina di Storia Patria, 1915,  pp. 282-285. URL consultato il 27 febbraio 2022. Ospitato su BEIC.
93. ↑   Carlo Dionisotti, I Marchesi di Romagnano e i Conti di Biandrate, in Le famiglie celebri medioevali dell'Italia superiore, Torino, Tip. L. Roux e C., 1887,  p. 76. URL consultato il 2 agosto 2023. Ospitato su Münchener DigitalisierungsZentrum - Digitale Bibliothek.
94. ↑  Cognasso, 1952, p. 130 e Cognasso, 1952, p. 147
95. ↑   Novarese per A e B - Mazzo 6 - Fascicolo 1. Casalgiate (1609 - 1611), su Sistema informativo dell'Archivio di Stato di Torino. URL consultato il 25 marzo 2022.
96. 1 2 3  Cassani e Colli, 1948, pp. 72-74.
97. ↑   Emiliana Mongiat, Giampietro Morreale e Maria Grazia Porzio, Amico Canobio, in Medaglioni novaresi, Novara, Consorzio Mutue, 2013,  pp. 62-63.
98. ↑  Colli, 1978, p. 18.
99. 1 2   Francesca Ortolano, Comune di Garbagna Novarese, su Sistema Informativo Unificato per le Soprintendenze Archivistiche, 3 gennaio 2007. URL consultato il 26 agosto 2021.
100. ↑   Goffredo Casalis, Dizionario geografico, storico, statistico, commerciale degli stati di S. M. il re di Sardegna, vol. 9, Torino, G. Maspero, 1841,  p. 600. URL consultato il 28 dicembre 2024. Ospitato su Google Libri.
101. ↑   Giancarlo Andenna, Castello di Caltignaga, in Da Novara tutto intorno, Andar per castelli, Novara, Milvia, 1982,  p. 500.
102. ↑   Società storica lombarda, Il patriziato milanese, in Archivio storico lombardo - Giornale della Società storica lombarda, Milano, Libreria editrice G. Brigola, 1874,  p. 462. URL consultato il 20 agosto 2021.
103. ↑   Antonio Manno, M, in Dizionario feudale degli antichi stati continentali della monarchia di Savoia, Firenze, Giuseppe Civelli, 1895,  p. 167. URL consultato il 2 ottobre 2021.
104. ↑  Cassani e Colli, 1948, p. 11.
105. ↑   Luigi Simonetta, La famiglia Morbio, su Società Storica Novarese. URL consultato il 4 dicembre 2024.
106. ↑   Giuseppe Trezzi, Annunzii giudiziarii - Nota per subasta, in Supplimento alla Gazzetta Piemontese, n. 87, Torino, Tip. di Giuseppe Favale, 23 luglio 1833,  p. 435. URL consultato il 7 settembre 2022.
107. ↑   Giuseppe Trezzi, Annunzii giudiziarii - Nota per subasta, in Supplimento alla Gazzetta Piemontese, n. 101, Torino, Tip. di Giuseppe Favale, 24 agosto 1833,  p. 507. URL consultato il 7 settembre 2022.
108. ↑   L. Zanetti, Avviso d'asta, in Gazzetta Ufficiale del Regno d'Italia, n. 188, Roma, Tip. della Gazzetta Ufficiale, 11 agosto 1888,  p. 3486. URL consultato il 7 settembre 2022.
109. ↑   Francesco Vercelli, Enti locali - Monte di Pietà di Novara - Avviso d'asta, in Gazzetta Ufficiale del Regno d'Italia - Parte seconda - Foglio delle inserzioni, n. 2, Roma, Istituto Poligrafico dello Stato, 3 gennaio 1936,  p. 8.
110. ↑  Cassani e Colli, 1948, p. 89.
111. ↑  Cassani e Colli, 1948, p. 137.
112. ↑   I "PRIMATISTI" dell'agricoltura premiati solennemente a Novara, in L'Azione, n. 16, Novara, 20 aprile 1956,  p. 4. URL consultato il 29 novembre 2024.
113. ↑   Gara di Motoaratura, in L'Azione, n. 24, 12 giugno 1964,  p. 8. URL consultato il 29 novembre 2024.
114. ↑   Si è svolto alla Cascina Moncucco il concorso prov. di motoaratura, in L'Azione, n. 28, Novara, 10 luglio 1964,  p. 5. URL consultato il 29 novembre 2024.
115. ↑  Cassani e Colli, 1948, p. 75.
116. 1 2 3 4 5 6 7 8   Alberto Ventura, Jacopo Ventura e Sara Mussetta, Valutazione Ambientale Strategica (VAS) - Piano paesistico del terrazzo "Novara Vespolate" - Rapporto ambientale (PDF), su Provincia di Novara - Ufficio urbanistica e piano territoriale, 20 aprile 2009,  pp. 85-87. URL consultato il 14 agosto 2021.
117. 1 2 3 4 5   Francesco Ponzeti, Francesco Mazza, Antonio Porino, Francesco Vardino, Agostino Bonfiglio, Francesco Mansion, Giuseppe Reina e Giuseppe Olivares, Catasto Teresiano - Garbagna Novarese e cascina Moncucco (JPG), 1723. URL consultato il 6 dicembre 2024. Ospitato su Wikimedia Commons.
118. 1 2 3 4 5 6  Cassani e Colli, 1948, pp. 101-102.
119. 1 2  Cognasso, 1952, p. 446.
120. ↑  Cassani e Colli, 1948, p. 144.
121. 1 2   Comune di Garbagna Novarese, Ordinanza per la disciplina temporanea della circolazione stradale in via alla Brusattina N.1/2018 PM del 16.1.2018 - Proroga della chiusura al transito, 25 gennaio 2018. URL consultato il 21 gennaio 2025.
122. 1 2   Anna Maria Ferrari, Tavola 3 - Carta della dinamica fluviale e del reticolato idrografico, su Comune di Garbagna Novarese, aprile 2005. URL consultato il 22 gennaio 2025.
123. 1 2   Baraggiolo - ATL Novara - Itinerari, su Agenzia Turistica Locale della Provincia di Novara. URL consultato il 10 settembre 2021.
124. ↑   Garbagna, la furia del nubifragio sulla tenuta Brusattina: "Mai visto niente di simile in 54 anni", su La Stampa, 8 luglio 2021. URL consultato il 12 novembre 2024.
125. ↑  Mongiat, Porzio e Tuniz, 2003, pp. 255-256, 268.
126. ↑  Mongiat, Porzio e Tuniz, 2003, pp. 62, 73, 92, 139, 146.
127. ↑  Cognasso, 1952, pp. 373, 376, 383, 385.
128. ↑   Maria Nadia Covini, Vigevano «quasi-città» e la corte di Ludovico il Moro, in Luisa Giordano e Rosalba Tardito (a cura di), Piazza ducale e i suoi restauri: cinquecento anni di storia, Pisa, ETS, 2000,  pp. 14, 17, 22, 24-25. URL consultato il 7 febbraio 2025.
129. ↑   Chiara Scionti (a cura di), Tornielli di Borgolavezzaro, famiglia - Regesti delle pergamene (1251-1847), Novara, Archivio di Stato di Novara, dicembre 2018,  pp. 29-30, 54. URL consultato il 14 gennaio 2025.
130. ↑   Domenico Ponzetti, Bonifazio de Gregorj, Carlo Scotti, Giacom'Antonio Esnago, Francesco Mazzi, Gaudenzio de Gregorj, Francesco Antonio Asnago, Bernardo Riga, Bartolomeo Gallo, Antonio Porro e Giuseppe Garavaglia, Catasto Teresiano - Buzzoletto e Calzavacca - Particolare: Cascina Cascinetta - 1723 (PNG), 1723. URL consultato il 21 dicembre 2024. Ospitato su Wikimedia Commons.
131. 1 2   Agenzia di Accoglienza e Promozione Turistica Locale della Provincia di Novara, Percorso 2: Baraggiolo (PDF), in Vie verdi, PercorrerePiano, Provincia di Novara, 2008,  p. 11. URL consultato l'11 gennaio 2025. Ospitato su Provincia di Novara.
132. 1 2   C.A.I. sez. Novara, Tappa 00 sud: Novara città, su cainovara.it, Regione Piemonte - Catasto regionale dei sentieri,  p. 3. URL consultato il 16 gennaio 2025.
133. 1 2   Felice Amato Duboin (a cura di), Titolo IX - De' furti e latrocinii, e delle truffe, in Raccolta per ordine di materie delle leggi, provvidenze, editti, manifesti, ecc., Tomo sesto - Volume ottavo, Torino, Vittorio Picco, 1830,  p. 110. URL consultato il 2 ottobre 2021. Ospitato su Google Libri.
134. ↑   Mario Crenna, Parte IV - 1558: Summario dei beni ecclesiastici à Terra per Terra, in Agli albori della burocrazia fiscale: il censimento di Carlo V nella provincia di Novara, Bollettino Storico per la Provincia di Novara, Società Storica Novarese, 1987,  p. 87, ISSN 0392-1107 (WC · ACNP). URL consultato il 26 marzo 2022. Ospitato su Calameo.
135. ↑   Gridario dell'Eccellentissimo Signor Marchese di Leganes,  p. 349. URL consultato il 27 settembre 2021. Ospitato su Google Libri.
136. 1 2   Giuseppe Garone, I reggitori di Novara, Novara, Francesco Merati, 1865,  pp. 270-271. URL consultato il 6 gennaio 2025. Ospitato su Internet Archive.
137. ↑   Patrizio Zamborlin e Davide Bruno De Franco (a cura di), Notai - 1442-1883 - Inventario, Novara, gennaio 2023,  p. 57. URL consultato il 29 gennaio 2025.
138. ↑   Franco Davide Bruno (a cura di), Conti provinciali, su SAN - Strumenti di ricerca online, 22 marzo 2021. URL consultato il 29 gennaio 2025.
139. ↑   Davide Bruno De Franco, Le carte dell'Intendenza per l'Alto e Basso Novarese e Vigevanasco dell'Archivio di Stato di Novara - Il ricongiungimento delle carte (PDF), in Blythe Alice Raviola, Claudio Rosso, Davide Bruno De Franco e Archivio di Stato di Novara (a cura di), Un territorio conteso. Novara e il Novarese tra fonti d'archivio e storiografia (XVII-XVIII sec.), Pubblicazioni degli Archivi di Stato - Saggi, vol. 125, Ministero della Cultura - Direzione Generale Archivi, 2023,  p. 136. URL consultato il 29 gennaio 2025.
140. ↑   Angela Maria Malosso e Mario Perotti, I domenicani a Novara (1256-1808), in Agognate, n. 1, Novara, giugno 1999,  p. 11. URL consultato il 1º febbraio 2025 (tratto da  Angela M. Malosso e Mario Perotti, San Pietro al Rosario in Novara, Novara, De Agostini, 1998).
141. ↑   Marco Ferrari, Sindaci di Novara, in Origine, antichità, denominazione e memorie civili ed ecclesiastiche della città di Novara, Francesco Merati, 1877,  p. 123. URL consultato il 21 gennaio 2025. Ospitato su Google Libri.
142. ↑   Raccolta delle leggi, ordini, provvidenze, ed avvisi pubblicati in Novara pel Dipartimento dell'Agogna dal 1º Vendemmiale anno 8º, epoca, in cui fu aggregato alla Repubblica Cisalpina, vol. 1, Novara, Giuseppe Rasario, 1801,  pp. 63-64, 205. URL consultato il 21 gennaio 2025. Ospitato su Google Libri.
143. ↑  Cassani e Colli, 1948, p. 141.
144. ↑   Amministrazione dipartimentale dell'Agogna, e municipale del Distretto di Novara, Estratto di Seduta del giorno dieciotto Fiorile anno 9. Rep. 8., in Raccolta delle leggi, ordini, provvidenze, ed avvisi pubblicati in Novara pel Dipartimento dell'Agogna dal 1.º Vendemmiale anno 9.º, epoca, in cui fu aggregato alla Repubblica Cisalpina, vol. 2, Novara, Giuseppe Rasario, 1802,  pp. 275-276. URL consultato il 3 febbraio 2025. Ospitato su Google Libri.
145. ↑   Cristoforo Mantelli (a cura di), Appendice al volume nono, su Giurisprudenza del codice civile e delle altre leggi dei regii stati, Google Libri, vol. 9, Alessandria, Luigi Guidetti tipografo-librajo, 1844,  pp. 61-69. URL consultato il 9 gennaio 2025.
146. 1 2   Scheda dettagliata, su Istituto Storico della Resistenza di Novara "Piero Fornara". URL consultato il 3 febbraio 2025.
147. 1 2 3   Presidenza della Repubblica - Ricompense al Valor Militare, in Gazzetta Ufficiale della Repubblica Italiana, n. 150, Roma, 15 giugno 1957,  p. 2257. URL consultato il 3 febbraio 2025.
148. 1 2   Anna Maria Imarisio, Marano Ticino ha ricordato Ladino Marangon nel 50º della morte, in Resistenza unita, n. 2, Novara, 1º febbraio 1995,  p. 2. URL consultato il 3 febbraio 2025.
149. ↑   Fiori al monumento e alzabandiera: Marano non dimentica i suoi eroi, in Novara Oggi, n. 17, Novara, 29 aprile 2011,  p. 48. URL consultato il 4 febbraio 2025.
150. ↑   Flavio Bosetti, Tutti gli appuntamenti del 25 aprile a Oleggio, Bellinzago, Mezzomerico e Marano Ticino, su SDNews, 16 aprile 2023. URL consultato il 3 febbraio 2025.
151. ↑   Renzo Fiammetti, L'Ovest Ticino dalla prima guerra mondiale alla liberazione: una storia delle comunità di Cameri, Galliate, Trecate, Romentino e Cerano, Interlinea, 1997,  p. 258. URL consultato il 3 febbraio 2025. Ospitato su Google Libri.
152. ↑  Cassani e Colli, 1948, p. 121.
153. ↑   Renzo Fiammetti, I sabotaggi alla linea telefonica Cameri-Cascina Mariina, in L'Ovest Ticino dalla prima guerra mondiale alla liberazione. Una storia delle comunità di Cameri, Galliate, Trecate, Romentino e Cerano, Novara, Interlinea, 1997,  pp. 194-195, 249. URL consultato l'11 gennaio 2025. Ospitato su Google Libri.
154. ↑   Istituto Centrale di Statistica del Regno d'Italia, Popolazione residente: nei comuni, frazioni di censimento, centri e case sparse (PDF), in VII censimento generale della popolazione - 21 aprile 1936-XIV, Volume 2 - Province, Fascicolo 5 - Provincia di Novara, Tip. Ippolito Failli, 1937,  p. 13. URL consultato il 10 gennaio 2025.
155. ↑   Emiliana Mongiat e Bruno Radice (a cura di), Il Basso Novarese, in Percorsi - Storia e documenti artistici del Novarese, Novara, Provincia di Novara, 1993,  pp. 7, 59.
156. 1 2 3  Cassani e Colli, 1948, p. 70.
157. ↑   Emiliana Mongiat e Bruno Radice (a cura di), L'Ottocento e il Novecento - Documenti artistici, in Il Basso Novarese, Percorsi - Storia e documenti artistici del Novarese, Novara, Provincia di Novara, 1993,  p. 42.
158. ↑  Cassani e Colli, 1948, pp. 52-53.
159. ↑  Cassani e Colli, 1948, p. 64.
160. ↑   Guido Morpurgo (a cura di), Il territorio dell'architettura - Gregotti e Associati 1953_2017, Torino, Skira, 2017,  p. 43. URL consultato il 21 aprile 2024. Ospitato su Academia.
161. ↑  Arrigoni, Mambrini e Ramati, 1989, p. 88.
162. ↑  Mongiat, Porzio e Tuniz, 2003, p. 252.
163. ↑   Provincia di Novara, Programma di Educazione Ambientale INFEA 2008-2010 - Progetto "I Parchi e le Città: cosa c'è nel mezzo?" - Mappa del Territorio - Mappa di Comunità (PDF), su Provincia di Novara, 29 giugno 2009,  p. 26. URL consultato il 7 novembre 2021.
164. ↑   Elena Mittino, Verso le elezioni, a Garbagna Trevisan mette al centro la "persona", su La voce di Novara, 17 settembre 2020. URL consultato il 7 novembre 2021.
165. ↑   Elena Mittino, Verso le elezioni, Garbagna: Ferrera punta su trasporti e mercato settimanale, su La voce di Novara, 17 settembre 2020. URL consultato il 7 novembre 2021.
166. ↑   Domenico Ponzetti, Bonifazio de Gregorj, Carlo Scotti, Giacom'Antonio Esnago, Francesco Mazzi, Gaudenzio de Gregorj, Francesco Antonio Asnago, Bernardo Riga, Bartolomeo Gallo, Antonio Porro e Giuseppe Garavaglia, Catasto Teresiano - Buzzoletto e Calzavacca - Particolare: Cascina Buzzoletto Nuovo - 1723 (PNG), 1723. URL consultato il 26 dicembre 2024. Ospitato su Wikimedia Commons.
167. ↑   Possessione da affittare, in Gazzetta piemontese, n. 247, Torino, Tip. G. Favale e C., 5 ottobre 1850,  p. 4. URL consultato il 30 novembre 2024.